# Église de la Sainte-Trinité de Choisy-au-Bac
L'église de la Sainte-Trinité est une église catholique paroissiale située à Choisy-au-Bac, dans l'Oise, en France. Elle n'est pas à confondre avec la basilique dédiée à saint Étienne, de fondation plus ancienne, qui jouait un rôle important à l'époque mérovingienne, et fut abandonnée à la Révolution française. La construction de l'église paroissiale actuelle débuta au début du XIIe siècle par la nef romane, et se poursuivit après le milieu du XIIe siècle par le transept avec ses deux absidioles et la façade, qui hésitent entre le roman et le gothique, pour s'achever au début du XIIIe siècle par l'abside et le clocher, clairement gothiques. Sa configuration s'inscrit dans la tradition des basiliques romanes du Soissonnais de la seconde moitié du XIe siècle, et les nombreux partis archaïsants, dont l'absence de colonnettes à chapiteaux dans la nef et le transept, le voûtement en cul-de-four des absidioles à une période aussi avancée, et l'absence de contreforts devant l'abside, pourtant voûtée d'ogives dès l'origine, s'expliquent difficilement. La restauration radicale que l'église a subi entre 1853 et 1885 a effacé définitivement les indices qui auraient pu permettre de comprendre l'histoire de l'édifice. L'extérieur est en grande partie néo-gothique, mais est censé s'inspirer de son architecture d'origine. L'élément le plus authentique et le plus original est sans doute le clocher, d'un style dépouillé mais d'une silhouette puissante. C'est le seul dans la région à présenter autant de baies sur l'étage de beffroi. L'église de la Sainte-Trinité a été classée aux monuments historiques par arrêté du 5 février 1920. Elle est aujourd'hui affiliée à la paroisse des Seize Bienheureuses Carmélites de Compiègne.

## Localisation
L'église de la Sainte-Trinité est située en France, en région Hauts-de-France et dans le département de l'Oise, au nord-est de Compiègne, dans la basse-vallée de l'Aisne et près de la forêt de Laigue, sur la commune de Choisy-au-Bac, à la limite sud-est du village, rue de l'Aigle, face à la mairie. L'église est, globalement, implantée parallèlement à la rue. La façade est précédée d'un parvis servant en même temps de parking. Une pelouse sépare l'élévation méridionale de la rue. Le chevet est uniquement visible depuis le sud. Le reste est enclavé dans des propriétés privées, tout comme l'élévation septentrionale.

## Histoire

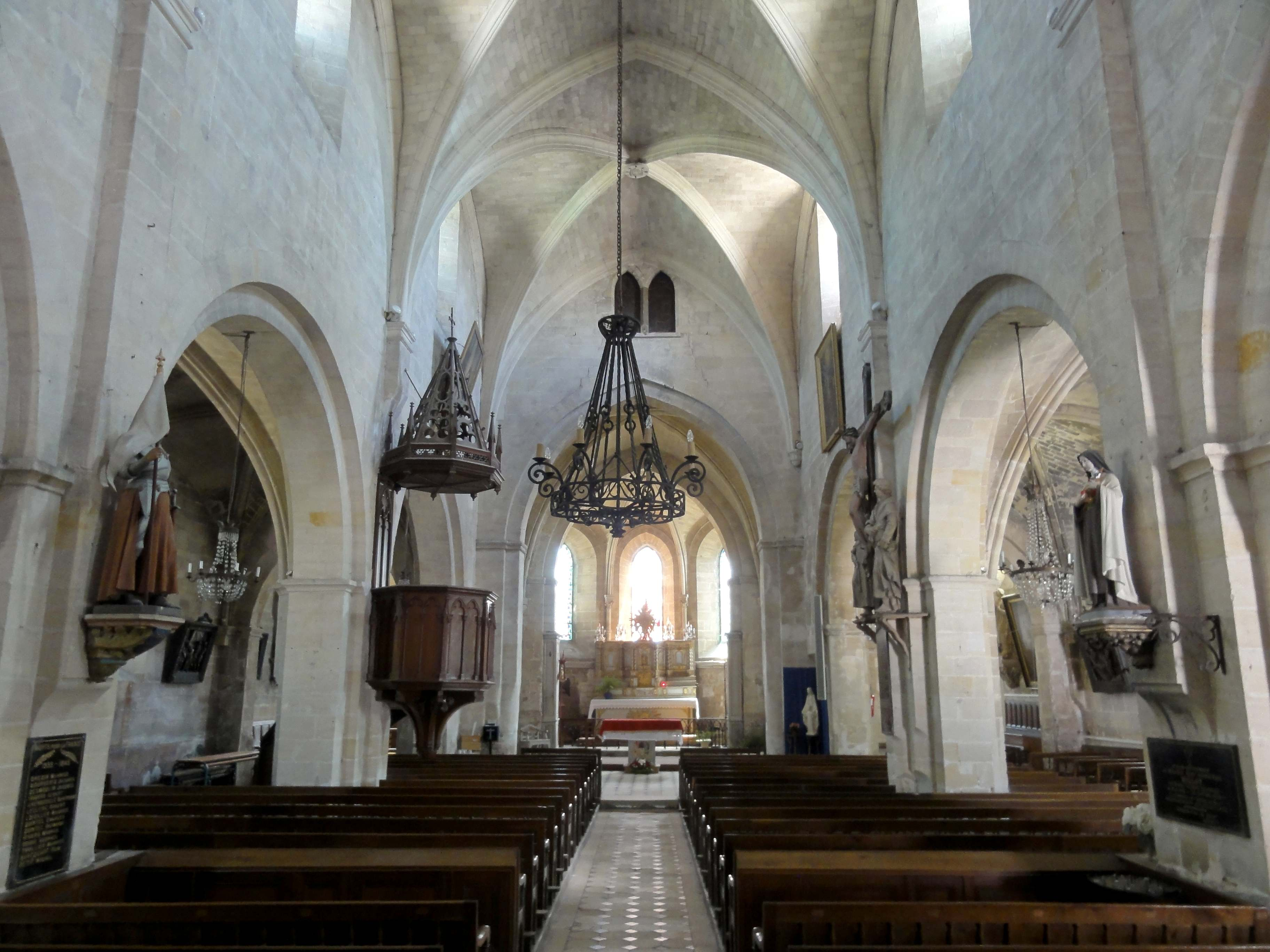
Vue intérieure générale.

Dès le VIIe siècle, Choisy-au-Bac possède une basilique dédiée à saint Étienne, qui dépend du palais royal de Compiègne. En 711, le roi Childebert IV (et non Childebert III, contrairement à ce qu'écrivent Louis Graves, Philippe Bonnet-Laborderie et François Callais) y est enseveli, ainsi qu'en 783, Berthe au Grand Pied. À la basilique, se joint une abbaye elle aussi dédiée à saint Étienne, qui semble être à l'origine du développement du village au confluent de l'Oise et de l'Aisne. Dès la fin du VIIe siècle, une villa royale y est également attestée. En 827, l'abbaye est transformée en prieuré simple, et devient une dépendance de la puissante abbaye Saint-Médard de Soissons. Les pillards normands s'installent à Choisy en 895 / 896. D'abord dévasté, le prieuré est restauré par la suite. Plusieurs rois l'honorent de leur visite, dont Henri Ier en 1037. Le pape Innocent II vient célébrer une messe solennelle en la basilique Saint-Étienne en 1131.
Si plusieurs grands noms de l'histoire de France sont liés à la basilique et au prieuré, ce n'est pas le cas de l'église paroissiale. Elle est placée sous le vocable de la Sainte-Trinité, et l'on ignore la date de fondation. L'édifice actuel remonte à la période comprise entre le premier quart du XIIe siècle et le début du XIIIe siècle, mais il a été entièrement restauré et en partie reconstruit entre 1856 et 1885. L'analyse de l'architecture soulève de nombreuses questions. Contrairement à la règle, la construction paraît avoir progressé d'ouest en est, comme à Agnetz, la façade étant toutefois contemporaine du transept. Dans l'intérieur, le style est archaïsant, sauf dans l'abside du vaisseau central. De nombreuses caractéristiques, dont les arcades sans colonnettes ni chapiteaux et les voûtes en cul-de-four des absidioles, évoquent la seconde moitié du XIe siècle, mais cette datation serait en contradiction avec d'autres détails, dont la prédominance de l'arc brisé, sauf dans la nef, et les contreforts à ressauts du transept. — Sous l'Ancien Régime, Choisy-au-Bac relève du doyenné de Vic-sur-Aisne, de l'archidiaconé de la Rivière et du diocèse de Soissons. Le collateur de la cure est l'abbé de Saint-Médard de Soissons. Toute la dîme appartient au prieuré. La cure est donc à portion congrue. La Révolution française met un terme aux hiérarchies ecclésiastiques traditionnelles, et l'ensemble des paroisses sur le territoire du département de l'Oise est regroupé dans le diocèse de Beauvais, à laquelle appartenaient déjà les villages voisins sur la rive droite de l'Oise. La prestigieuse basilique est abandonnée. Au XXe siècle, n'en reste guère que le portail, dissimulé dans une maison, sise sur la propriété 1-5 rue Binder-Mestro, où l'on voit encore le pignon à contrefort de l'ancienne grange de la ferme du prieuré. Il est inscrit aux monuments historiques par arrêté du 27 janvier 1948. Ce vestige n'est pas à confondre avec la chapelle des Trois-Chênes, dans la forêt, qui a été édifiée à partir de 1878 autour d'une statue de la Vierge que sœur Marie-Aloysia plaça en 1862 au milieu de trois chênes issus de la même souche. L'église de la Sainte-Trinité est classée aux monuments historiques par arrêté du 5 février 1920. Aujourd'hui, elle est affiliée à la paroisse des Seize Bienheureuses Carmélites de Compiègne , et les messes dominicales y sont célébrées le dimanche à 9 h 30.

## Description

### Aperçu général

Plan de l'église.

Orientée un peu irrégulièrement, avec une déviation de l'axe vers le sud d'environ 25° du côté du chevet, l'église répond à un plan cruciforme et se compose d'une nef de trois travées accompagnée de deux bas-côtés ; d'un transept non débordant, dont la croisée sert de base au clocher en bâtière ; d'une abside à pans coupés ; et de deux chapelles ou absidioles dans les angles entre les croisillons et l'abside. Les chapelles sont voûtées en cul-de-four ; le reste de l'église est voûté d'ogives. Une tourelle d'escalier flanque l'angle sud-ouest du croisillon sud, et une sacristie est accolée au croisillon sud. L'on accède à l'église par le portail occidental de la nef, ou une petite porte dans le mur occidental du bas-côté sud. Les bas-côtés sont munis de toits en appentis prenant appui contre les murs de la nef, sans obturer les fenêtres hautes. La nef et les croisillons sont recouverts de toitures à deux rampants avec pignons à l'ouest, au nord et au sud. L'abside et les chapelles présentent des toits à croupes.

### Intérieur

#### Nef et bas-côtés

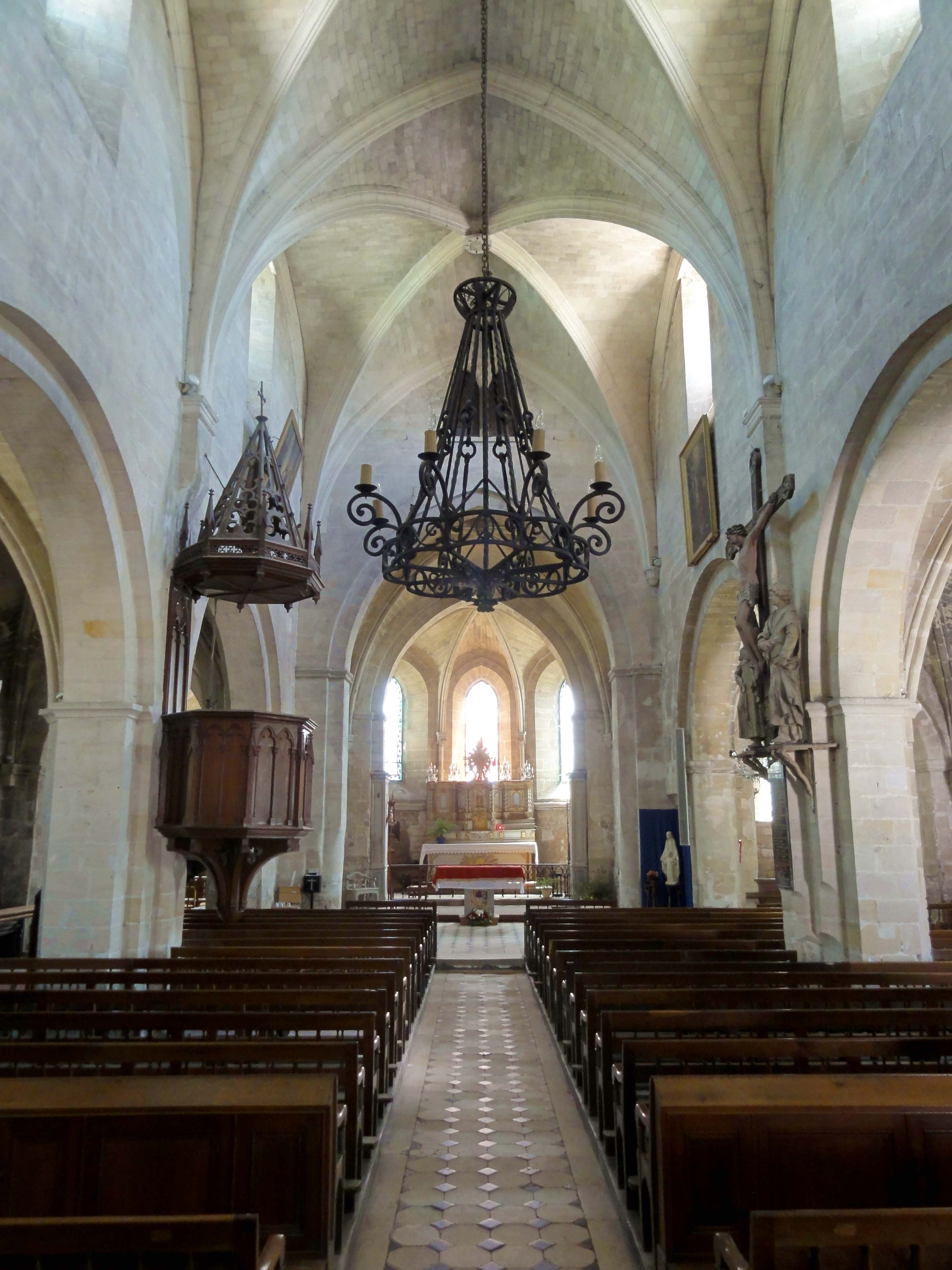
Nef, vue vers l'est.

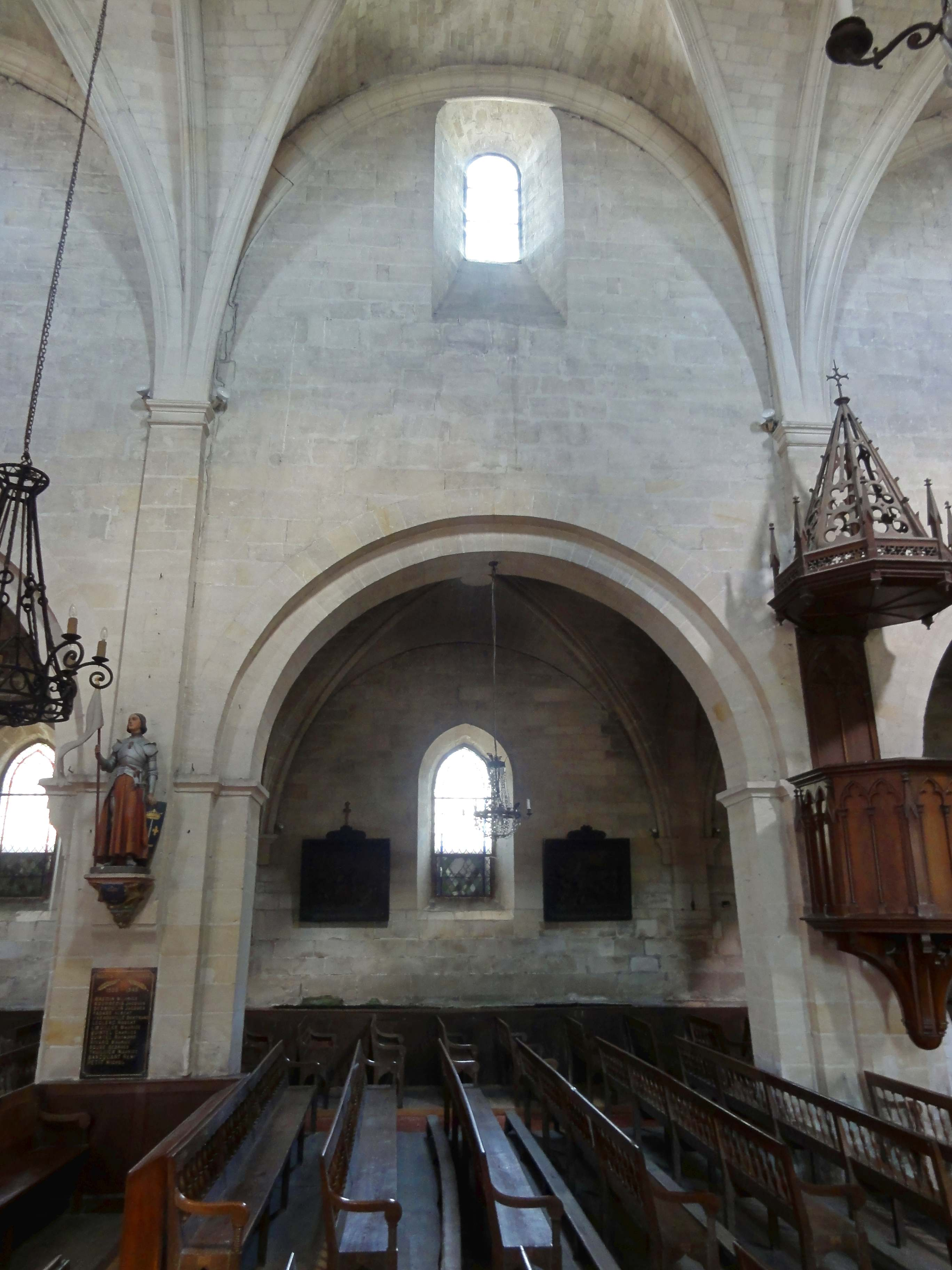
Nef, 2e travée, élévation nord.

La nef de plan basilical s'inscrit dans la tradition des basiliques romanes du Soissonnais de la seconde moitié du XIe siècle, où les nefs uniques sans bas-côtés constituent l'exception. Elle est d'un style austère. L'on se rend aisément compte que les voûtes d'ogives ne cadrent pas avec l'architecture générale de cette partie de l'église, même si la teinte de la pierre est uniforme sur tout l'édifice. Les grandes arcades sont effectivement en plein cintre, et dépourvues de colonnettes et chapiteaux, tandis que les voûtes d'ogives ajoutées au milieu du XVIe siècle sont en tiers-point, affichent une modénature prismatique, et possèdent des clés de voûte sculptées. Les grandes arcades sont à deux rangs de claveaux à arêtes vives, et retombent sur de simples impostes au profil d'une plate-bande et d'un cavet. Dans leur forme actuelle, les impostes sont susceptibles de résulter de la campagne de restauration du milieu du XIXe siècle, et devaient initialement comporter un biseau en lieu et place du cavet, et potentiellement un décor géométrique gravé. Les églises de Cinqueux, Rhuis et Saint-Léger-aux-Bois possèdent des grandes arcades semblables. Dans la plupart des autres églises de la région de cette époque, le rouleau inférieur retombe déjà sur des colonnettes à chapiteaux. Les arcades sont séparées par des piliers rectangulaires, dans lesquels des dosserets ou pilastres sont engagés de chaque côté. Depuis l'une des campagnes de remaniements ou de restauration, de nombreux dosserets s'estompent sur des consoles avant d'atteindre le sol. Dans le sens longitudinal, ils correspondent au rang de claveaux inférieur des arcades, et dans le sens transversal, ils devaient servir de supports aux entraits de la charpente primitive, avant d'être intégrés dans le système du voûtement d'ogives. Côté nef, les pilastres montent donc jusqu'à la retombée des hautes-voûtes. Leurs tailloirs actuels ne sont pas antérieurs au milieu du XVIe siècle. La hauteur des murs gouttereaux est deux fois supérieure à la hauteur des grandes arcades. Au-dessus de chaque grande arcade, la nef possède une petite fenêtre haute, en plein cintre et fortement ébrasée. Leur hauteur correspond à la moitié de la hauteur des murs hauts au-dessus des grandes arcades. Ainsi, l'ordonnancement des élévations latérales repose sur un rapport des proportions très simple, qui assure une impression harmonieuse.
Les voûtes de la nef se caractérisent par un profil prismatique, qui comporte notamment un coin émoussé entre deux cavets, comme à Clairoix et Fitz-James. Ce profil annonce le milieu du XVIe siècle, et la transition du style flamboyant vers la Renaissance. Contrairement à la plupart des voûtes secondaires, elles comportent des formerets. Du fait du plan barlong des travées, ils sont moins aigus que les arcs-doubleaux, et proches du plein cintre. Les ogives, formerets et doubleaux retombent, côté à côté, sur les tailloirs des pilastres, et ne s'interpénètrent pas partiellement avant la retombée, comme le veut l'usage à la période flamboyante. Dans les angles, elles sont reçues sur des culs-de-lampe Renaissance. Typiquement flamboyantes sont encore les clés de voûte, bien que l'on ne puisse pas exclure qu'elles sont en réalité néogothiques. Elles sont armoriées. Dans les deux premières travées, l'écusson est entouré de découpages flamboyants, sous la forme d'étoiles à six ou huit branches assemblées de trilobes (comme dans les remplages flamboyants), et de triangles ou de losanges à côtés incurvés. Les voûtes des bas-côtés sont différentes, car néogothiques : jusqu'au milieu du XIXe siècle, les bas-côtés étaient simplement plafonnés. Ces voûtes sont dépourvues de formerets, et les doubleaux, non moulurés, sont aussi larges que les dosserets associés, qui existent d'ailleurs aussi le long des murs gouttereaux des bas-côtés. Les ogives affichent un tore en forme d'amande entre deux baguettes placées en retrait, ce qui évoque plutôt la période gothique rayonnante, mais elles sont reçues sur des culots non sculptés dans les angles (comme à Béthisy-Saint-Pierre), et les clés de voûte sont de simples disques non décorés. Les fenêtres des bas-côtés ont un ébrasement un peu moins prononcé, et sont en arc brisé, ce qui ne permet pas de les faire remonter avant le second quart du XIIe siècle. Les bas-côtés ne pouvant pas être beaucoup plus jeunes que la nef, les fenêtres des bas-côtés seraient donc issues d'une réfection plus tardive, à moins que l'ensemble de la nef adopte tout simplement un style archaïsant, et ne remonte pas beaucoup plus loin que 1130 environ. L'élévation orientale fait partie de la campagne de construction du transept. Reste donc à évoquer le revers de la façade. Les murs occidentaux des bas-côtés sont ajourés de baies en plein cintre fortement ébrasées, analogues aux fenêtres hautes de la nef. Dans les angles du mur occidental de la nef, l'on trouve des baies similaires, mais plus étroites, et situées plus haut. S'y ajoute un triplet, qui s'inscrit sous la lunette de la voûte. Son examen extérieur trahit une réfection du XIXe siècle. Vers 1850, Louis Graves a encore observé une vaste baie gothique au-dessus du portail, et des arcatures simulées occupaient l'emplacement du triplet actuel.

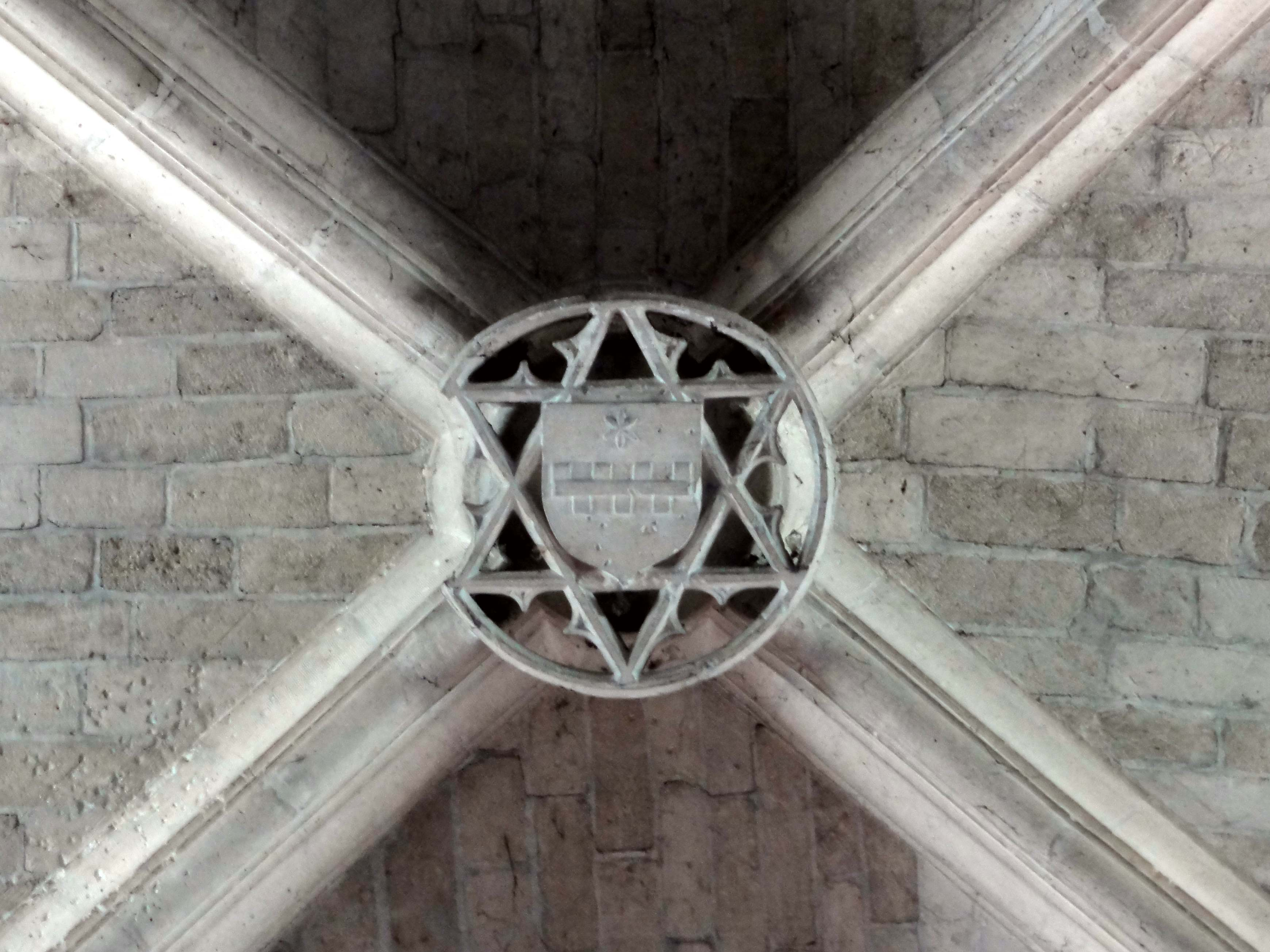
Nef, clé de voûte de la 1re travée.
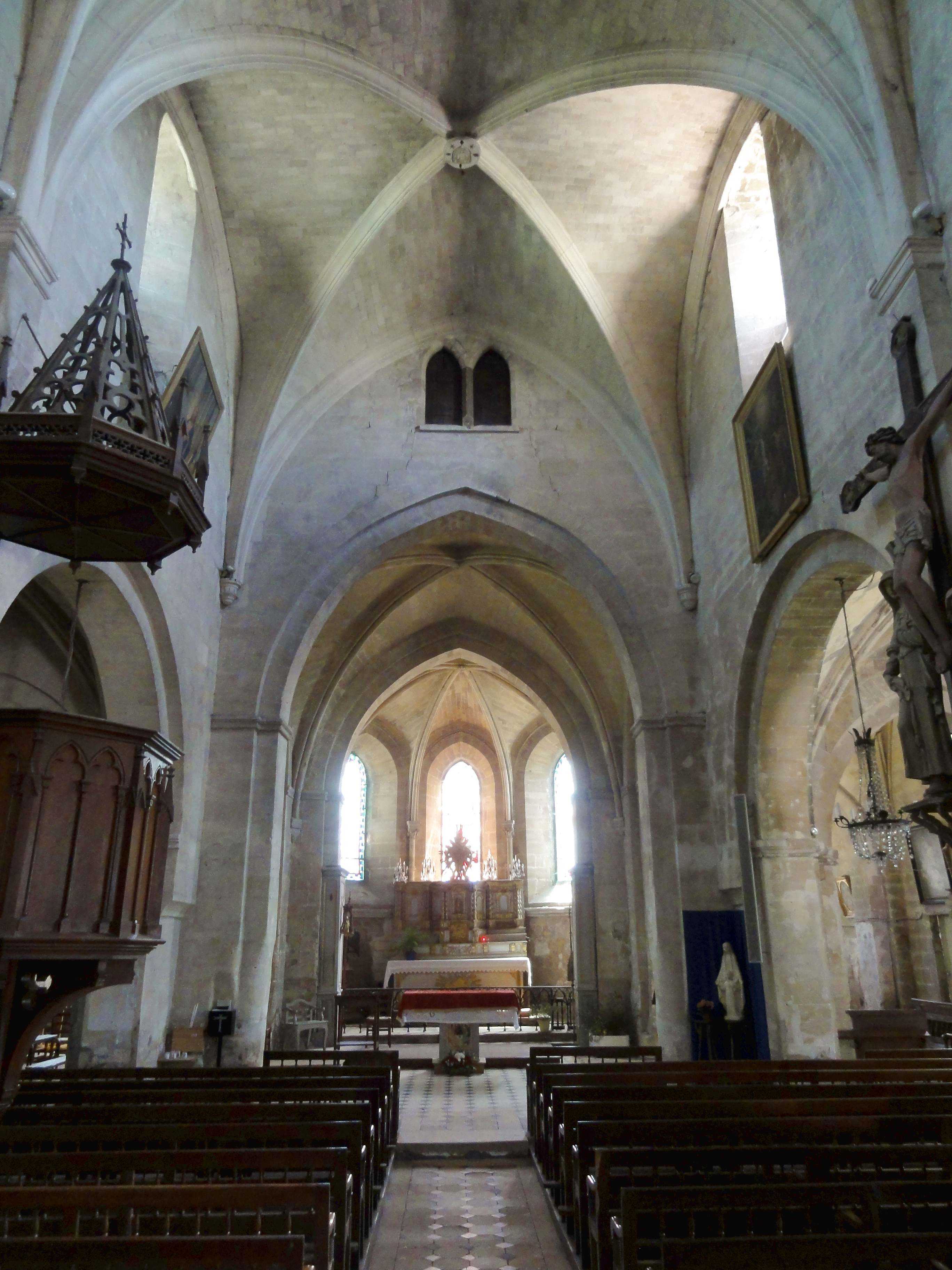
Nef, vue vers l'est.
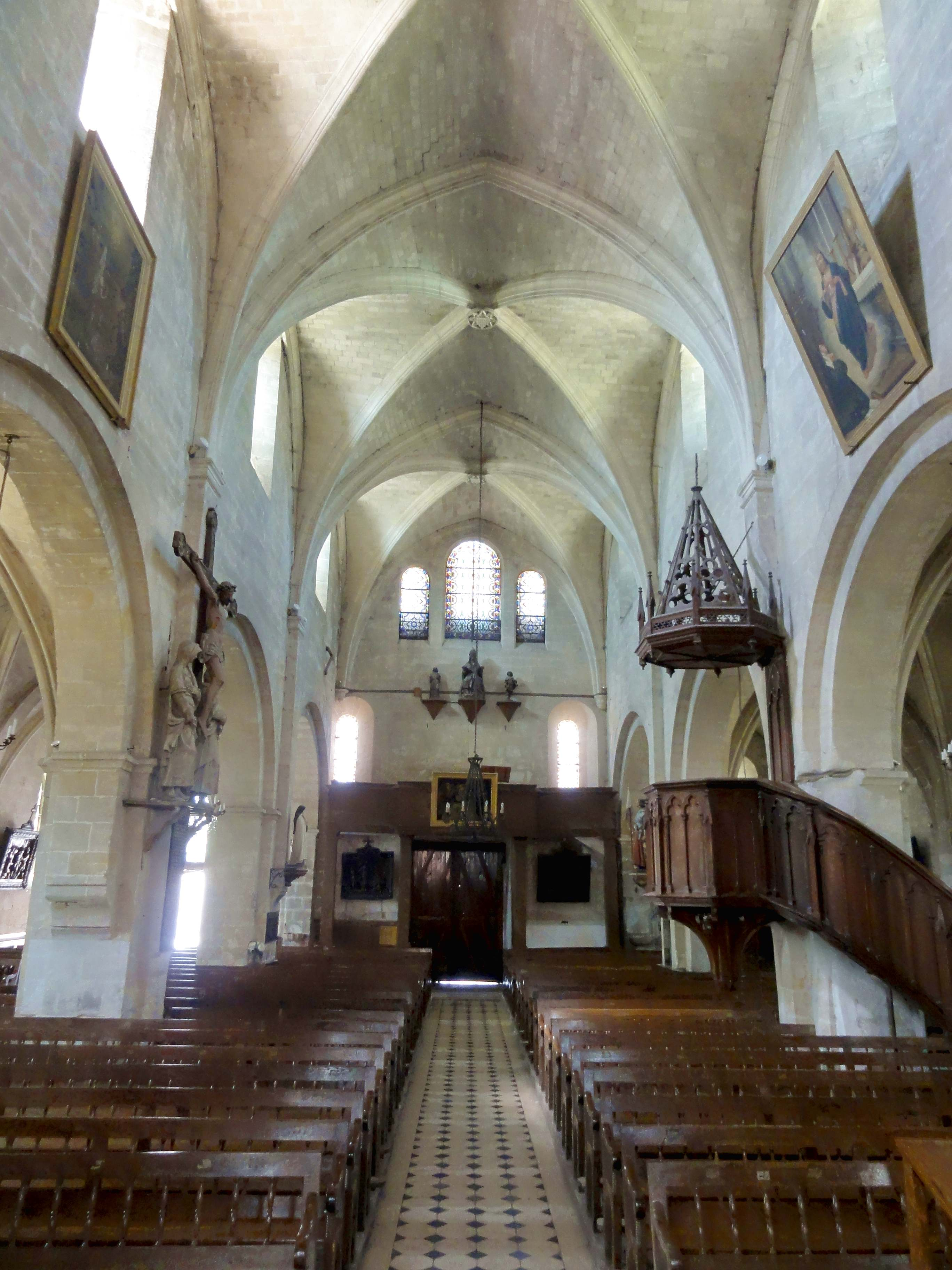
Nef, vue vers l'ouest.
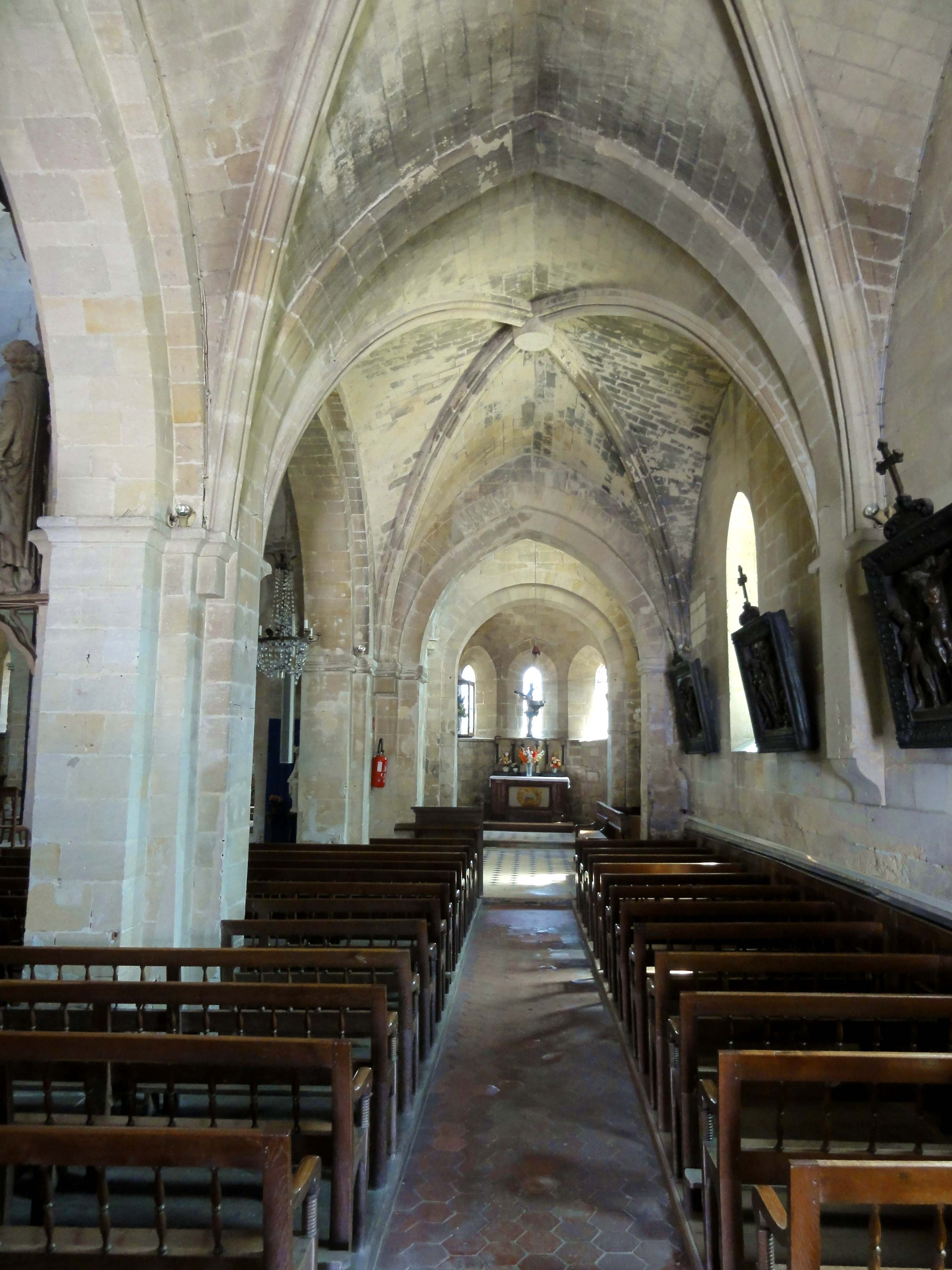
Bas-côté sud, vue vers l'est.
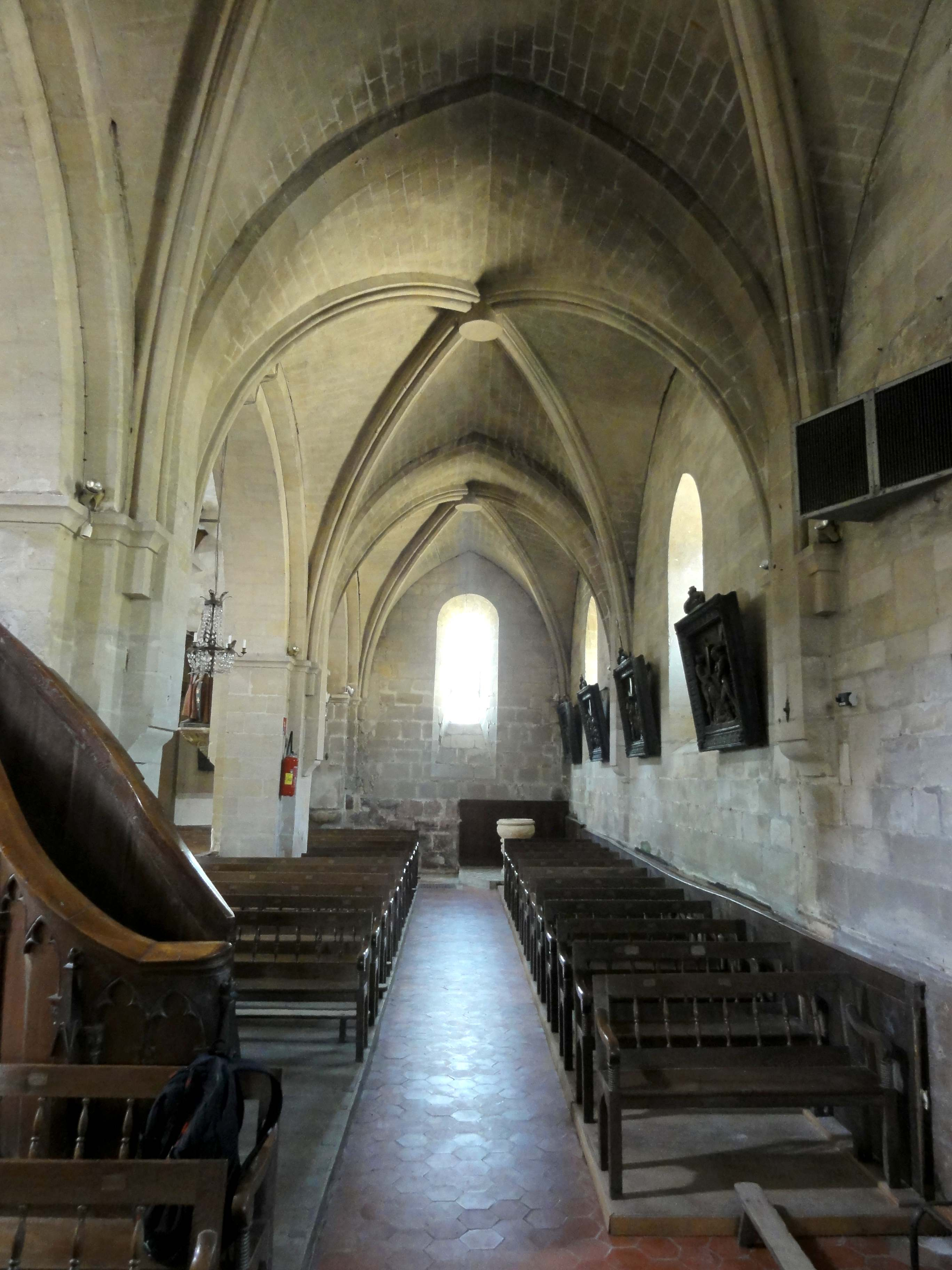
Bas-côté nord, vue vers l'ouest.
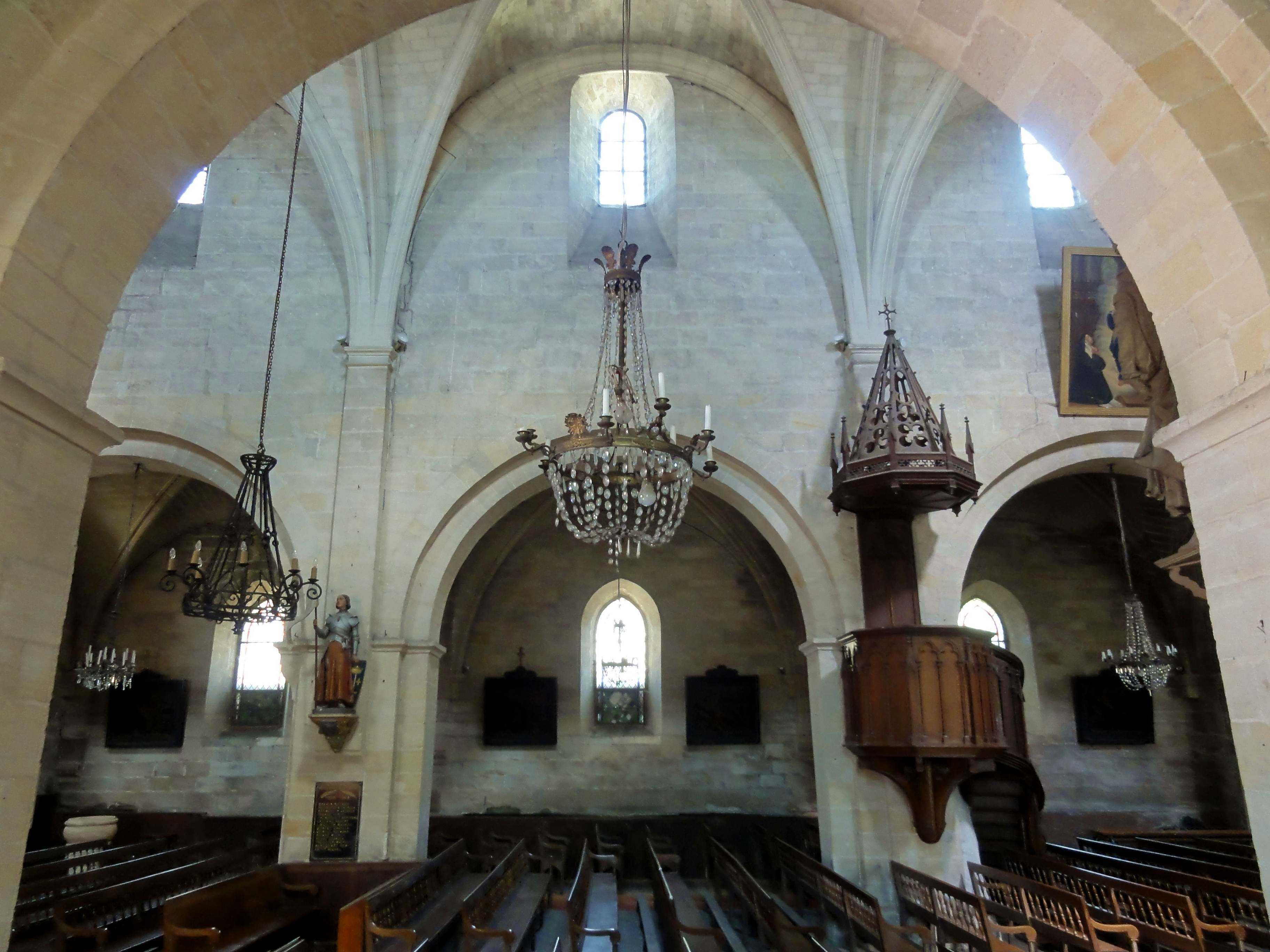
Bas-côté sud, 2e travée, vue vers le nord.

#### Transept

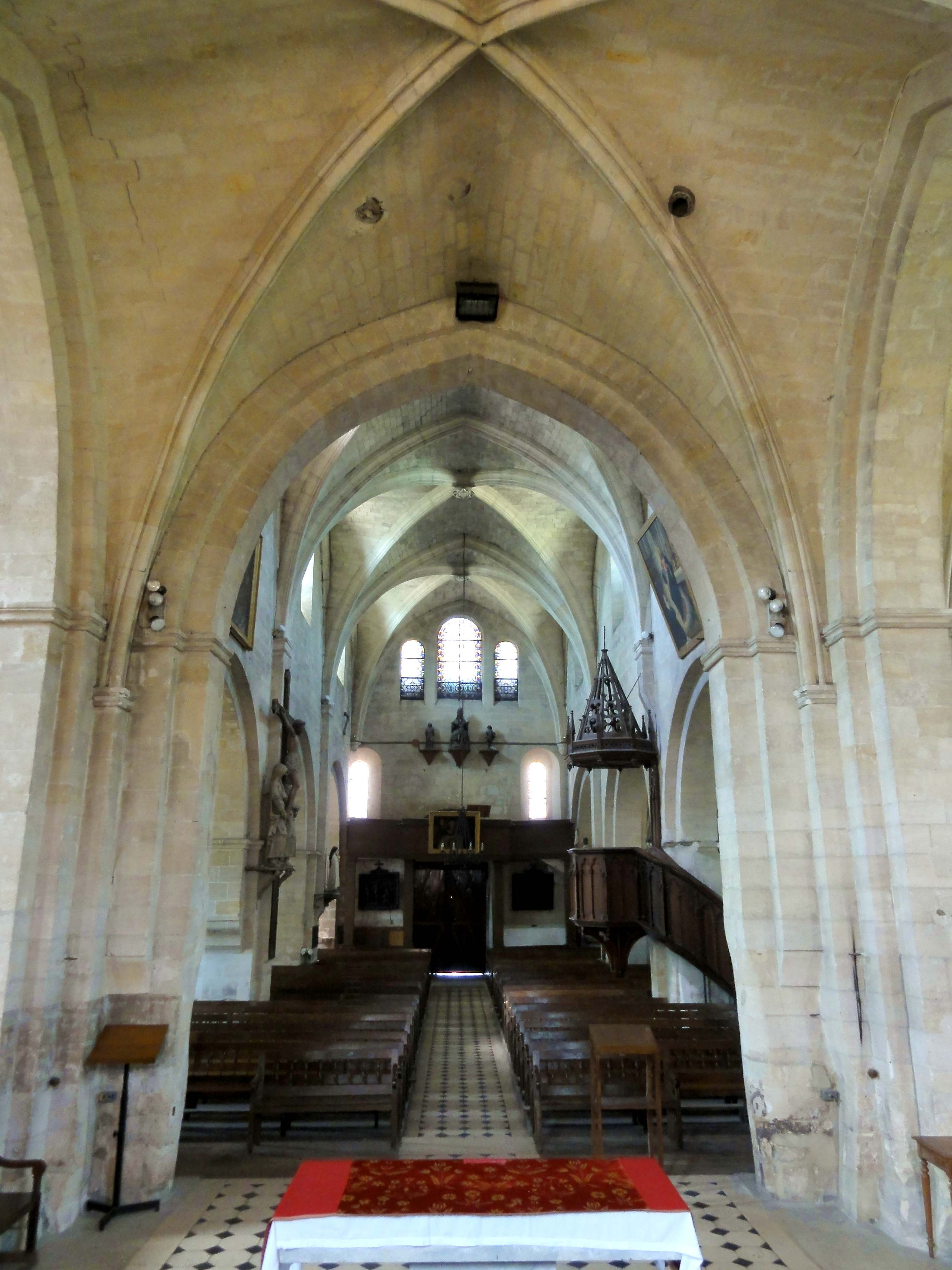
Croisée du transept, vue vers l'ouest.

Le transept, non débordant, est de la même envergure qu'une travée de la nef avec ses bas-côtés, et adopte une hauteur intermédiaire entre la nef et les bas-côtés. Les arcades et doubleaux répondent aux mêmes dispositions que dans la nef, mais sauf les arcades vers les absidioles, ils sont en tiers-point. À moins que le tracé en tiers-point ne résulte d'une reprise en sous-œuvre à la période gothique ou au XIXe siècle, le transept ne devrait pas être antérieur au second quart du XIIe siècle, quand l'arc en tiers-point apparaît dans la région dans la nef de Villers-Saint-Paul (grandes arcades), dans le transept de Rieux, et dans le chœur de Morienval. Une éventuelle reprise en sous-œuvre, voire reconstruction totale des arcades et doubleaux concernées, pourrait s'inscrire dans le cadre de la construction du clocher actuel, dont le style gothique indique la première moitié du XIIIe siècle. Les voûtes d'ogives ont peut-être été mises en œuvre à la même occasion. Tout au moins ne datent elles pas d'origine, pas plus que dans la nef et les bas-côtés. Ceci est notamment mis en évidence par les élévations orientales des croisillons, où les fenêtres hautes, similaires à celles de la nef, ont été tronquées lors du voûtement. L'on note également que les voûtes sont dépourvues de colonnettes à chapiteaux. La plupart des ogives sont reçues sur des culs-de-lampe au tailloir oblique. Dans les angles près des piles occidentales du clocher, la retombée s'effectue sur de petits piliers carrés, comme parfois les voûtes d'arêtes romanes. Le profil des ogives est le même que dans les bas-côtés. En lieu et place de clés de voûte seulement ébauchées, que l'on trouve dans les bas-côtés, les ogives se croisent simplement au sommet de la voûte, ce qui n'est pas rare à la première la période gothique. Si les voûtes du transept sont authentiquement gothiques, l'architecte du XIXe siècle s'en est vraisemblablement inspiré pour les bas-côtés. Des formerets existent seulement devant les murs d'extrémité nord et sud. Ceux-ci sont percés de fenêtres en arc à peine brisé (surtout au nord), moins fortement ébrasées que les baies de la nef, mais s'ouvrant au-dessus d'un glacis pentu. Il n'y a pas de fenêtres à l'ouest, car la différence de hauteur entre croisillons et bas-côtés n'est pas assez important.

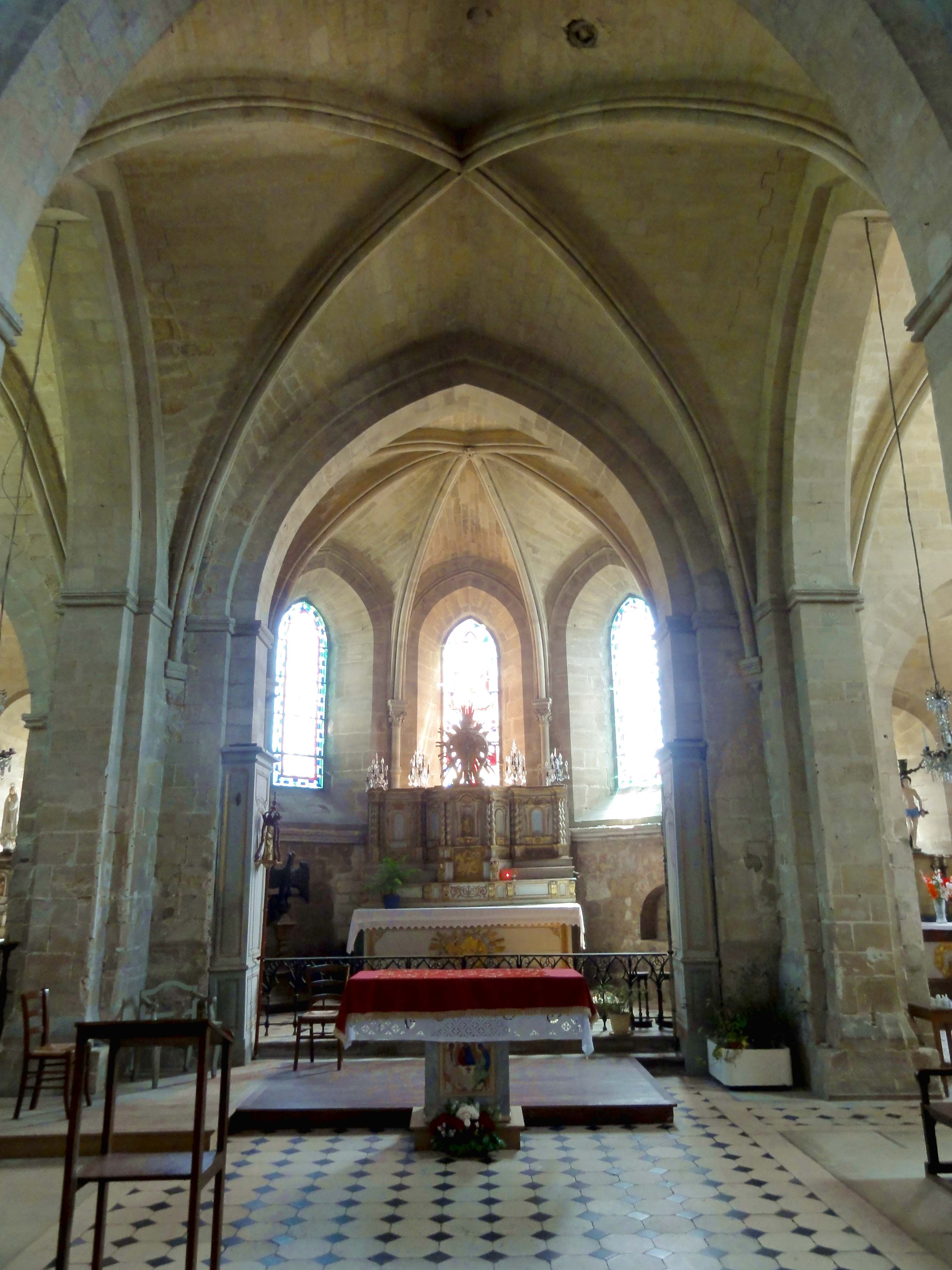
Croisée du transept, vue vers l'est.
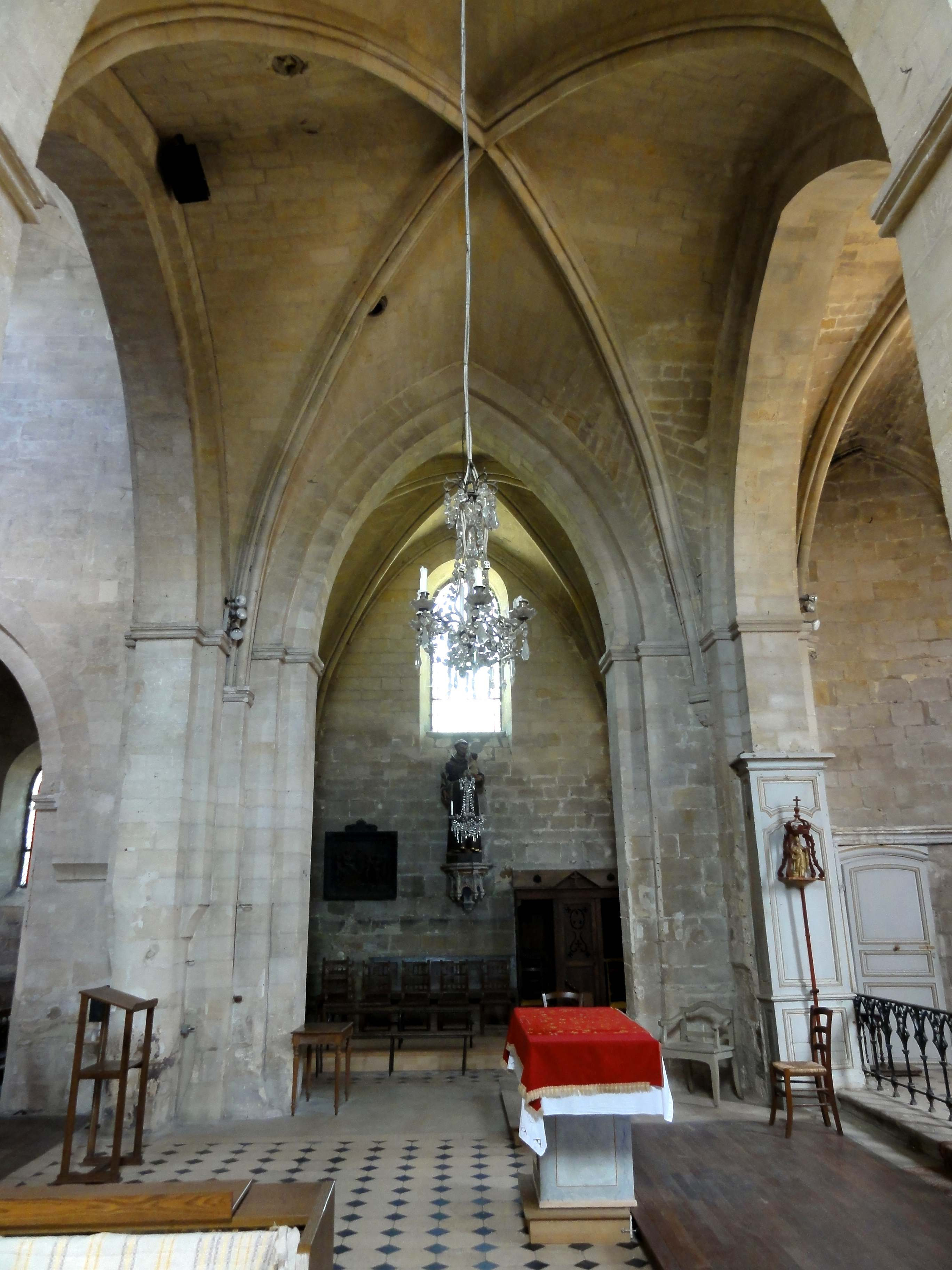
Croisée du transept, vue vers le nord.
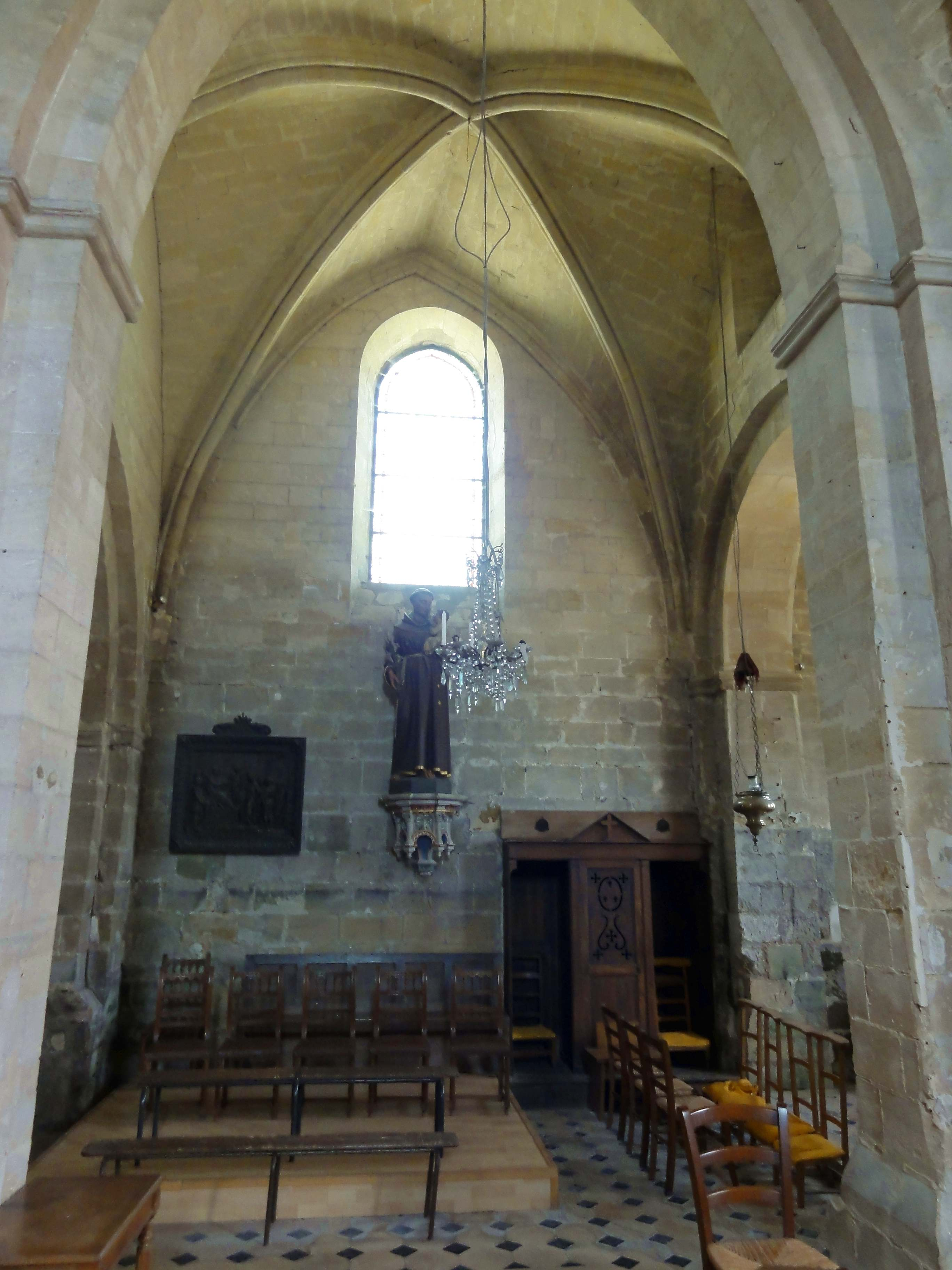
Croisillon nord, vue vers le nord.
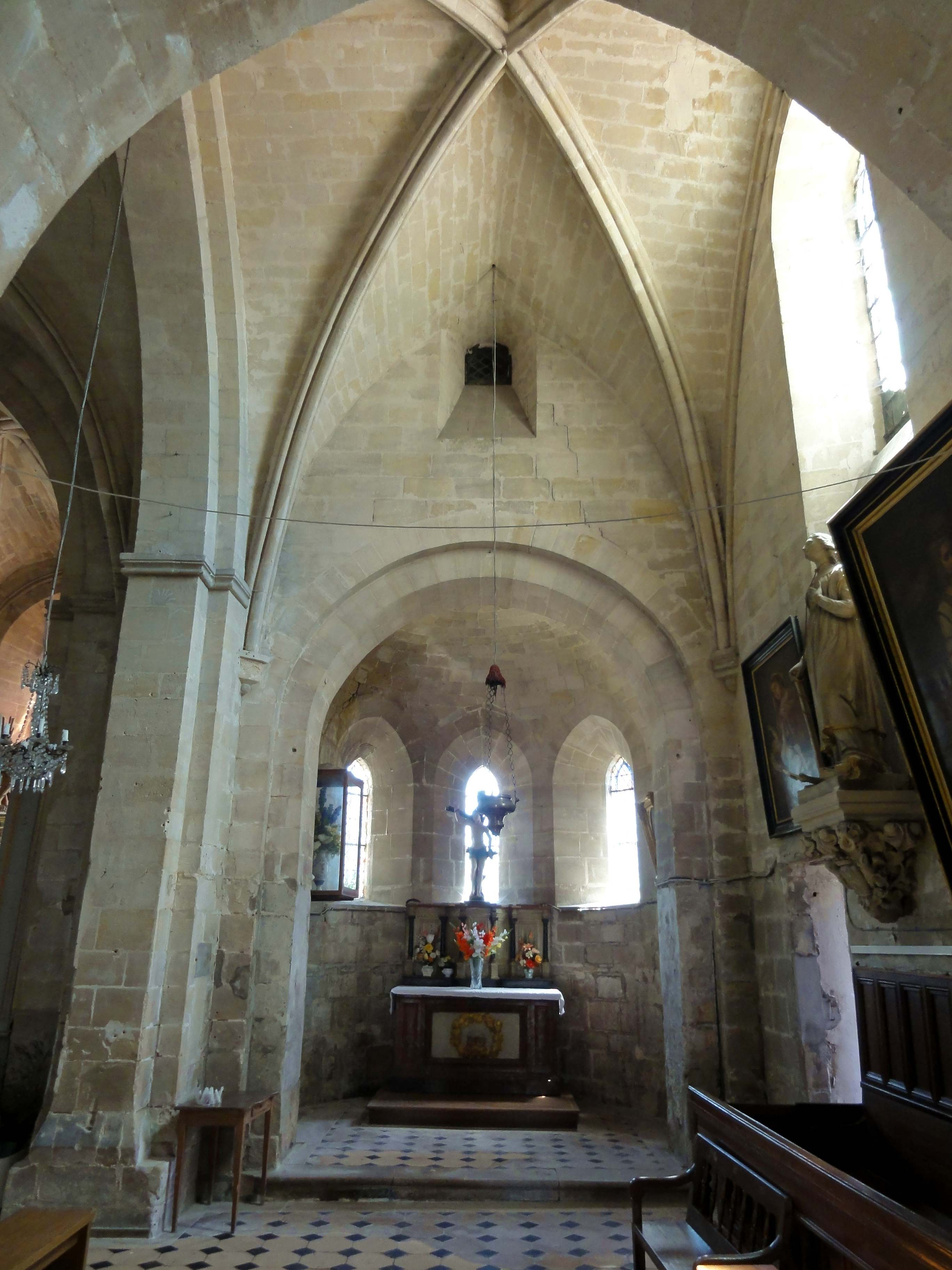
Croisillon sud, vue vers l'est.
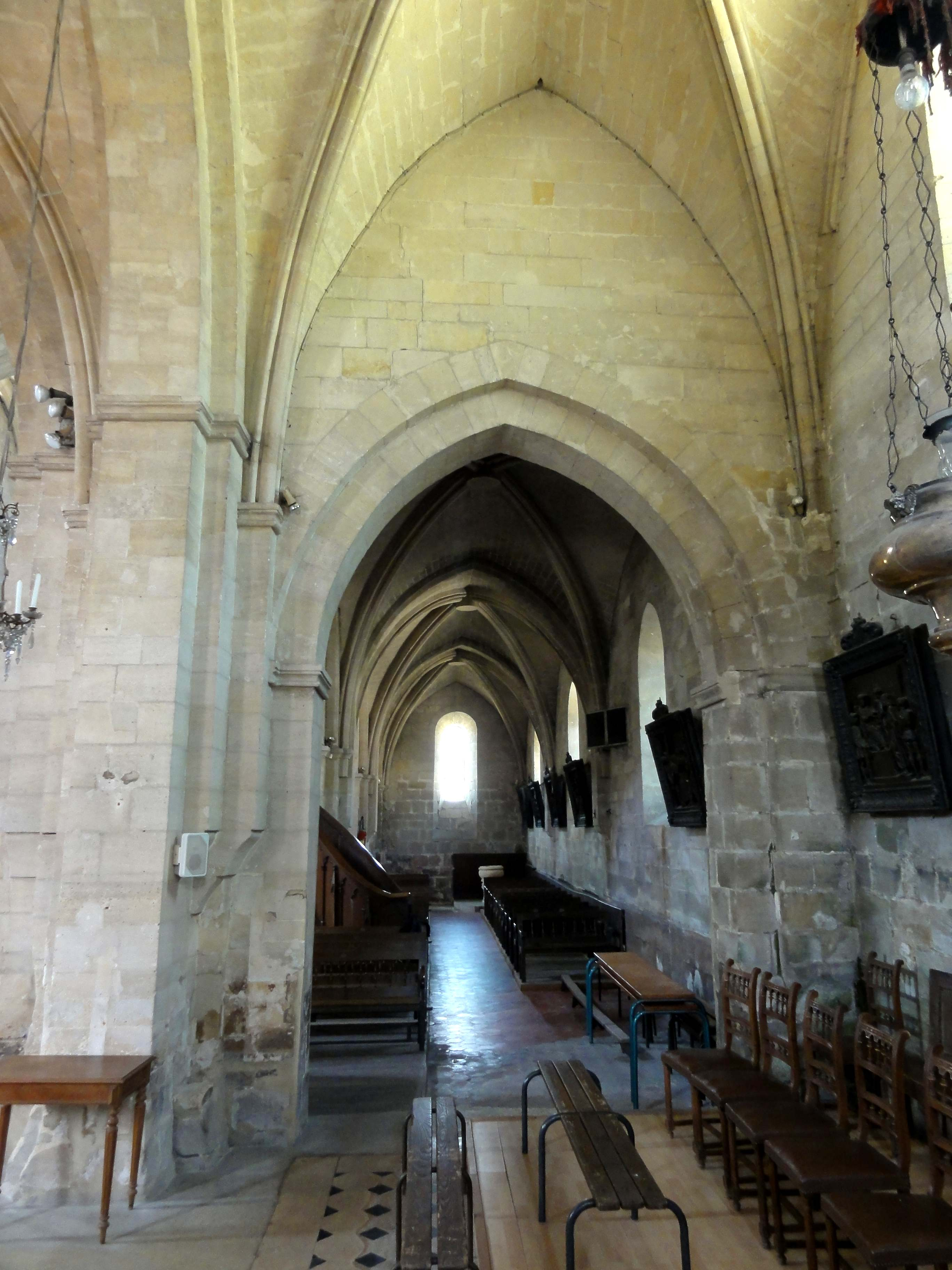
Croisillon nord, vue vers l'ouest.
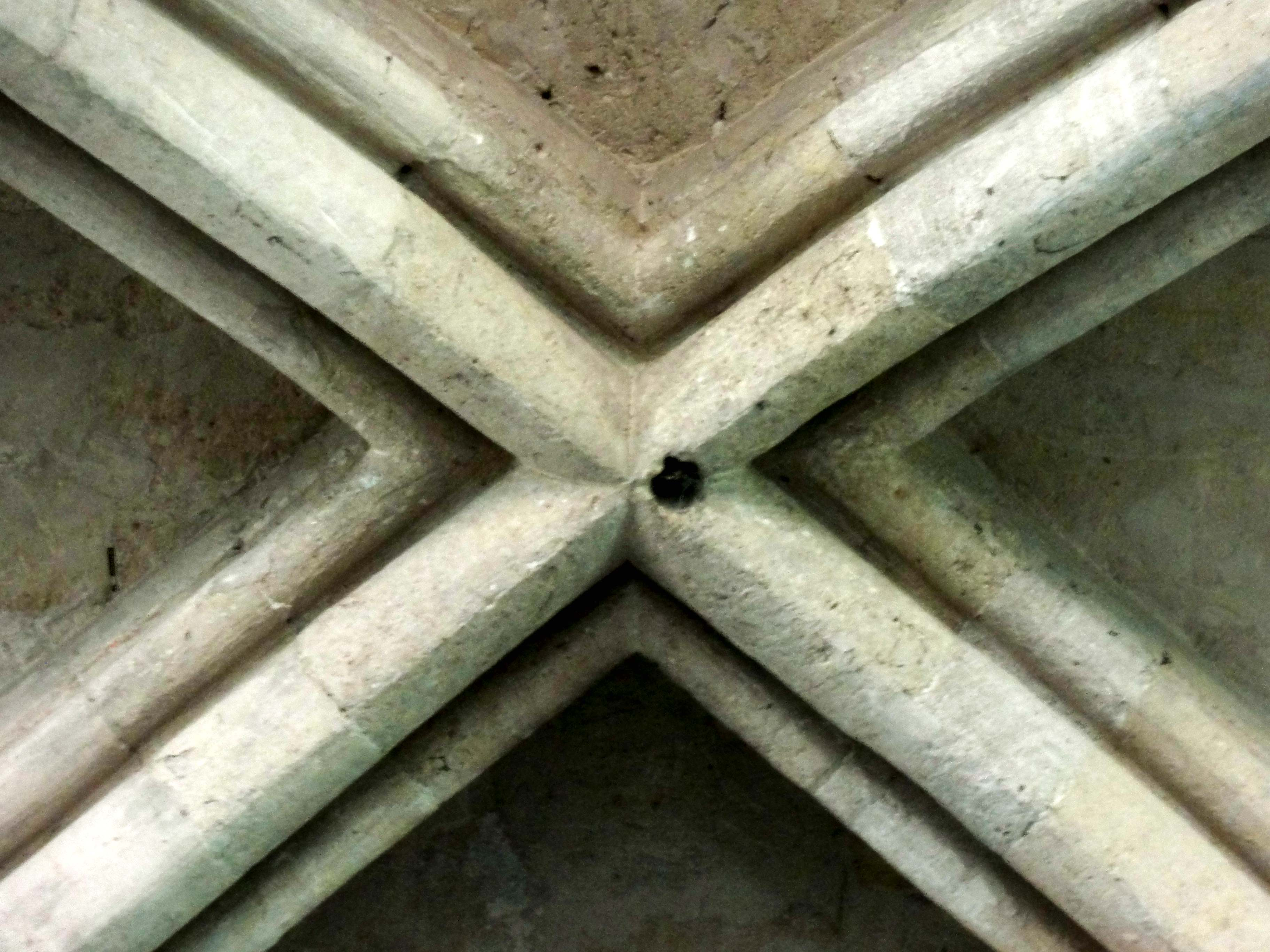
Croisée du transept, clé de voûte.

#### Chœur et absidioles

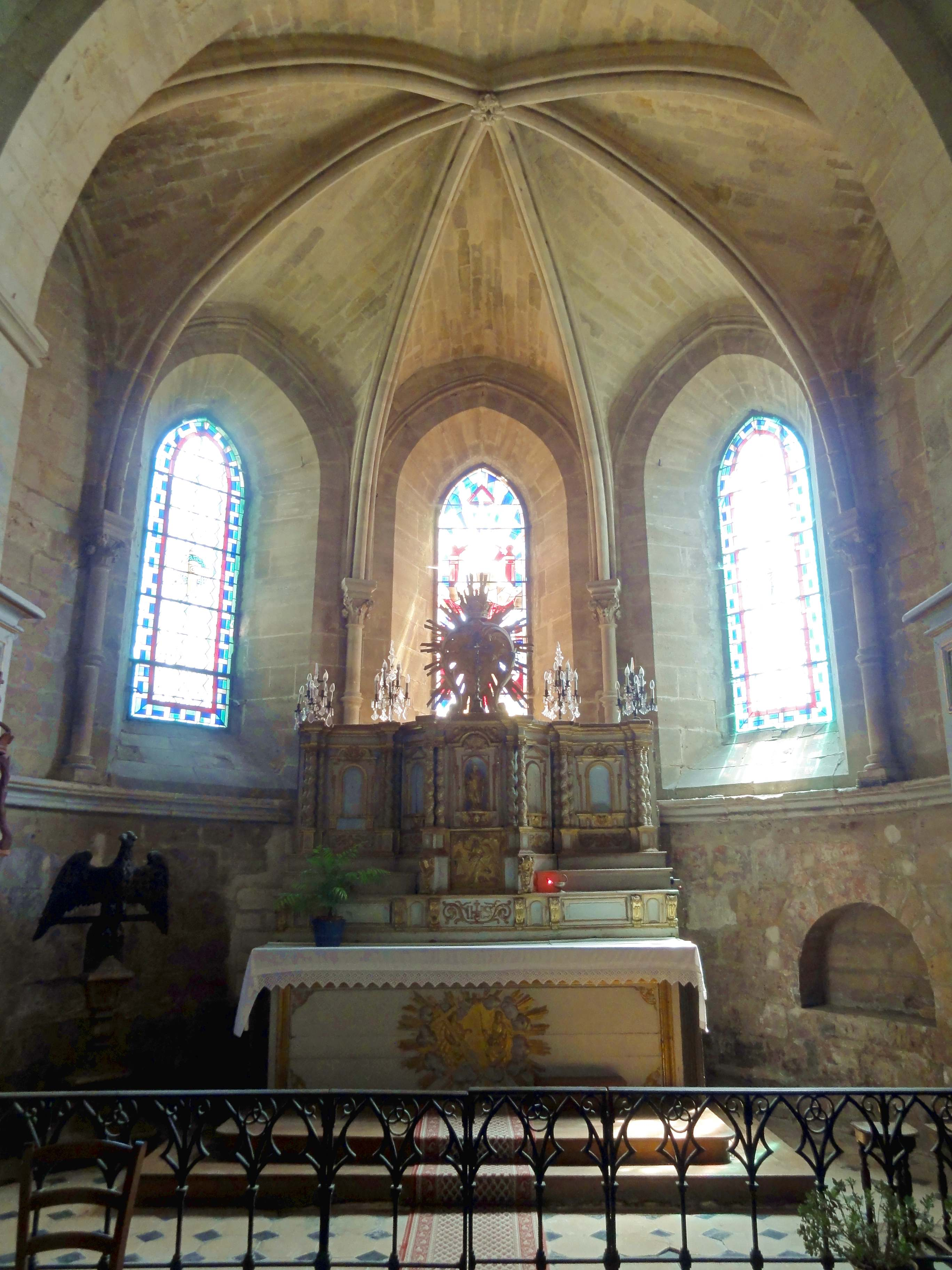
Abside centrale, vue vers l'est.

Le chœur ou abside du vaisseau central n'a rien de roman, si ce n'est son plan intérieur en hémicycle jusqu'à la limite des allèges. Celle-ci est soulignée par un bandeau mouluré au profil d'une baguette devant une plate-bande, d'un cavet et d'une baguette. La saillie du bandeau est suffisant pour servir d'appui aux socles des colonnettes à chapiteaux des ogives. Les fûts monolithiques sont assemblés de deux segments délimités par une bague. Toutes identiques, les corbeilles des chapiteaux sont sculptées de feuilles striées aux extrémités recourbées en crochets, et supportent de hauts tailloirs moulurés. Ils reçoivent les très minces formerets et les ogives, qui adoptent le même profil que dans le transept et les bas-côtés de la nef. La clé de voûte feuillagée est conforme au style de la première moitié du XIIIe siècle, comme par ailleurs l'ensemble de l'espace intérieur de l'abside, qui semble postérieure au transept. Contrairement à l'usage général, l'église de la Sainte-Trinité semble avoir été construite d'ouest en est. Les pans nord et sud sont dépourvus de fenêtres, car attenant aux absidioles, avec lesquelles n'existe pas d'intercommunication. Les trois autres pans montrent une heureuse cohésion entre les dimensions et la forme des fenêtres, et la disposition des supports de la voûte. En effet, l'arc brisé de l'ébrasement des fenêtres épouse le même tracé que les formerets, et l'écart entre l'arc supérieur et les formerets est identique à la distance entre l'ébrasement et les colonnettes. Cependant, les chapiteaux ne se situent pas au niveau des impostes des fenêtres, mais nettement plus bas.
Les deux absidioles s'ouvrent bien par un arc en plein cintre, et conservent un voûtement en cul-de-four typiquement roman, mais les fenêtres, aussi fortement ébrasées que dans la nef, sont en arc brisé. Les trois baies sont de dimensions identiques. Les murs sont absolument nus ; il n'y a pas le moindre élément de scansion horizontale, les murs et la voûte ne font qu'un, et la voûte n'a pas de supports. Stylistiquement, les absidioles sont homogènes avec le transept, abstraction faite de ses voûtes, ajoutées après coup. Les absidioles sont une constante dans les transepts romans, à moins que le maître d'œuvre ne leur a pas préféré des niches d'autel à fond plat, mais le plus souvent, les absidioles sont beaucoup moins larges que les croisillons, comme on peut le voir à Morienval. La disposition à Choisy-au-Bac évoque Bazoches-sur-Vesles (Aisne), Berny-Rivière (Aisne), Binson (Marne), Montlevon (Aisne), Saint-Léger-aux-Bois, etc. D'autres absidioles en cul-de-four de la première période gothique existent à Saint-Vaast-de-Longmont (chapelle de la Vierge) et Vaumoise, où l'abside centrale est également concernée.

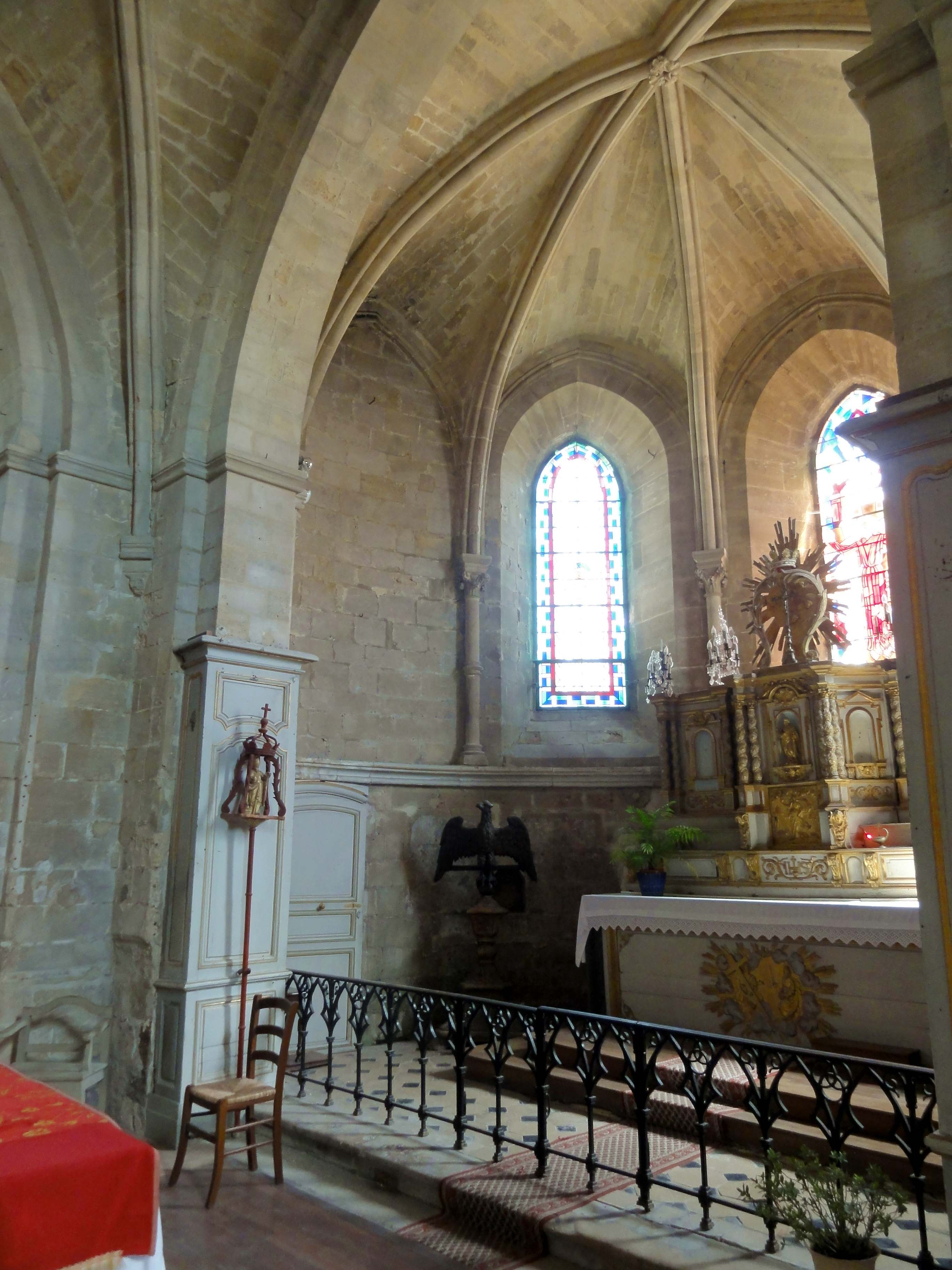
Abside centrale.
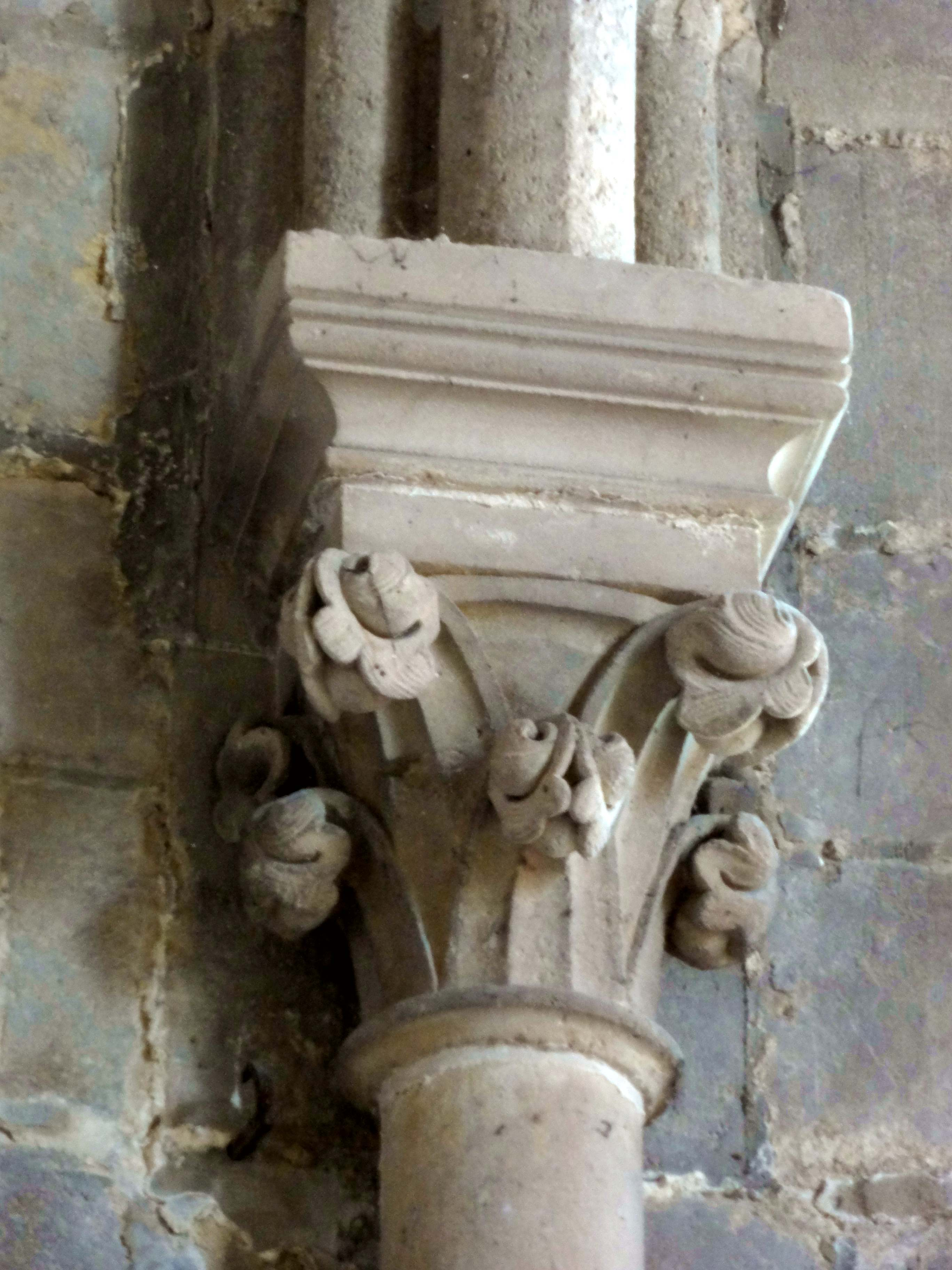
Idem, chapiteau.
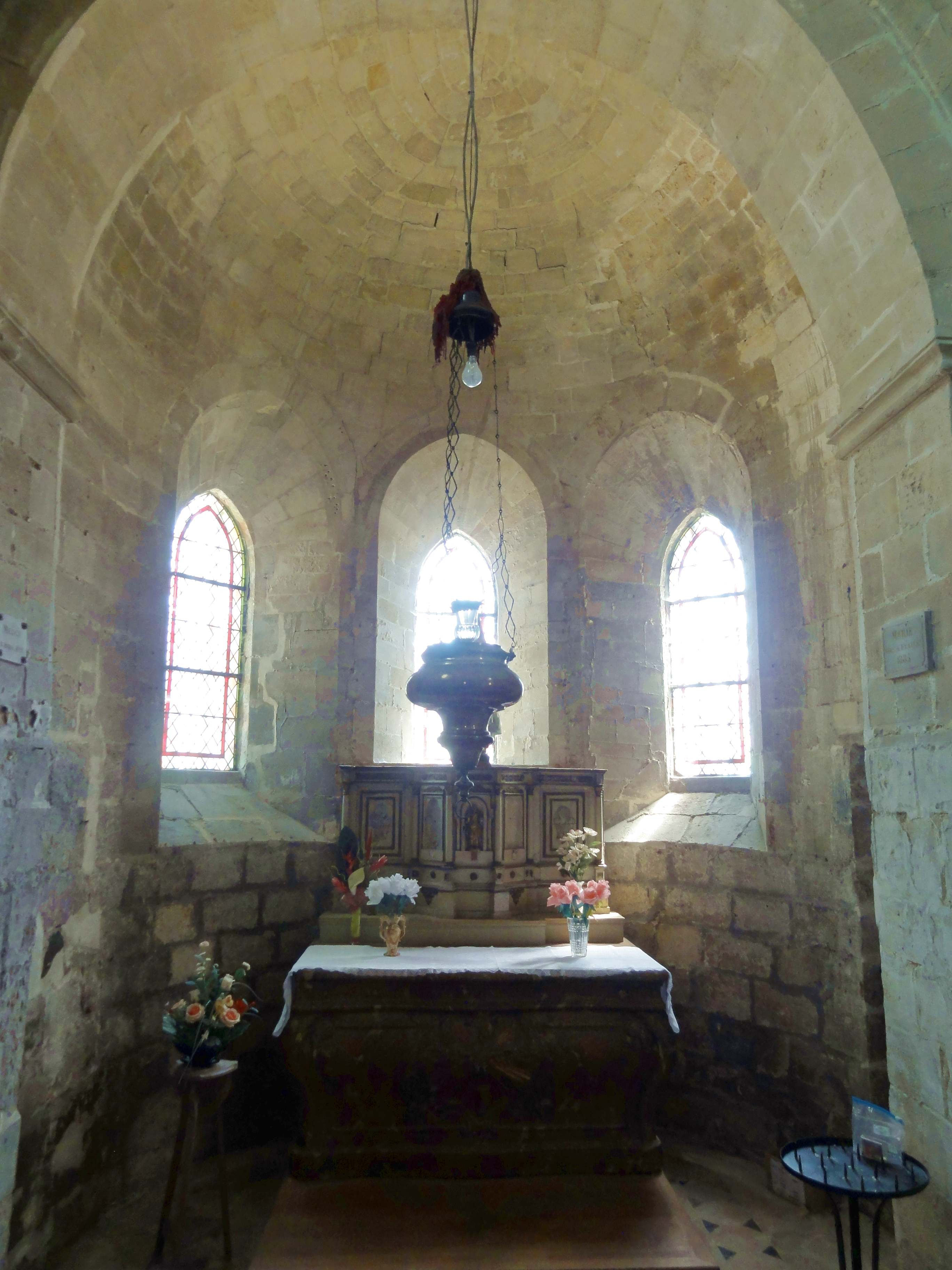
Absidiole nord.
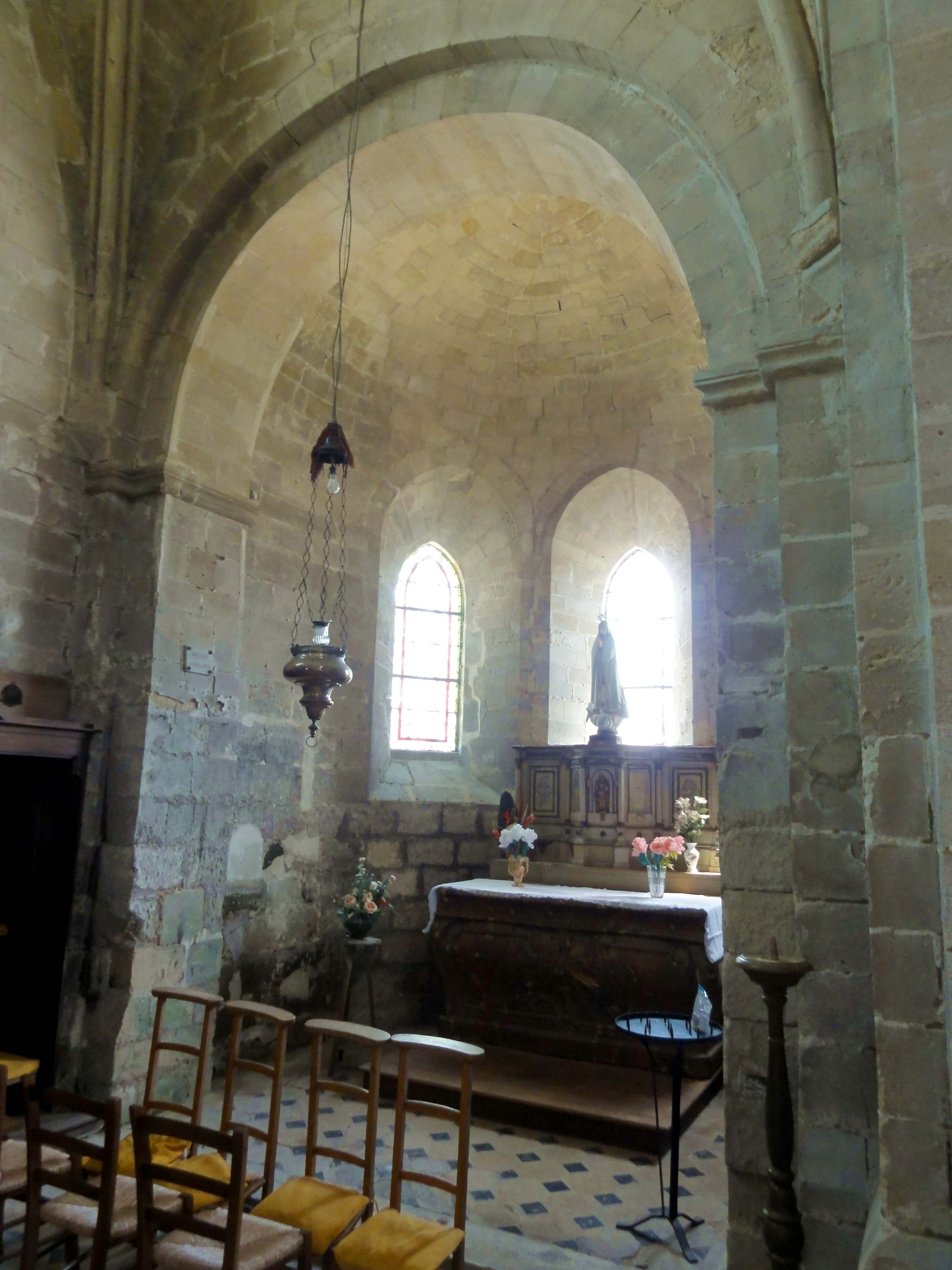
Absidiole nord.
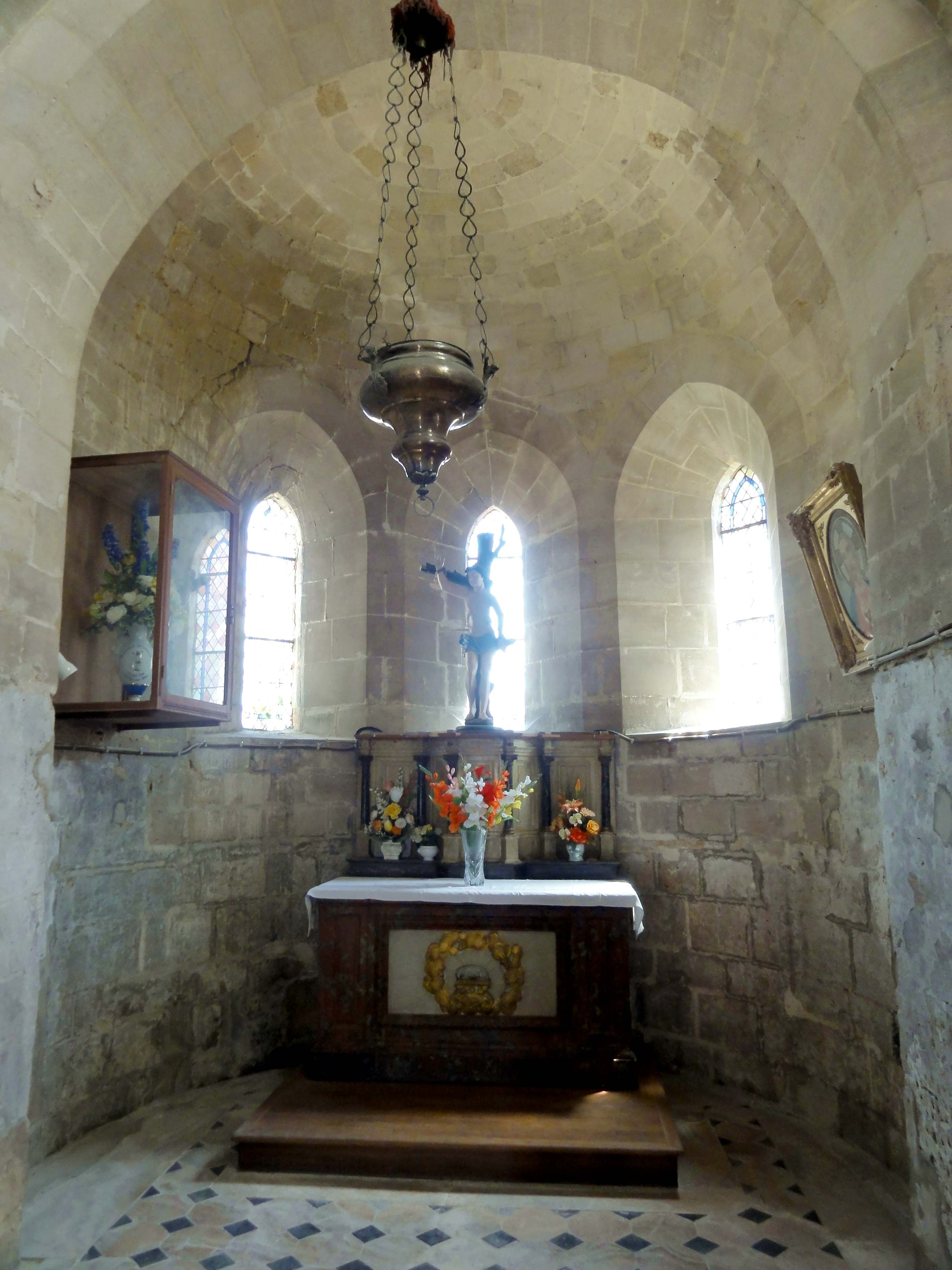
Absidiole sud.
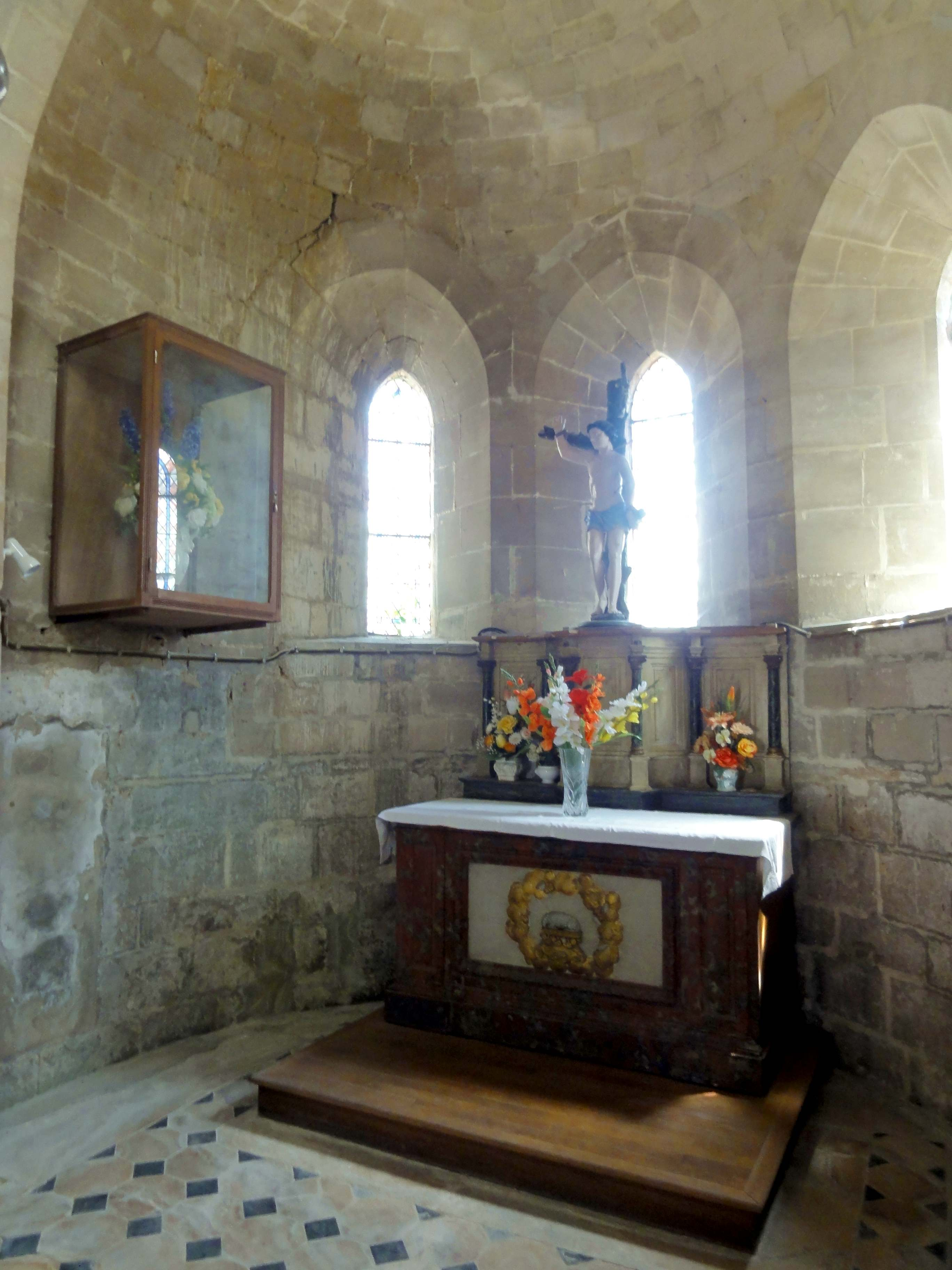
Absidiole sud.

### Extérieur

#### Façade occidentale

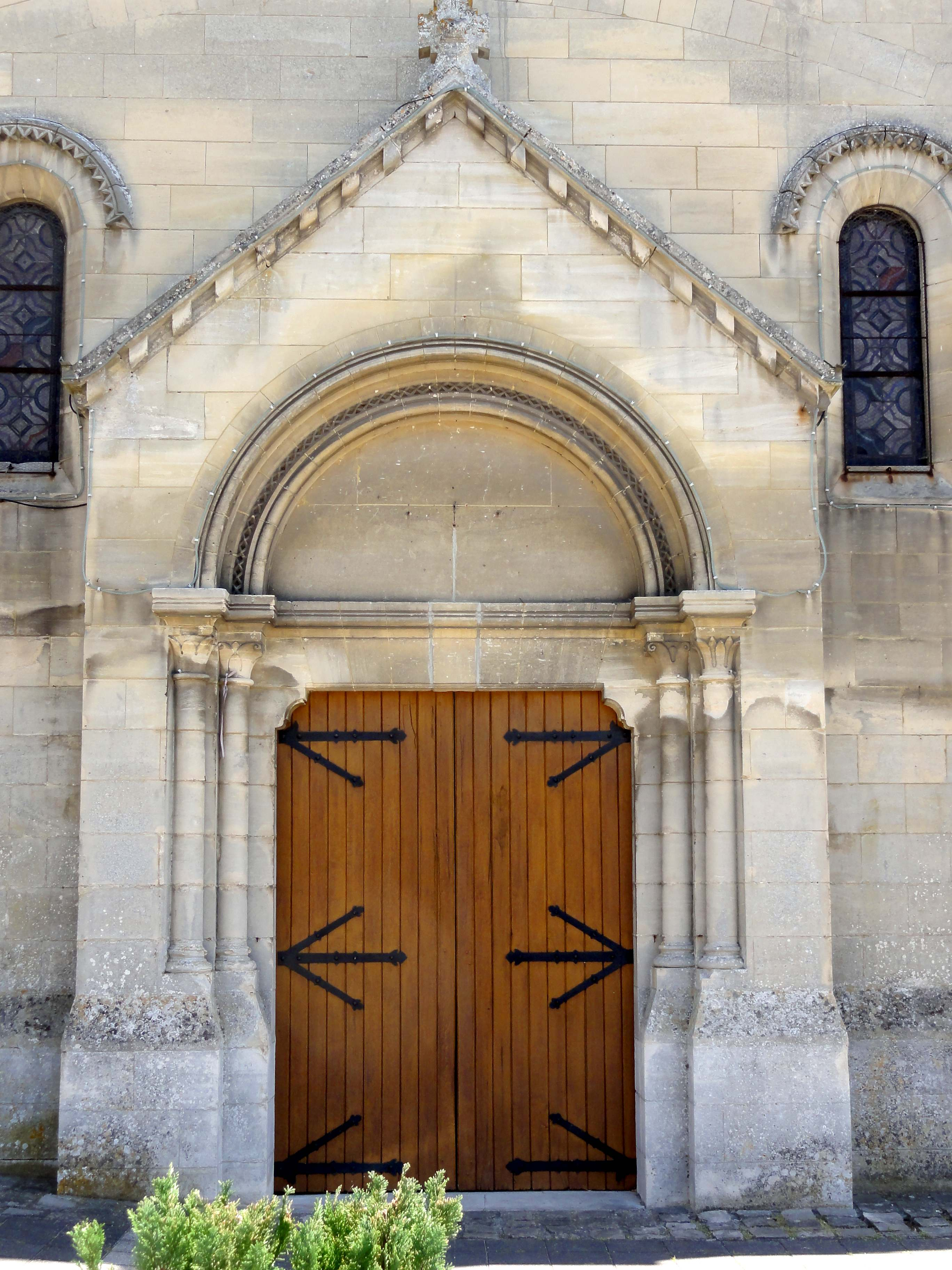
Portail néogothique.

La façade occidentale est en grande partie néogothique, comme il ressort de la confrontation de la brève description fournie par Louis Graves en 1850, d'une part, et d'un dessin de la même époque signé par l'architecte Zacharie Rendu, d'autre part, à la configuration actuelle. Certaines dispositions sont authentiques, d'autres sortent de l'imagination de l'architecte, qui dirigea les travaux de restauration et reconstruction lancés en 1878. Parmi les premières, l'on peut citer les fenêtres occidentales des bas-côtés ; les deux fenêtres basses qui flanquent le portail, surmontées d'un cordon de fleurs de violette excavées, bouchées vers 1850 et entièrement refaites à l'identique ; le début et la fin du larmier à deux tiers de la hauteur des murs gouttereaux, qui sert d'appui aux baies du triplet ; le bandeau mouluré qui surmonte les trois baies, et se poursuit horizontalement jusqu'aux contreforts ; les deux têtes sculptées qui se détachent au-dessus des trumeaux des baies ; l'arc de décharge dans le mur du pignon, au-dessus du triplet ; les sommets des contreforts qui s'arrêtent un peu brusquement et affichent des têtes sculptées ; et l'appareil du pignon..
Les baies du triplet étaient murées en 1850, et au-dessus du portail, le mur était percé d'une vaste fenêtre au remplage gothique rayonnant, dont les impostes se situaient un peu au-dessus du larmier, interrompu par la baie. Son réseau était formée par deux rangs de trois lancettes à têtes trilobées, dont celles du rang supérieur étaient moins élevées. Une fois décidée la reconstitution de l'état primitif, le triplet dut être réinventé. Rendu opta pour des archivoltes non moulurés, et seulement chanfreinés, qui retombe sur une unique colonnette à chapiteau devant chacun des deux trumeaux, et se fondent dans les piédroits aux extrémités gauche et droite. Ce parti ne paraît pas consistant : en l'absence d'archivoltes moulurées et de colonnettes à chapiteaux à gauche et à droite, il ne devait pas y avoir de colonnettes à chapiteaux devant les trumeaux, ou bien, les bandeaux supérieurs étant moulurés, les archivoltes devraient l'être également, et retomber chacune sur deux colonnettes à chapiteaux. Les contreforts ne semblent pas non plus correspondre à leur modèle de la seconde moitié du XIIe siècle. Entièrement fantaisiste est le gâble aux rampants faiblement inclinés du portail, qui sur les représentations iconographiques anciennes est caché sous un porche postérieure à la fenêtre flamboyante, dont il cache une petite partie. Selon Louis Graves, l'archivolte était à deux boudins et à un cordon de fleurs de violette. Ce dernier motive se trouve maintenant associé au premier boudin. Des colonnettes, ne restaient que les chapiteaux à feuilles plates, que Rendu fit resculpter. Malgré l'ampleur des remaniements, l'on peut encore conclure que la façade n'est pas romane, et pourrait être globalement contemporaine du transept. Bien qu'antérieure au transept et à la façade, la nef est probablement loin d'être aussi ancienne que son architecture ne le suggère. À l'instar des absidioles, elle serait le reflet d'un parti archaïsant,

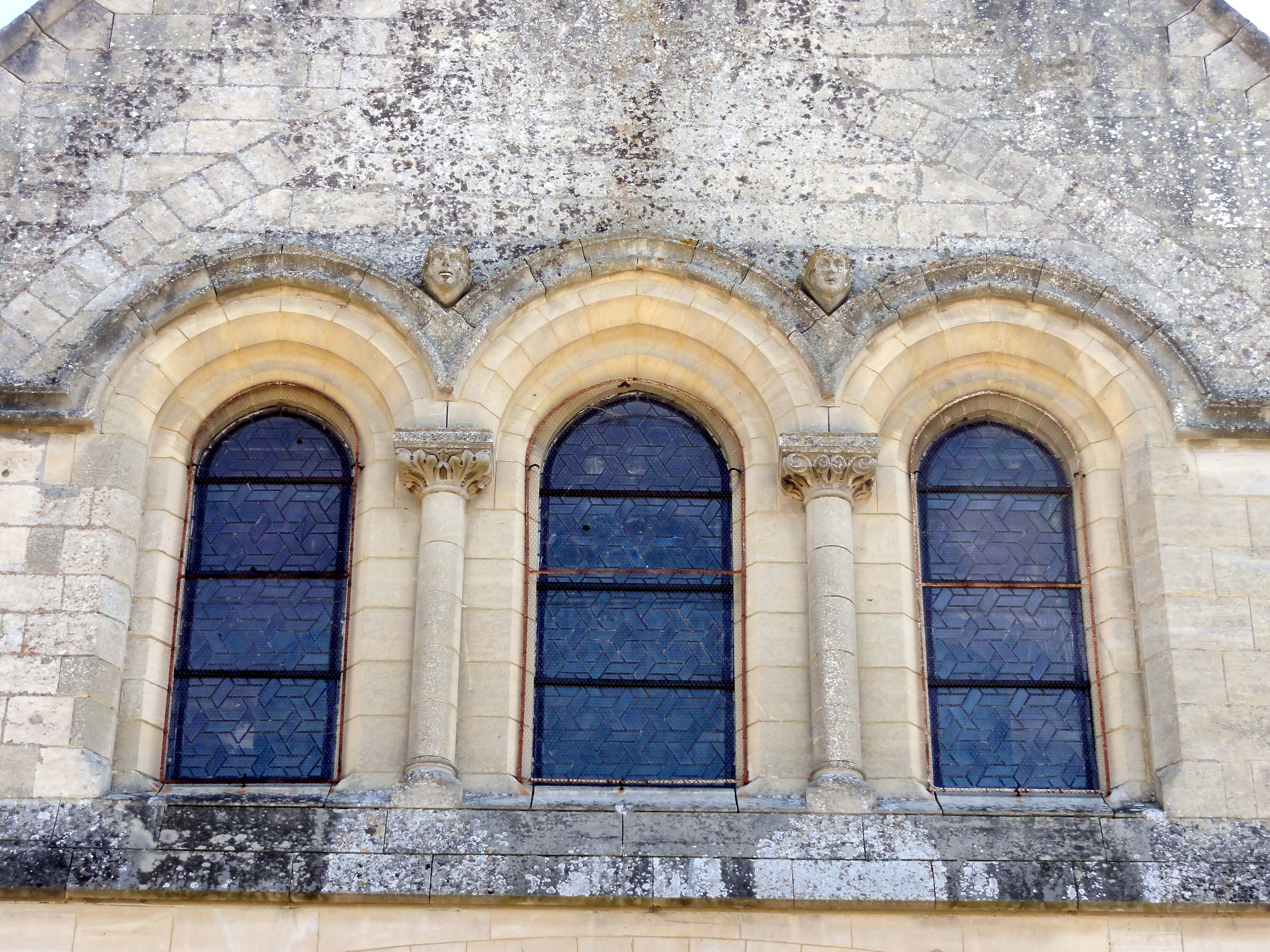
Façade occidentale, triplet néogothique de 1878.
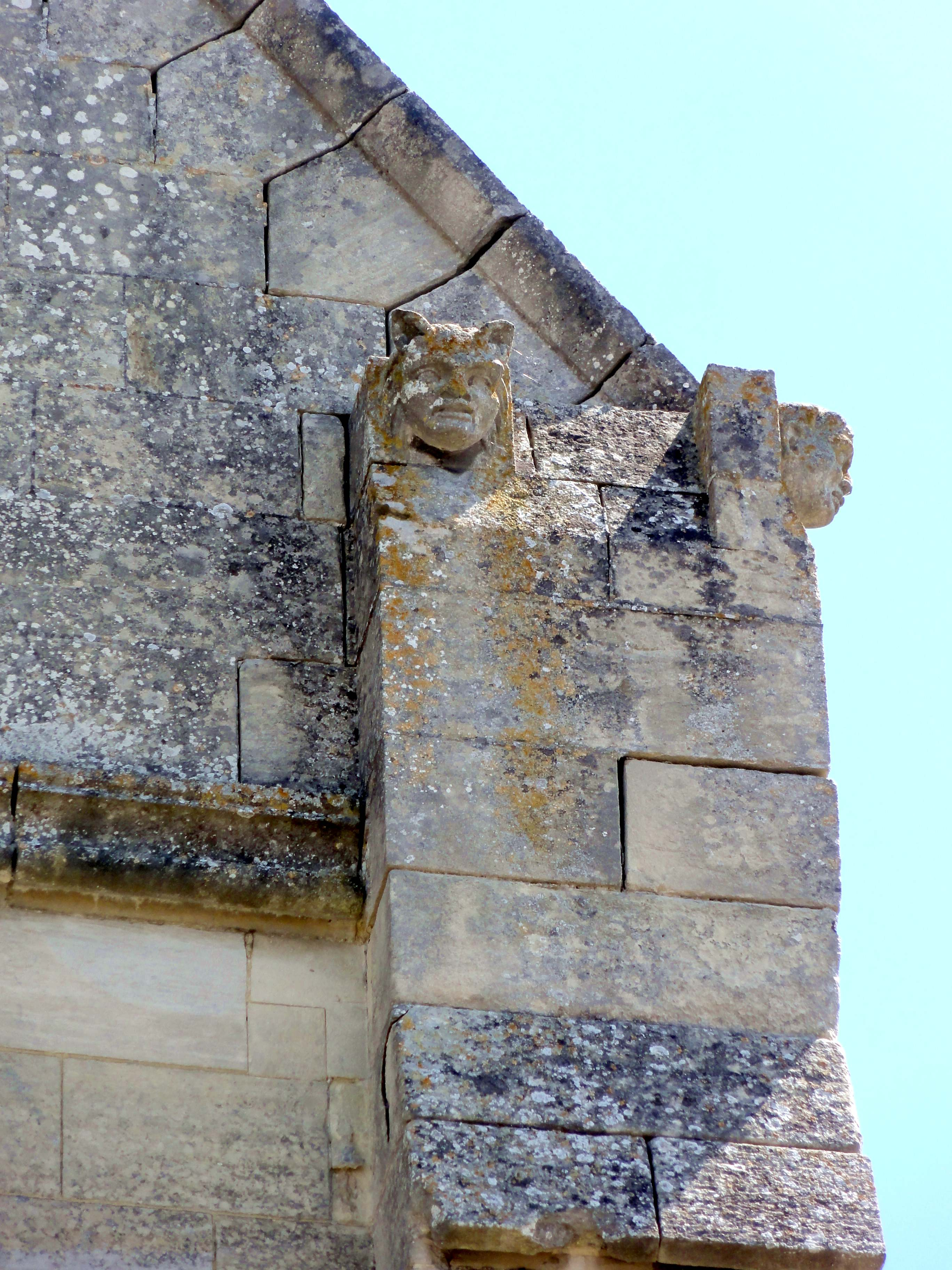
Façade occidentale, contrefort de droite.
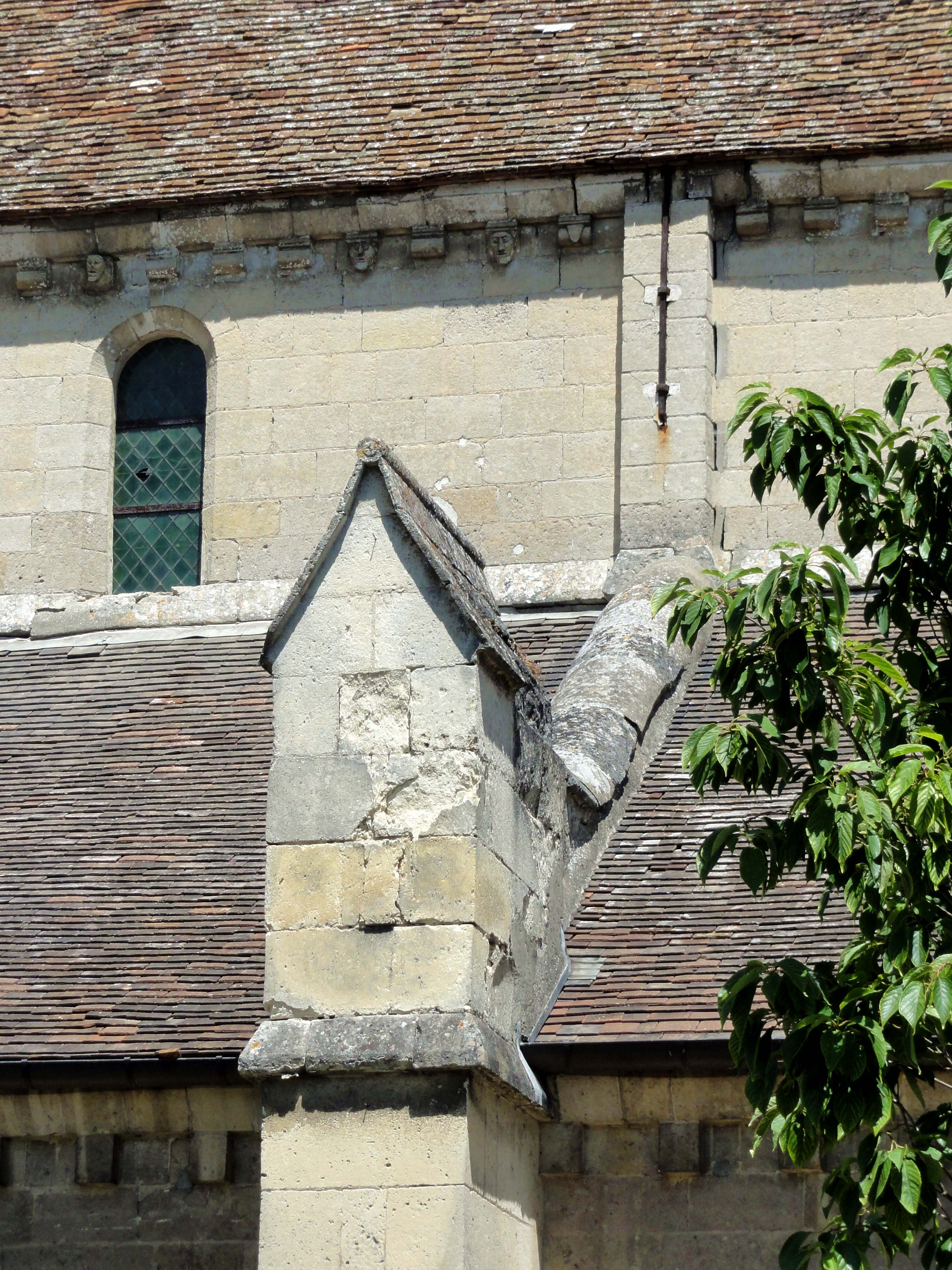
Mur gouttereau sud de la nef et arc-boutant.
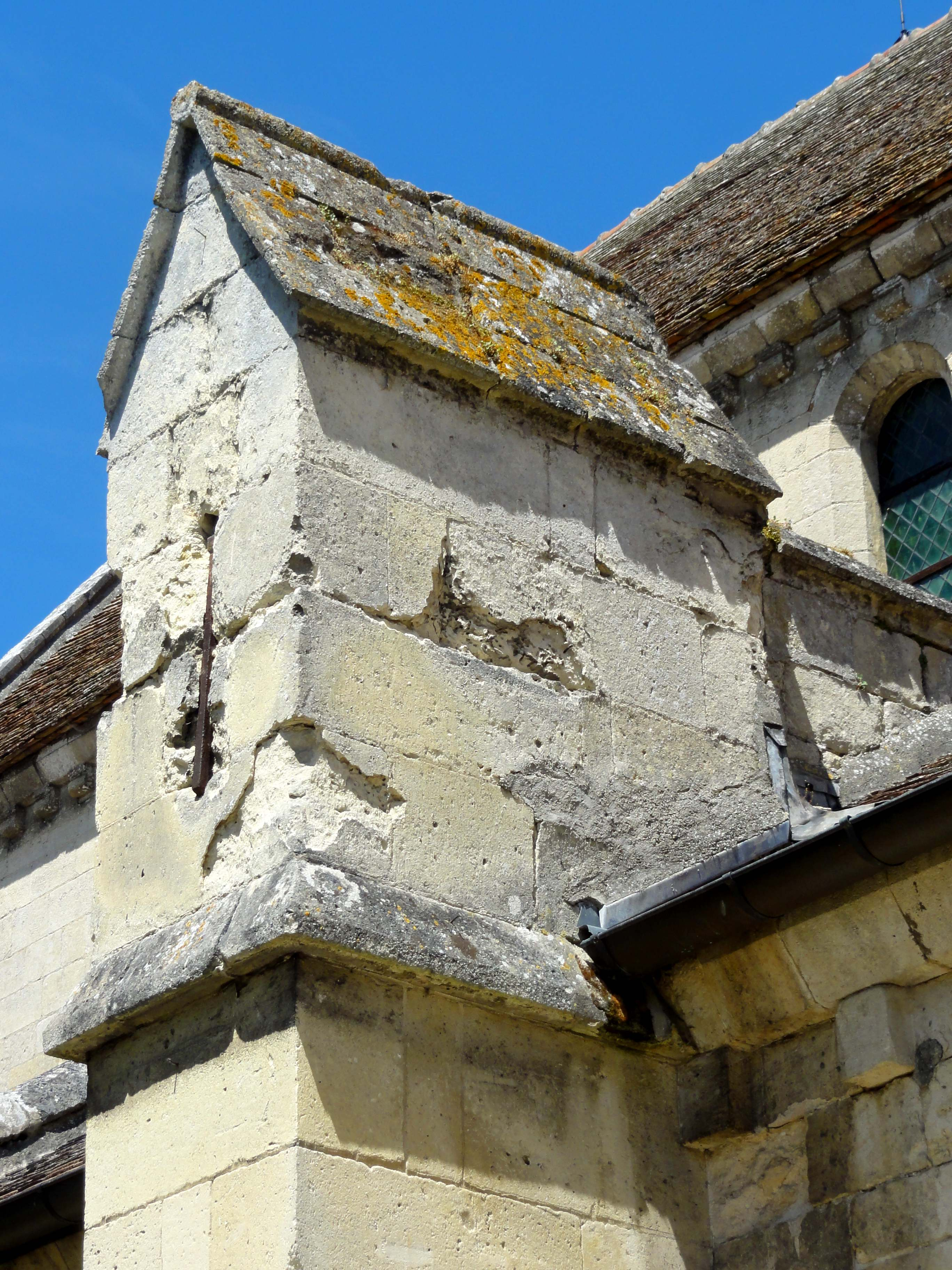
Culée d'arc-boutant.
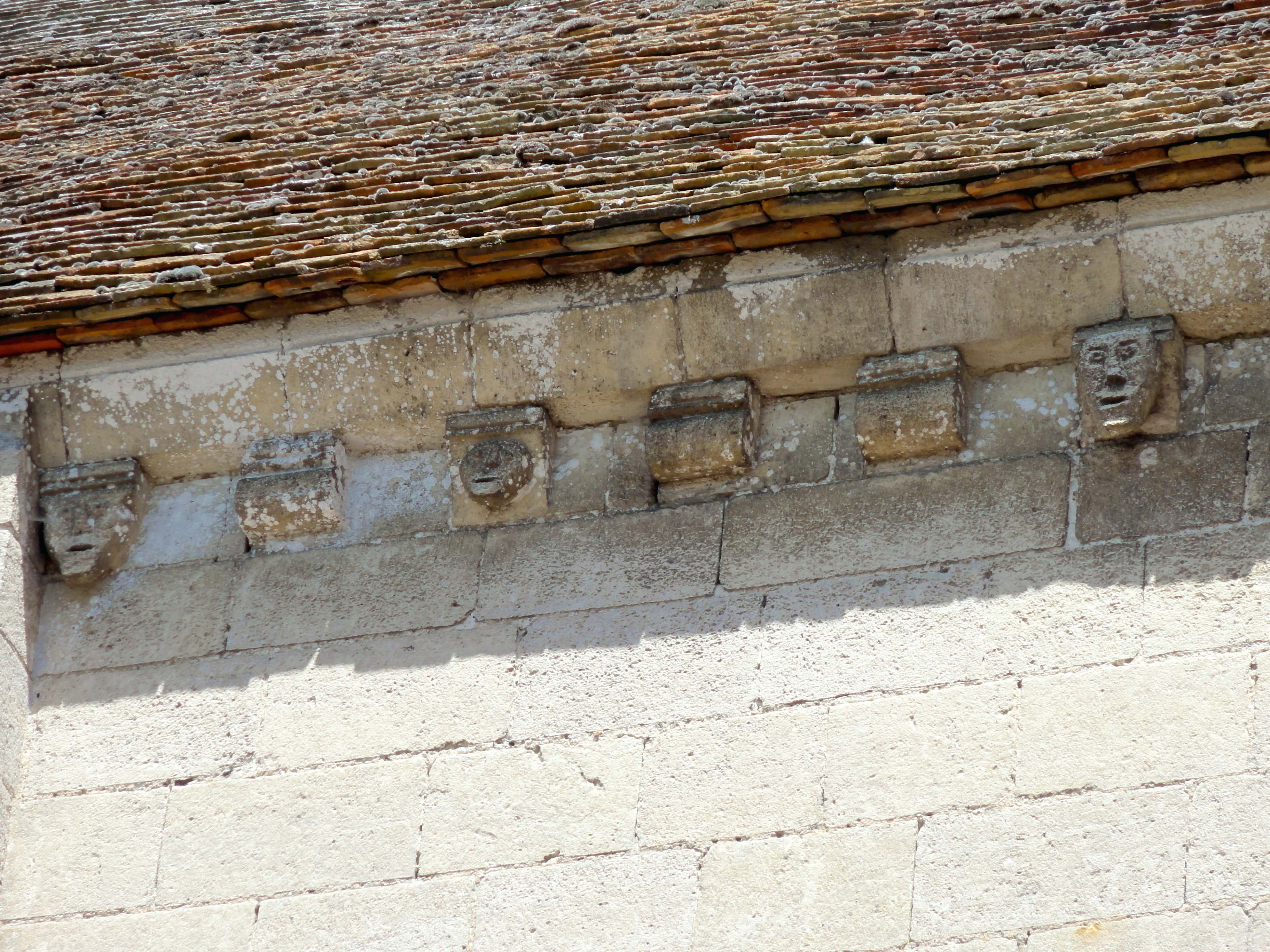
Corniche du mur gouttereau sud de la nef.

#### Élévations latérales et chevet

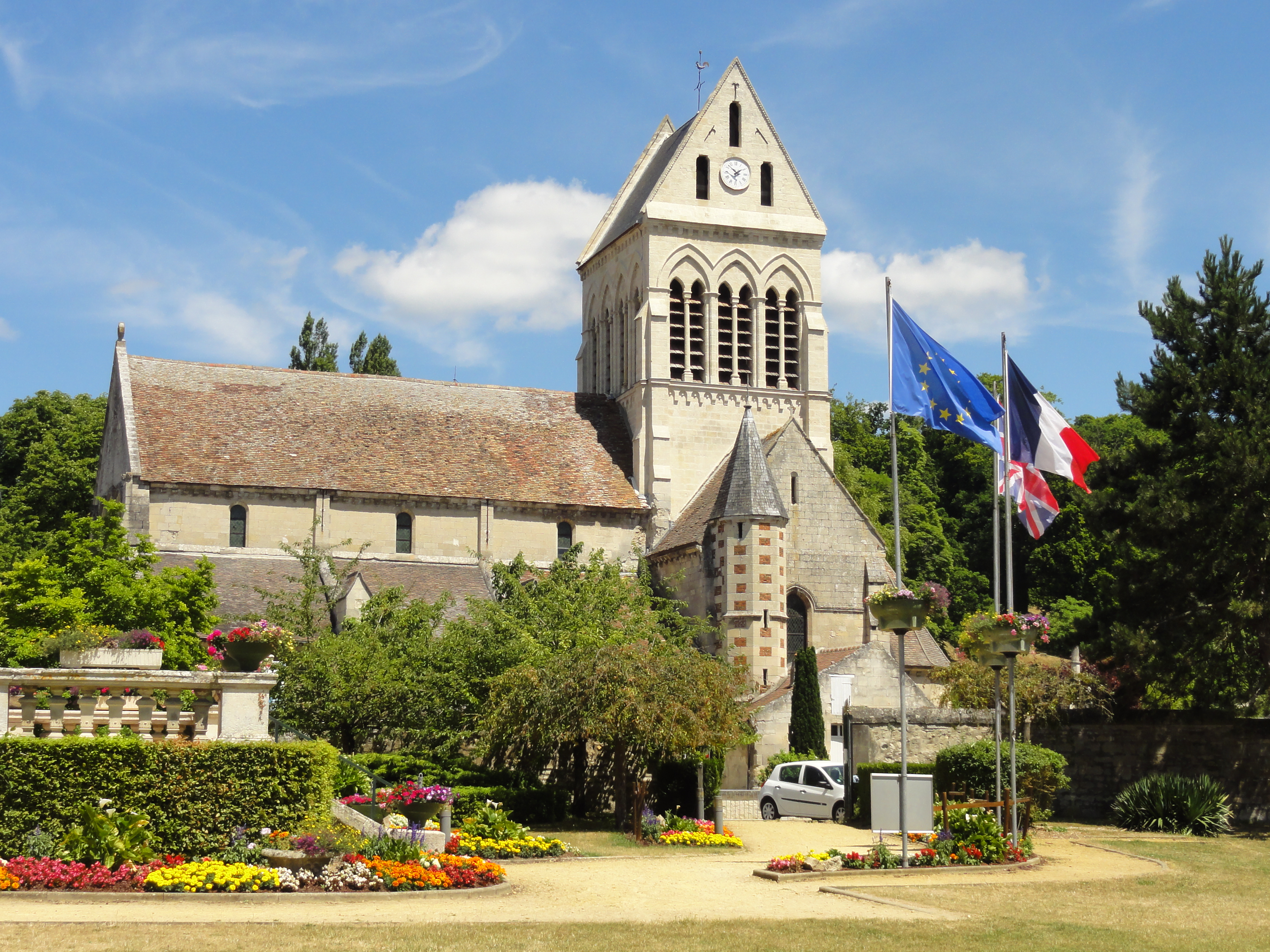
Vue depuis le sud.

Les élévations extérieures sont dominées par la puissante silhouette du clocher (voir ci-dessous). Toute l'église est bâtie en pierre de taille. Le mur gouttereau sud de la nef est scandé verticalement par des contreforts plats, dont la position correspond aux dosserets visibles à l'intérieur. Les fenêtres ont un ébrasement extérieur, qui n'est pas encore d'usage au début du XIIe siècle, quand l'ébrasement intérieur se continue généralement jusqu'à l'extérieur, tel un entonnoir. Il y a une corniche, au moins en partie authentique, qui se compose d'une tablette biseautée reposant sur des modillons sculptés de masques humains, ou simplement moulurés. Des arcs-boutants sont dissimulés sous les toits en appentis des bas-côtés ; seule la couverture en émerge. Ces arcs-boutants, dépourvus de chéneaux, sont réceptionnés devant des culées coiffées de chaperons en bâtière, qui affichent le style du XIIIe siècle. Cependant, les représentations iconographiques antérieures au milieu du XIXe siècle montrent seulement des murs-boutants un peu irréguliers, ainsi que des contreforts supplémentaires pour les bas-côtés, en plus de ceux situés à l'intersection entre deux travées. Les bas-côtés n'étaient pas voûtés jusqu'à la leur reconstruction à partir de 1853, ce qui posait certainement problème pour le contrebutement des voûtes du vaisseau central, édifiées au milieu du XVIe siècle. Le voûtement des bas-côtés entraîne un exhaussement des murs gouttereaux et des demi-pignons, et les corniches de corbeaux que l'on voit actuellement ne sont donc pas authentiques. Les fenêtres, en arc brisé, mais sans aucun ébrasement extérieur, répondent à une disposition anachronique, et n'ont dû recevoir leur forme actuelle que lors du voûtement.

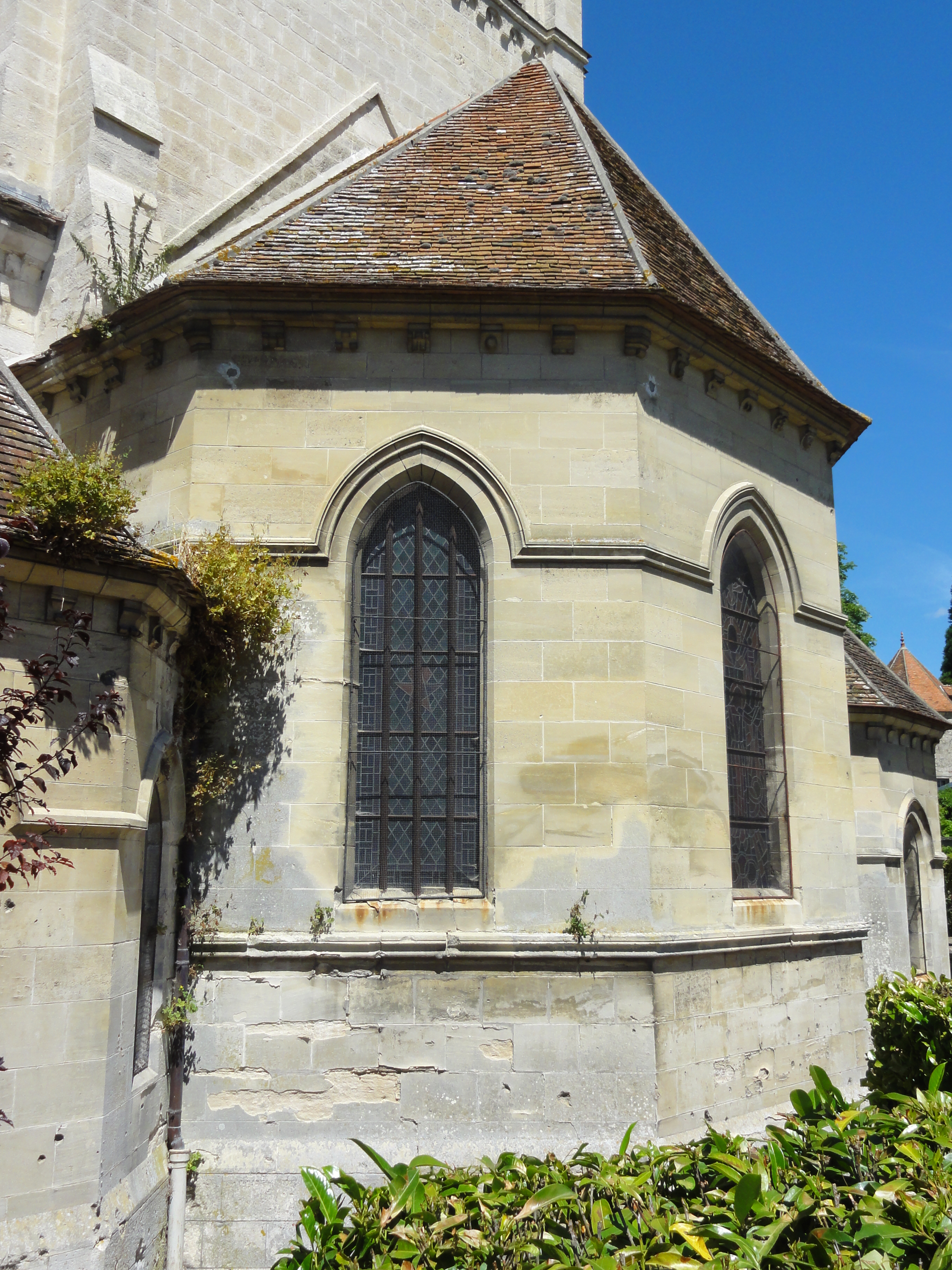
Abside centrale.

Une sacristie moderne est placée devant le croisillon sud, et une tourelle d'escalier octogonale, ajoutée à une époque indéterminée, flanque son angle sud-ouest, tandis que l'absidiole sud y est attenante à l'est, de sorte que le croisillon est ainsi mal visible. Son pignon est sommé d'une croix nimbée en antéfixe, et percé d'une étroite ouverture rectangulaire pour l'aération des combles. L'on note son linteau monolithique, qui suggère un arc en plein cintre, et les piédroits taillés en biseau. En bas du pignon, le mur se retraite grâce à un fruit. Immédiatement en dessous, se terminent les contreforts d'angle sud-est. Ils se retraitent quatre fois par un larmier pentu, et s'amortissent par un glacis formant larmier : ce sont des contreforts à ressauts caractéristiques de la première période gothique. Ils ont été réappareillés jusqu'au troisième larmier, mais la partie supérieure paraît bien authentique. Au milieu du mur méridional, le croisillon sud présente une fenêtre en arc brisé, à ébrasement extérieur, qui est surmontée d'un bandeau mouluré se continuant latéralement au niveau des impostes. Ce bandeau affiche le même profil que celui qui marque la limite des allèges à l'intérieur de l'abside centrale. En conclusion, la datation du transept de la première période gothique que suggère l'examen de l'intérieur se confirme par son aspect extérieur. Il paraît bien postérieur à la nef, mais contemporain de la façade occidentale. En revanche, les contreforts à ressauts prouvent que le voûtement d'ogives était d'emblée prévu, et la question pourquoi les voûtes semblent secondaires reste sans réponse.
À l'intérieur, les absidioles et l'abside centrale adoptent un plan en hémicycle ; à l'extérieur, ils sont à pans coupés : le cas contraire est plus fréquent (Fosses, Orry-la-Ville, Pontpoint…). L'intérieur du chœur est nettement gothique, tandis que l'intérieur des absidioles est d'une facture romane, hormis l'arc brisé des fenêtres. Cette différence stylistique n'apparaît pas du tout à l'extérieur. L'on s'étonne notamment de l'absence de contreforts, même sur l'abside centrale, qui paraît pourtant comme étant voûtée d'ogives dès le départ. Cette observation ne doit toutefois pas peser trop lourd dans l'étude de l'église de la Sainte-Trinité, car à l'extérieur, les absidioles et l'abside centrale ont été aussi fortement restaurés que la façade occidentale. Tout le parement a été refait à partir de 1883, en commençant par l'absidiole nord. Dans l'état actuel, les murs se retraitent grâce à un fruit après les premières assises, puis une seconde fois à mi-hauteur des allèges. Ces fruits sont continus sur les trois travées orientales. Sur le chœur seulement, la limite des allèges est soulignée par le même bandeau qu'à l'intérieur, et les baies sont également surmontées d'un tel bandeau, à l'instar du croisillon sud. Les baies des absidioles sont surmontées d'un bandeau d'un profil différent, plus simple. Les murs se terminent par une corniche de modillons, inspirée de celle de la nef. Tous ces modillons sont seulement moulurés, ou sculptés de motifs décoratifs abstraits.

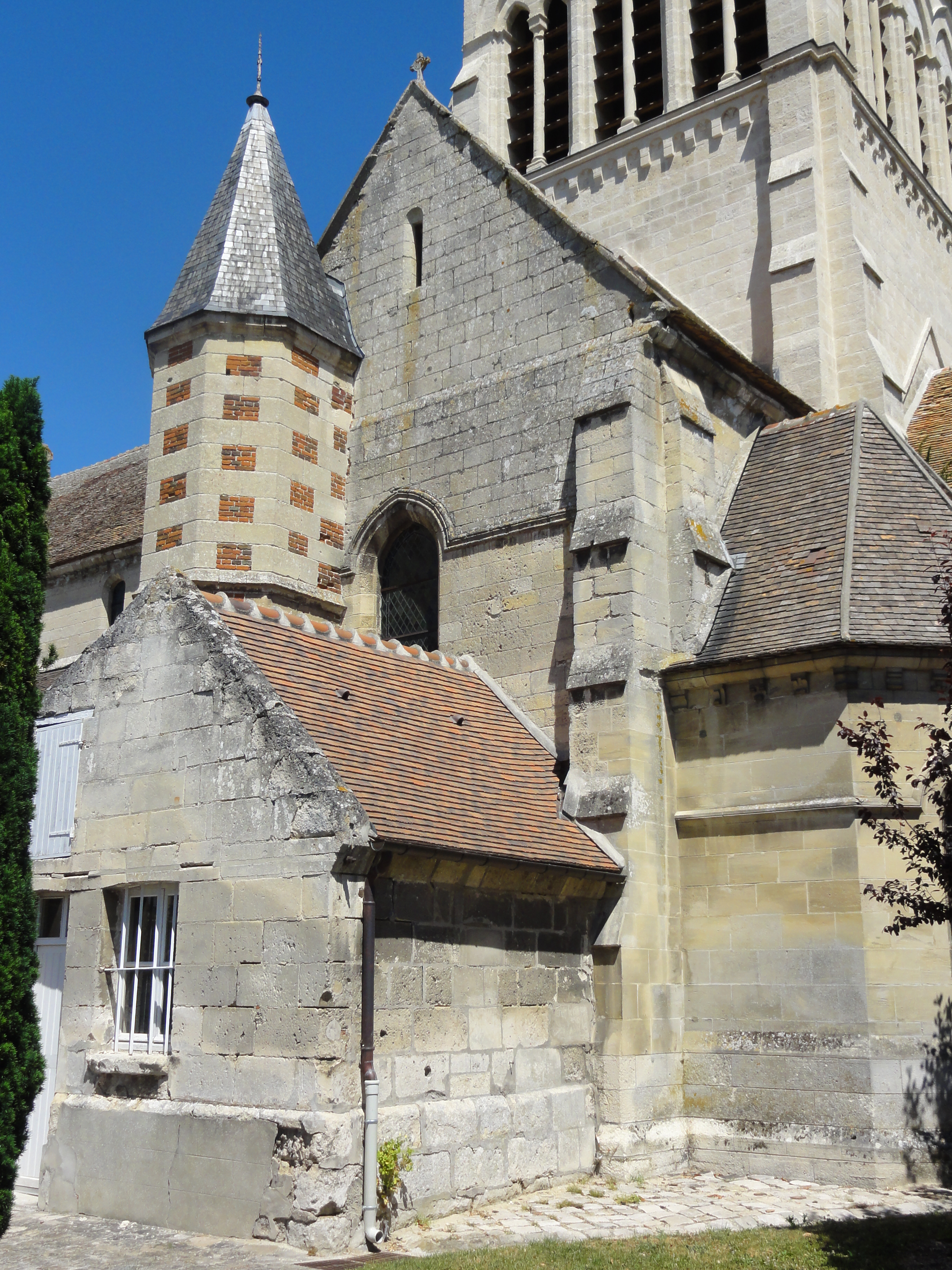
Croisillon sud.
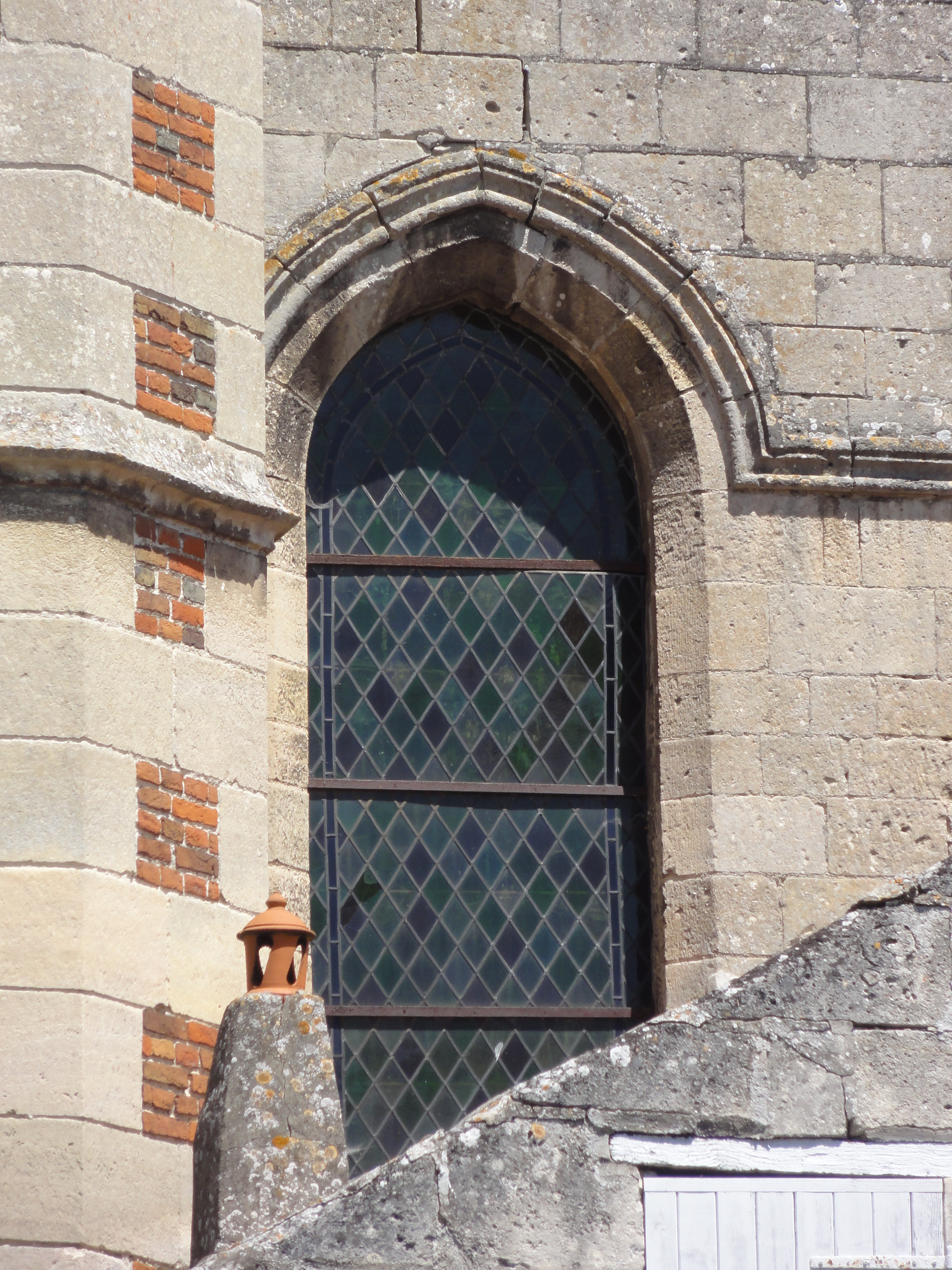
Croisillon sud, fenêtre.
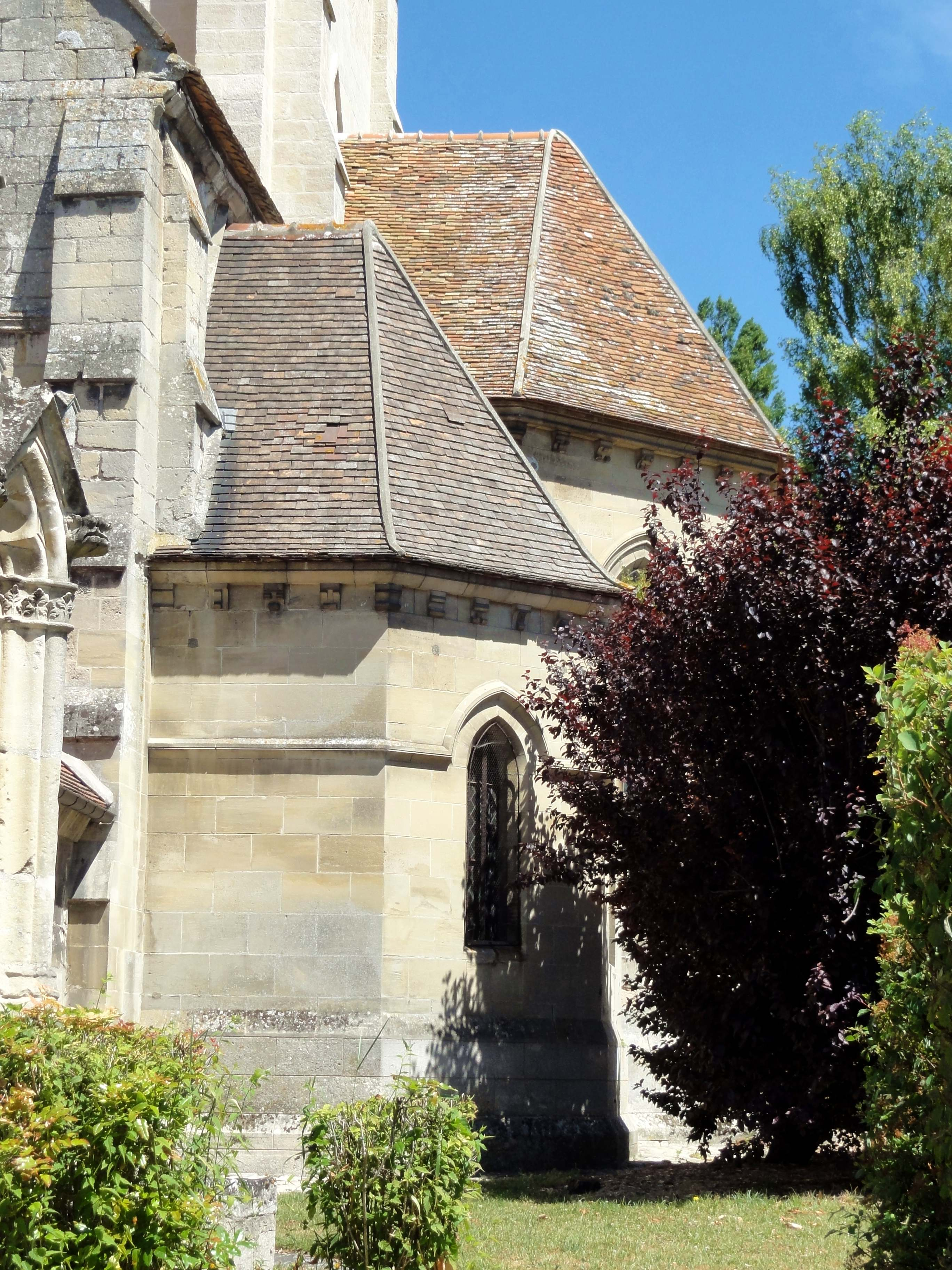
Absidiole sud et abside.
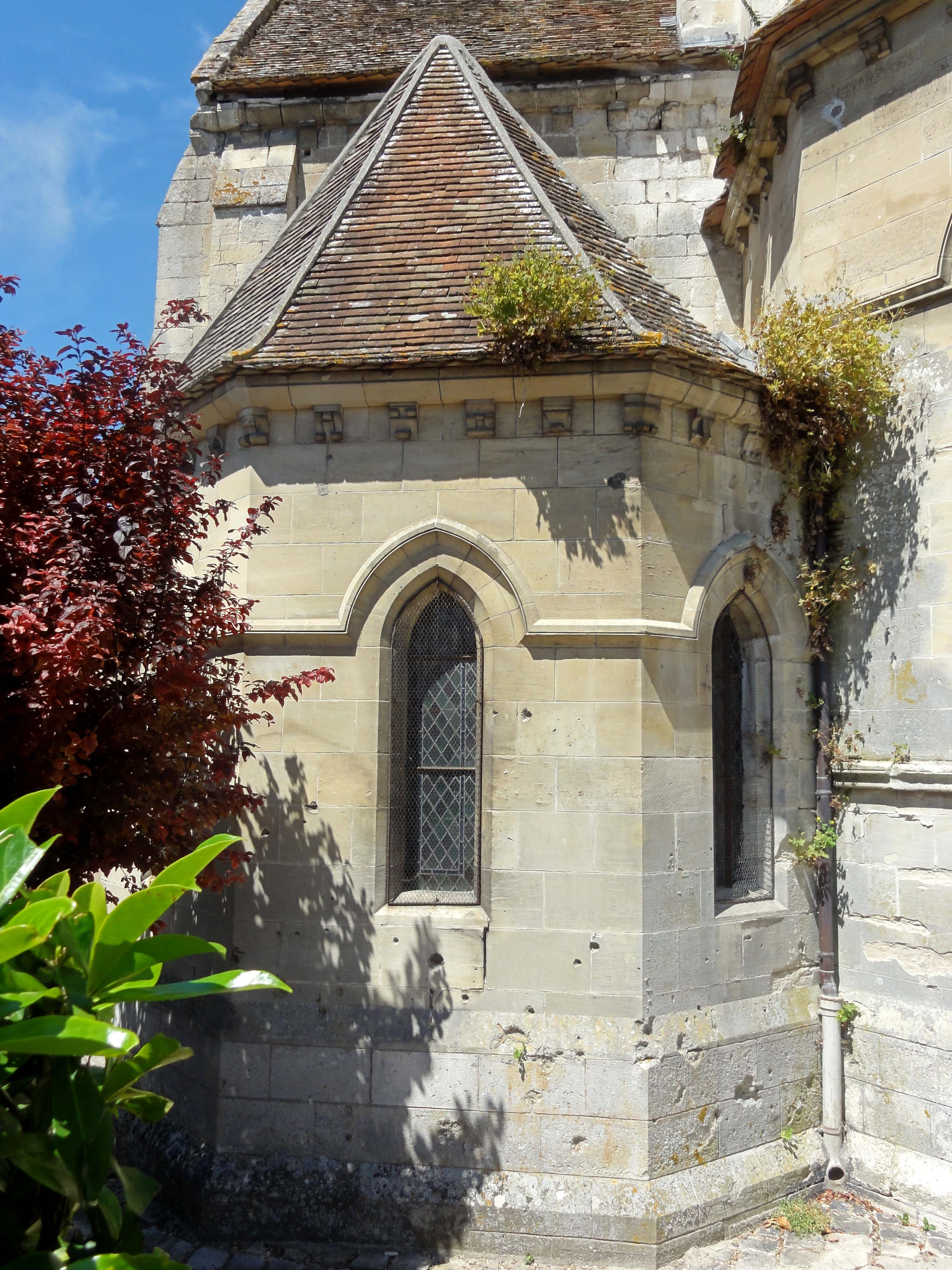
Absidiole sud.
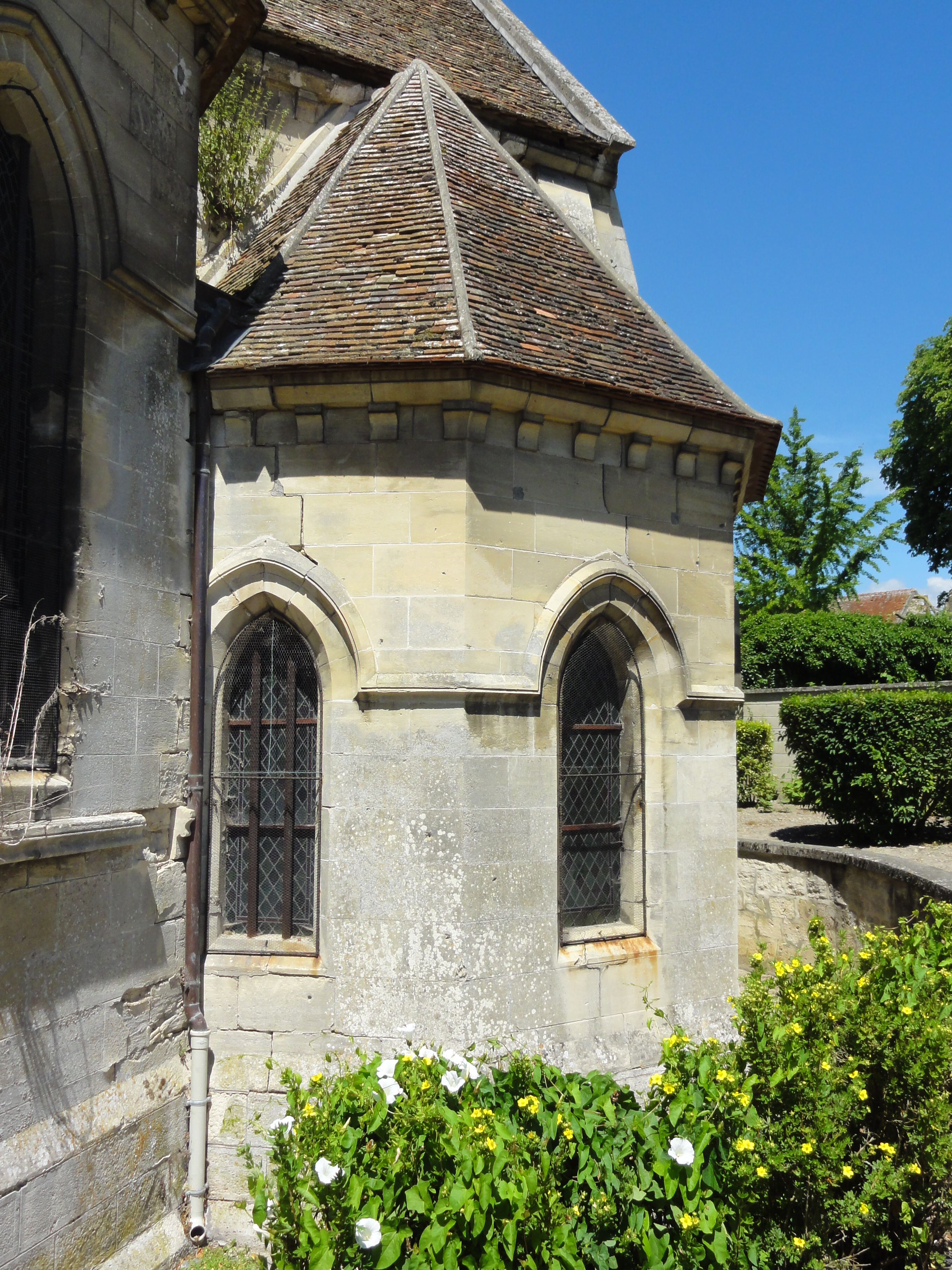
Absidiole nord.
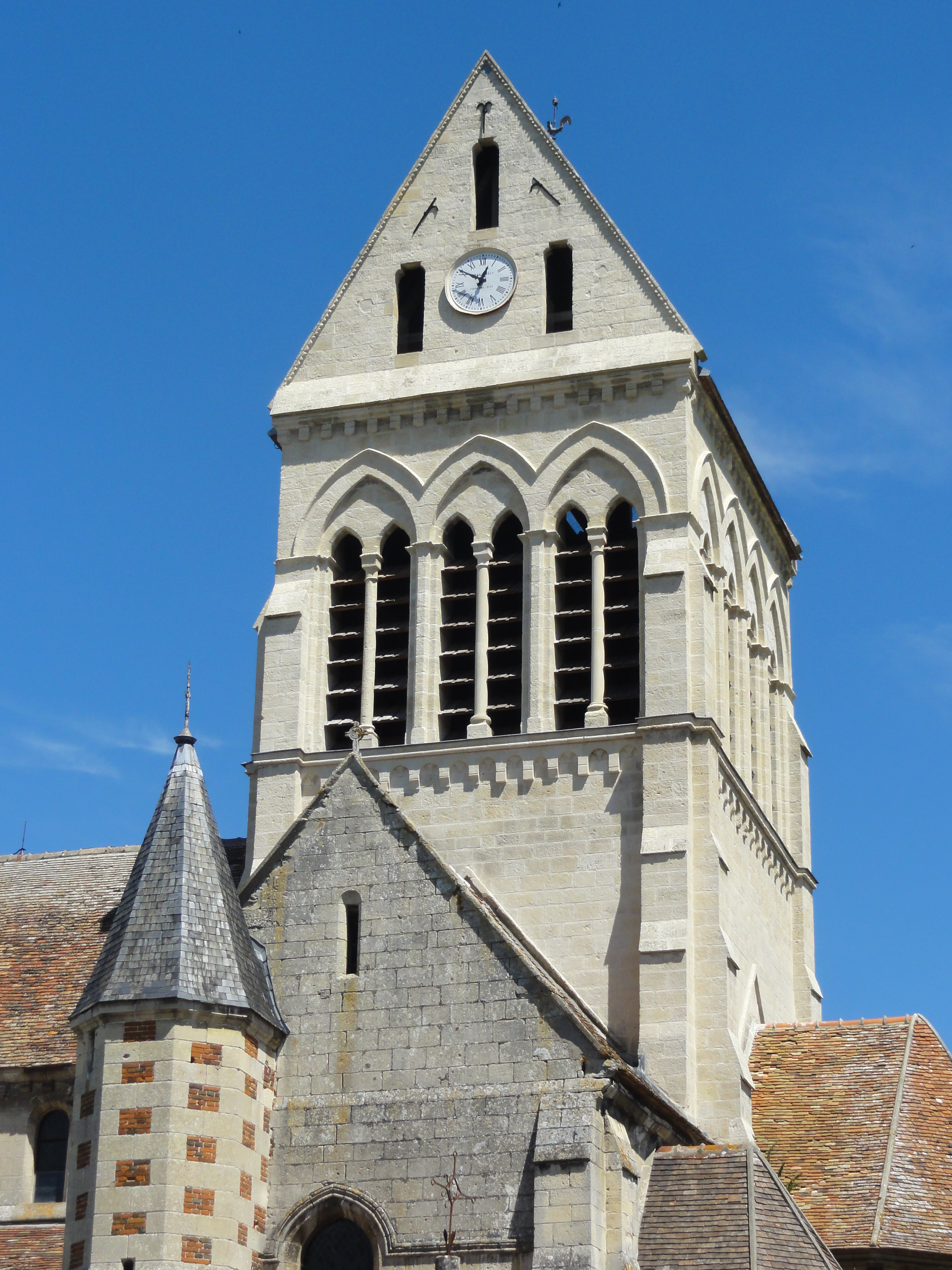
Clocher, côté sud.

#### Clocher

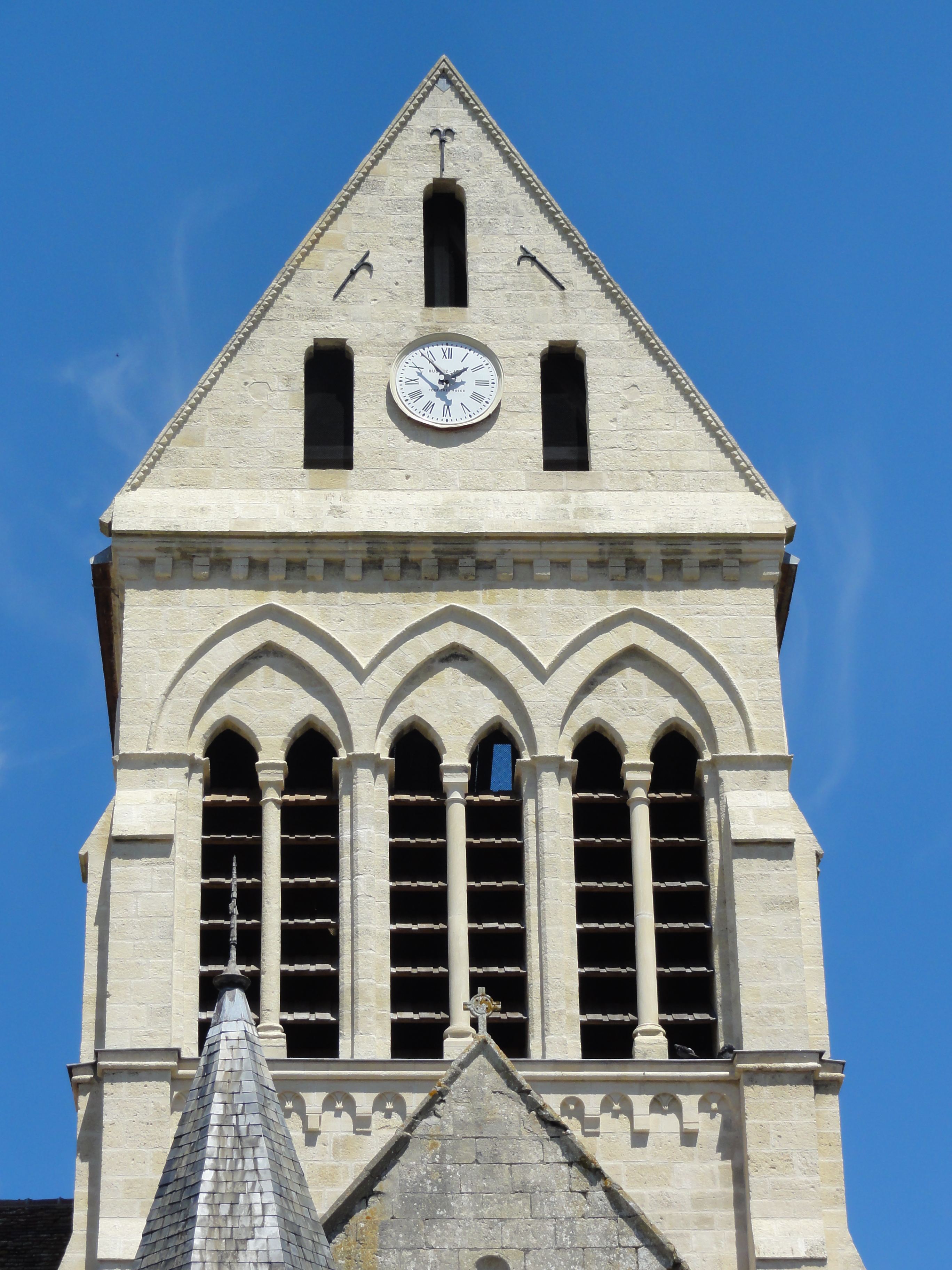
Clocher, côté sud.

Eugène Lefèvre-Pontalis cite le clocher de Choisy-au-Bac parmi les trois clochers de l'Oise édifiés au début du XIIIe siècle, mais adoptant encore la plupart des dispositions de la seconde moitié du XIIe siècle. Les deux autres clochers de ce groupe sont Angy et Breuil-le-Sec ; l'on pourra certainement ajouter quelques autres, même si les clochers romans et flamboyants sont nettement plus nombreux. Par ses dimensions, le clocher semble écraser les croisillons et les absides, dont la hauteur paraît trop modeste, aussi en comparaison avec la nef. Choisy-au-Bac est aussi l'un des rares clochers à trois baies par face, au nord et au sud, d'autres exemples étant Raray (XIIe siècle), Rully (XIIe siècle), Clairoix (même époque que Choisy-au-Bac), Agnetz (XIVe siècle), Ravenel, Venette (XVIe siècle), et Brenouille (XVIIIe siècle). À l'ouest et à l'est, il y a même quatre baies par face. Enfin, le clocher de l'église Saint-Étienne présente aussi la particularité d'une bâtière perpendiculaire à l'axe de l'édifice, comme à Bémont, Breuil-le-Vert, Othis et Pondron, parti habituellement retenu pour des clochers de très faible hauteur, qui peuvent ainsi faire l'économie d'un étage de beffroi à part entière (Houdancourt, Vauciennes). L'étage de beffroi est le second étage, le premier étant aveugle et destiné uniquement à faire gagner de la hauteur à l'étage de beffroi, afin que celui-ci ne soit pas caché par les toitures. Des contreforts à ressauts assez plats, avec des retraites par des larmiers, flanquent les angles, et montrent l'homogénéité avec les croisillons jusqu'à ce niveau. Les contreforts s'arrêtent au niveau des impostes des baies de l'étage de beffroi.
En haut de l'étage intermédiaire, l'on trouve une corniche beauvaisine, composée de petites arcatures en plein cintre reposant sur des corbeaux, et réséquées chacune dans deux arcatures plus petites. Selon Jean Vergnet-Ruiz, qui connaît la datation proposée par Lefèvre-Pontalis, la corniche devrait remonter aux années 1140/1150. La souche du clocher, et donc aussi le transept, seraient beaucoup plus anciens que l'étage de beffroi. Ils ne sont certainement pas issus de la même campagne de travaux, mais l'architecture du transept évoque sinon une période un peu plus avancée que ne suggère Vergnet-Ruiz (voir ci-dessus). Les baies de l'étage prennent appui sur un bandeau torique, et sont surmontées d'un bandeau torique plus fin. Leurs archivoltes ne sont pas moulurées, et retombent sur une tablette saillante, qui va tout autour au niveau des impostes. Les trumeaux sont aussi minces que des colonnettes, et ont les angles chanfreinés. Chacune des baies est subdivisée en deux baies plus étroites par une colonnette centrale en délit, avec un chapiteau à corbeille nue, et un tympan appareillé, qui repose à gauche et à droite sur des dosserets. L'on note la cohésion stylistique avec l'architecture de la croisée du transept, qui est tout aussi dépouillée. Le recoupement des baies, très fréquente au XIIe siècle, devient l'exception au XIIIe siècle, et ne se trouve plus ailleurs qu'à Angy et Breuil-le-Sec. Une corniche composée d'un bandeau moulurée reposant sur des corbeaux termine les murs. En bas des pignons, les murs se retraitent par un fort glacis. Chacun des pignons est ajouré de trois étroites baies, qui ont pour linteau une pierre reposant sur deux tas de charge échancrés. Les rampants s'accompagnent de cordons de têtes de clous. Lefèvre-Pontalis insiste sur l'importance de ce détail pour la datation de l'étage de beffroi du début du XIIIe siècle, et dit qu'il ne faut pas se laisser induire en erreur par l'aspect archaïque des chapiteaux.

## Mobilier
Parmi le mobilier de l'église, quatorze éléments ou ensembles sont inscrits ou classés monument historique au titre objet.
- La statue en bois polychrome de la Sainte-Trinité, dit également Trône de Grâce, mesure 115 cm de hauteur, et date du XVIe siècle. Elle représente Dieu le Père assis sur un trône, qui tient en ses mains un petit Christ en croix. Le revers est évidé. La colombe du Saint Esprit a disparu. Les écus aujourd'hui vierges devaient porter les armes peintes des donateurs ; elles ont été effacées quand l'œuvre a été repeinte au XIXe siècle. Une sculpture semblable se trouve dans l'église de Saint-Sauveur. Le classement remonte à 1913[15].
- Les fonts baptismaux en pierre calcaire, avec des traces de polychromie, datent de la première moitié du XVIe siècle, et sont inscrits depuis 1998[16].
- La poutre de gloire en bois polychrome, du XVIe siècle, a été démantelée à une date inconnue. Ses éléments ont été accrochées sur le second pilier au sud de la nef, sauf la poutre elle-même, qui n'a pas été conservée. Restent le Christ en croix, qui mesure 320 cm de hauteur pour 230 cm de largeur, et des statues de la Vierge de douleur et de saint Jean, qui mesurent 150 cm de hauteur. Aux extrémités du crucifix, des quadrilobes arborent les emblèmes du Tétramorphe. Les trois sculptures ont été repeintes, dont la Vierge et saint Jean en blanc. Le classement remonte à 1913[17].
- Le tableau représentant la tentation de saint Antoine est peint à l'huile sur toile, et ses dimensions n'ont pas été prises. Il date du XVIIIe siècle, et a été inscrit en 1979[18]. Ce tableau, accroché en hauteur sur le mur sud de la nef, s'est très assombri et est devenu difficilement lisible.
- L'autel de l'absidiole nord, avec ses gradins, son tabernacle et son retable orné de six colonnettes date également du XVIIe siècle, et a été restauré au XIXe siècle. Cet ensemble a également été inscrit en 1998[19].
- Le bâton de procession de la confrérie Saint-Nicolas est en bois taillé et doré, et date du XVIIIe siècle. Son dais abrite une statuette du saint, qui mesure 41 cm de hauteur. L'inscription au titre objet est intervenue en 1998[20].
- L'aigle-lutrin en bois de chêne taillé, peint et ciré date de la fin du XVIIe siècle, ou du début du XVIIIe siècle. Il mesure 185 cm de hauteur, et a été inscrit en 1998[21].

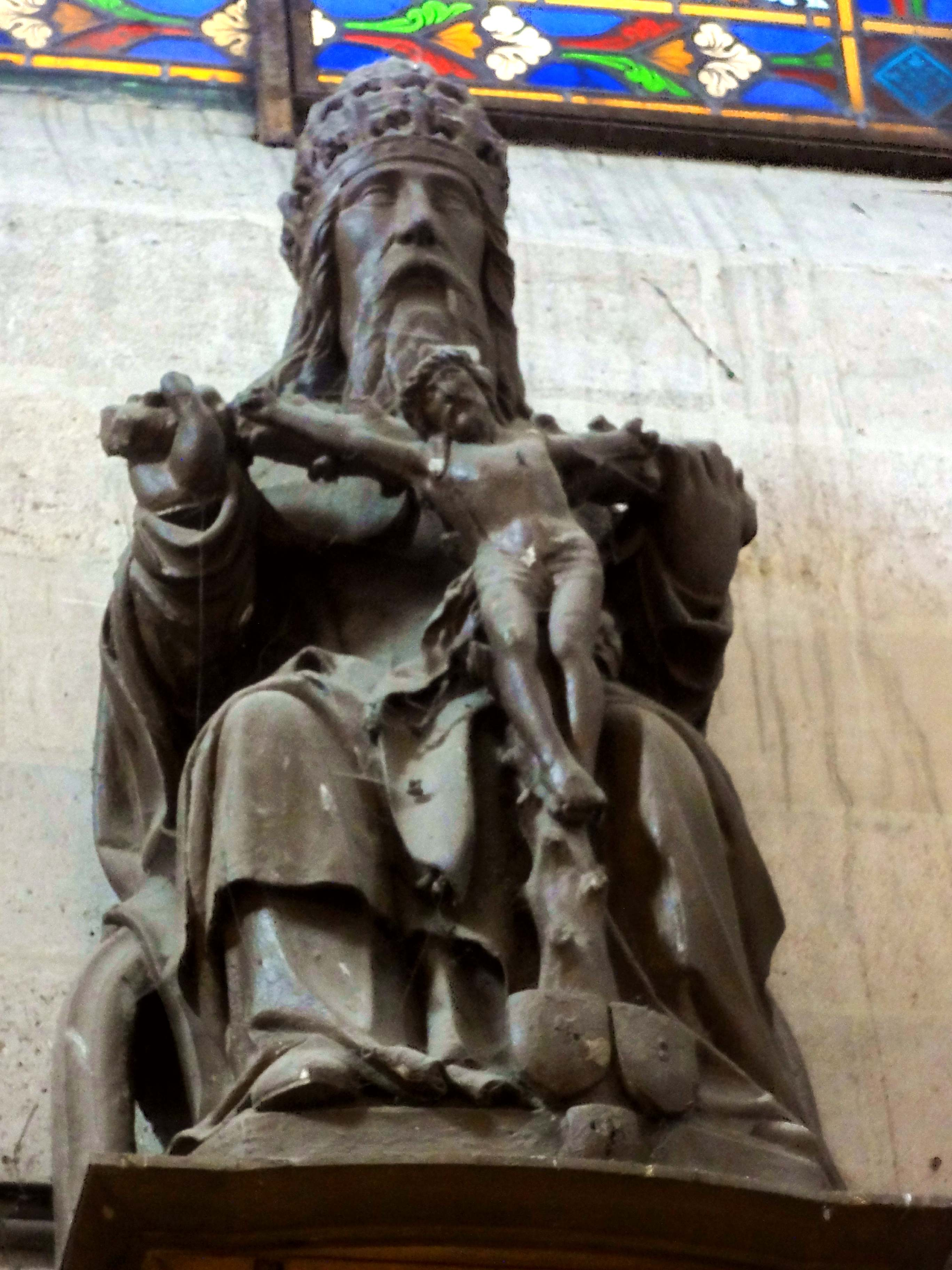
Trône de Grâce.
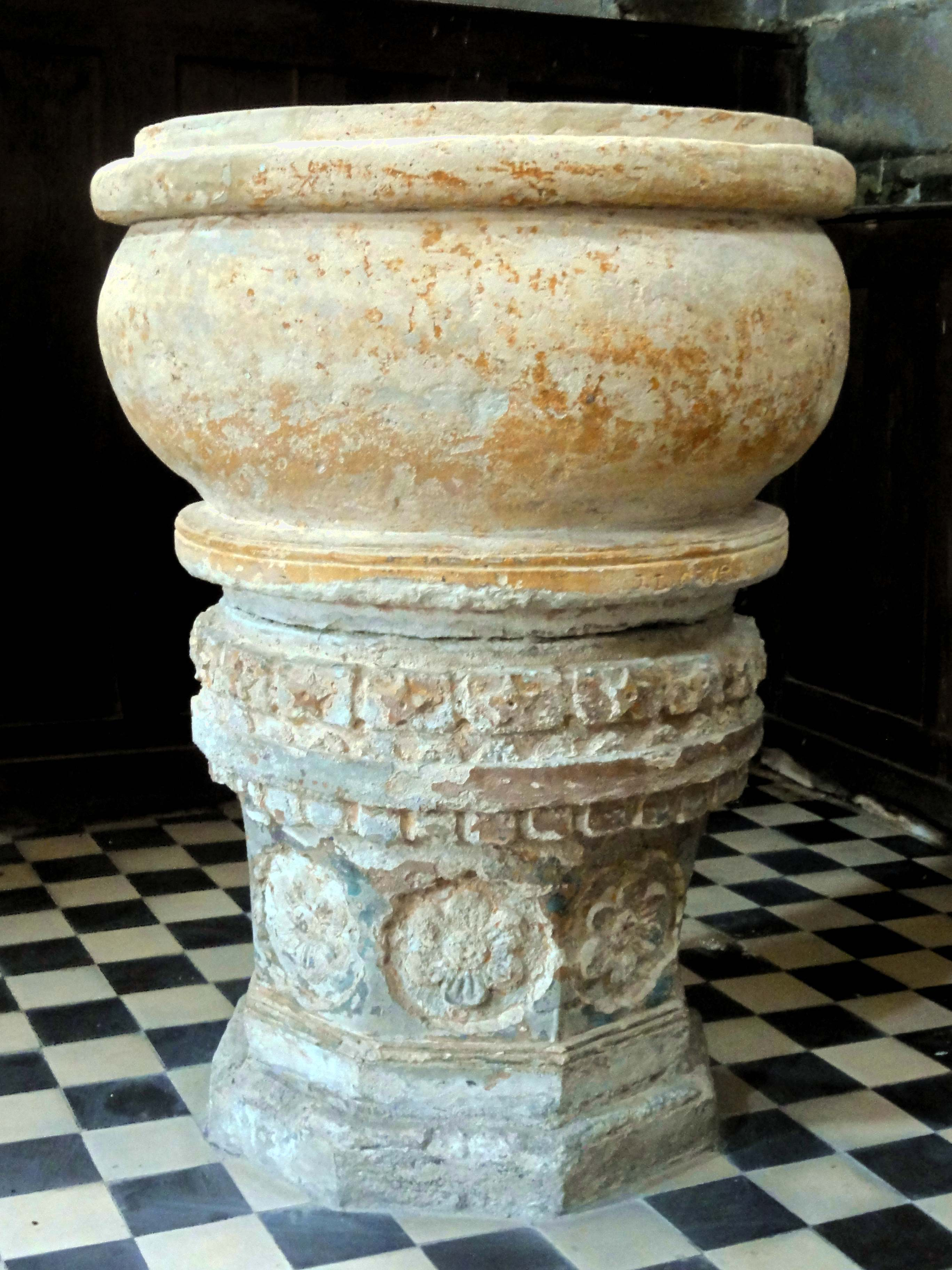
Fonts baptismaux.
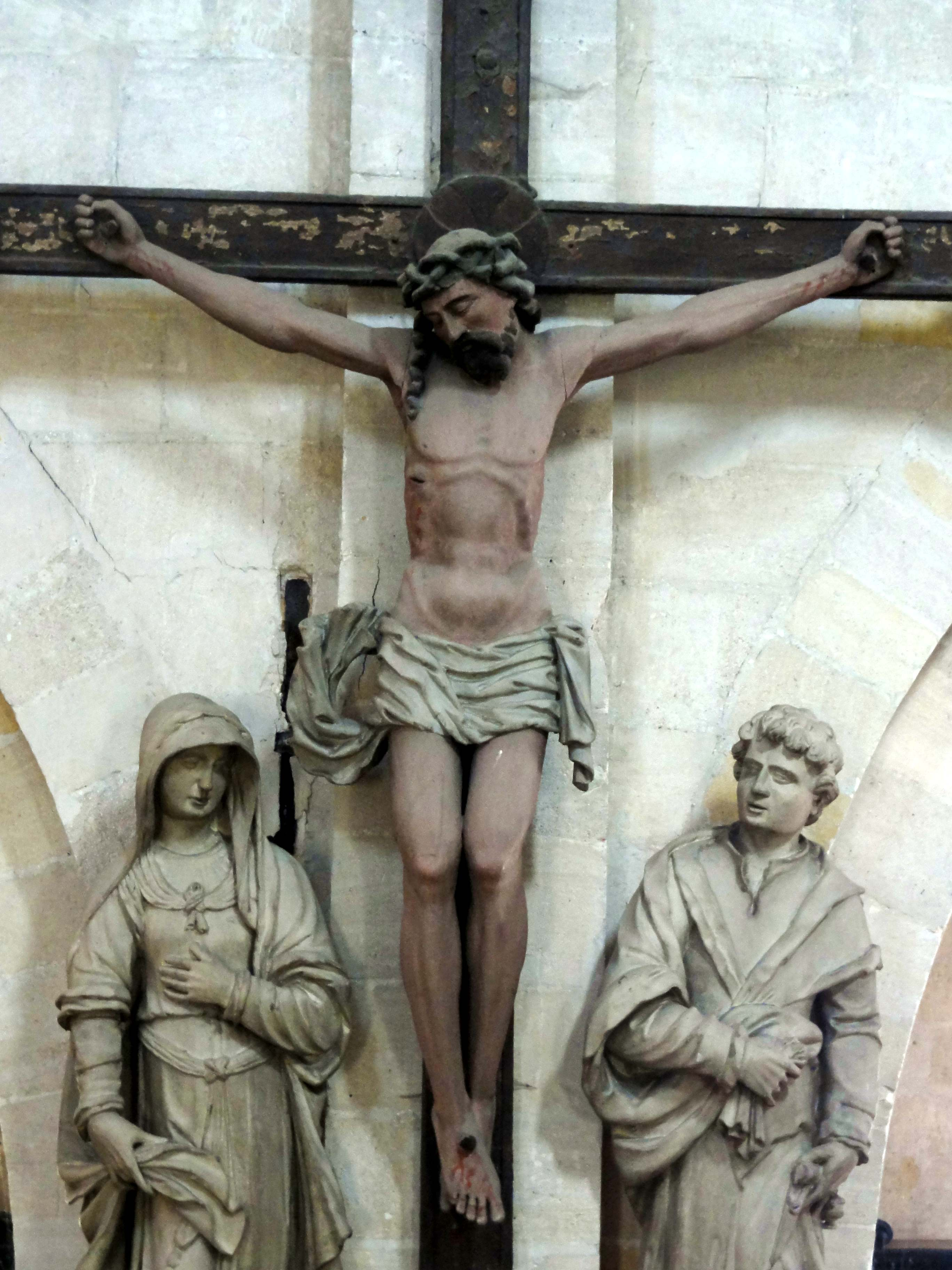
Groupe de Calvaire.
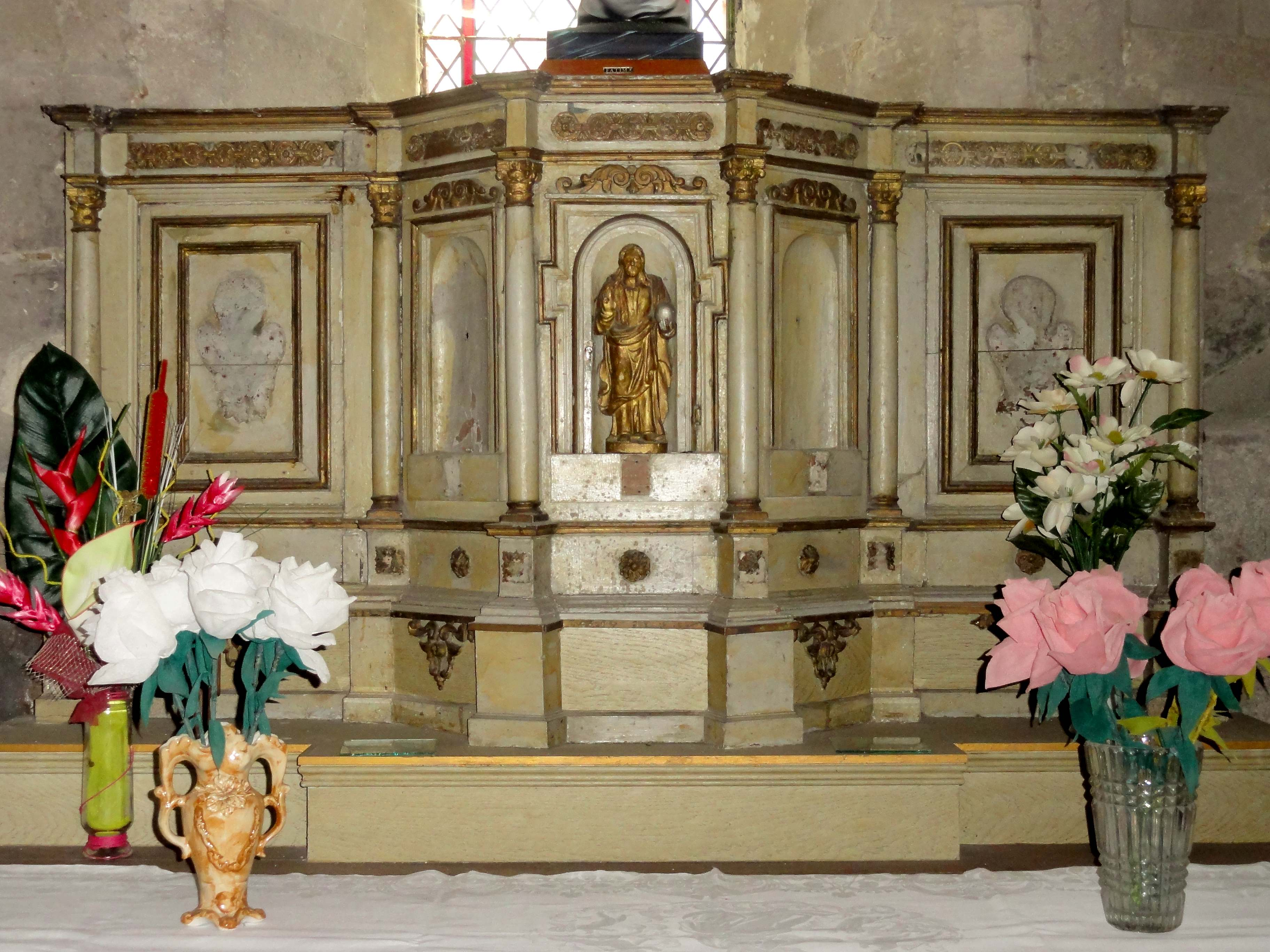
Retable de l'absidiole nord.
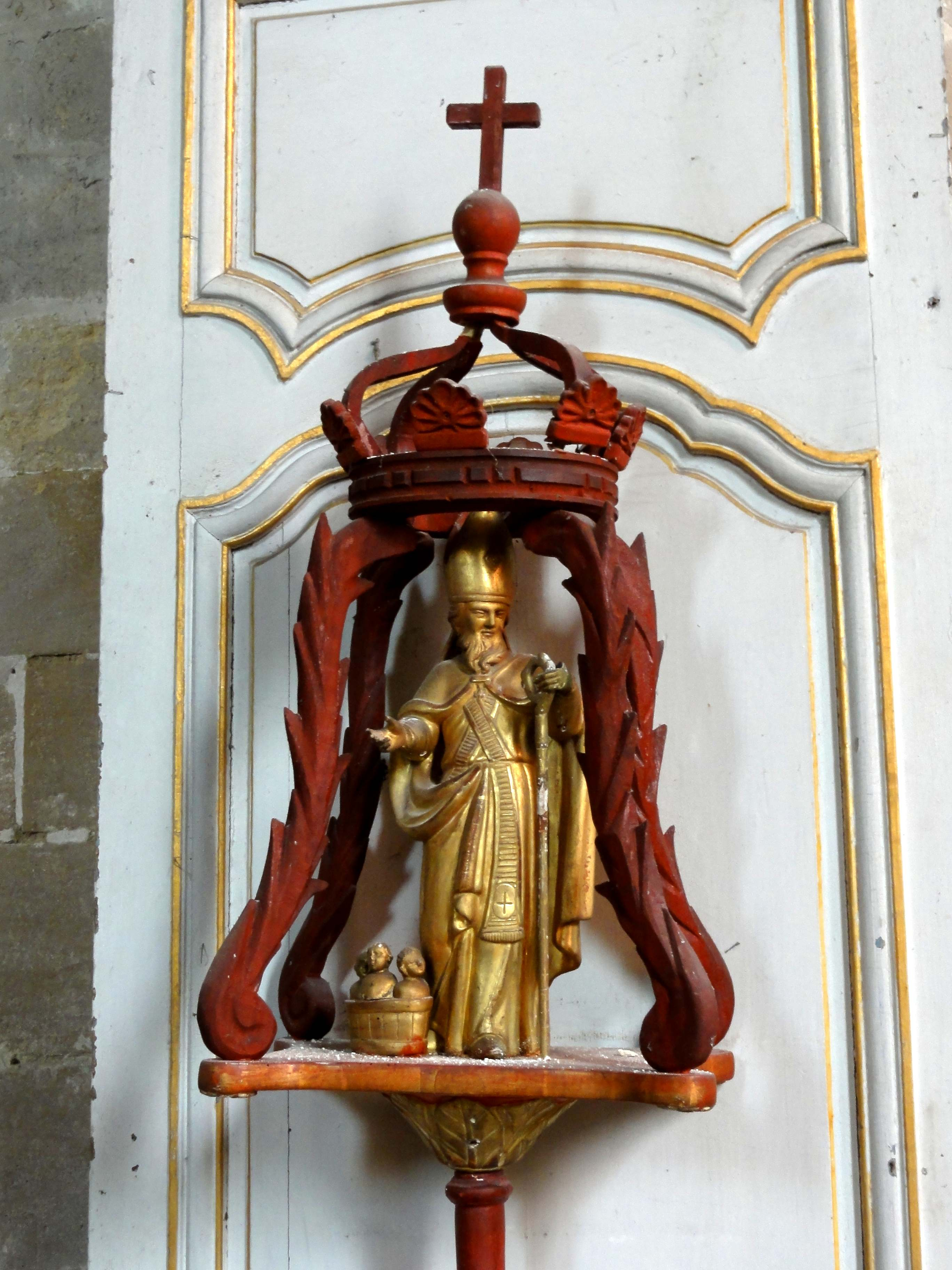
Bâton de procession.
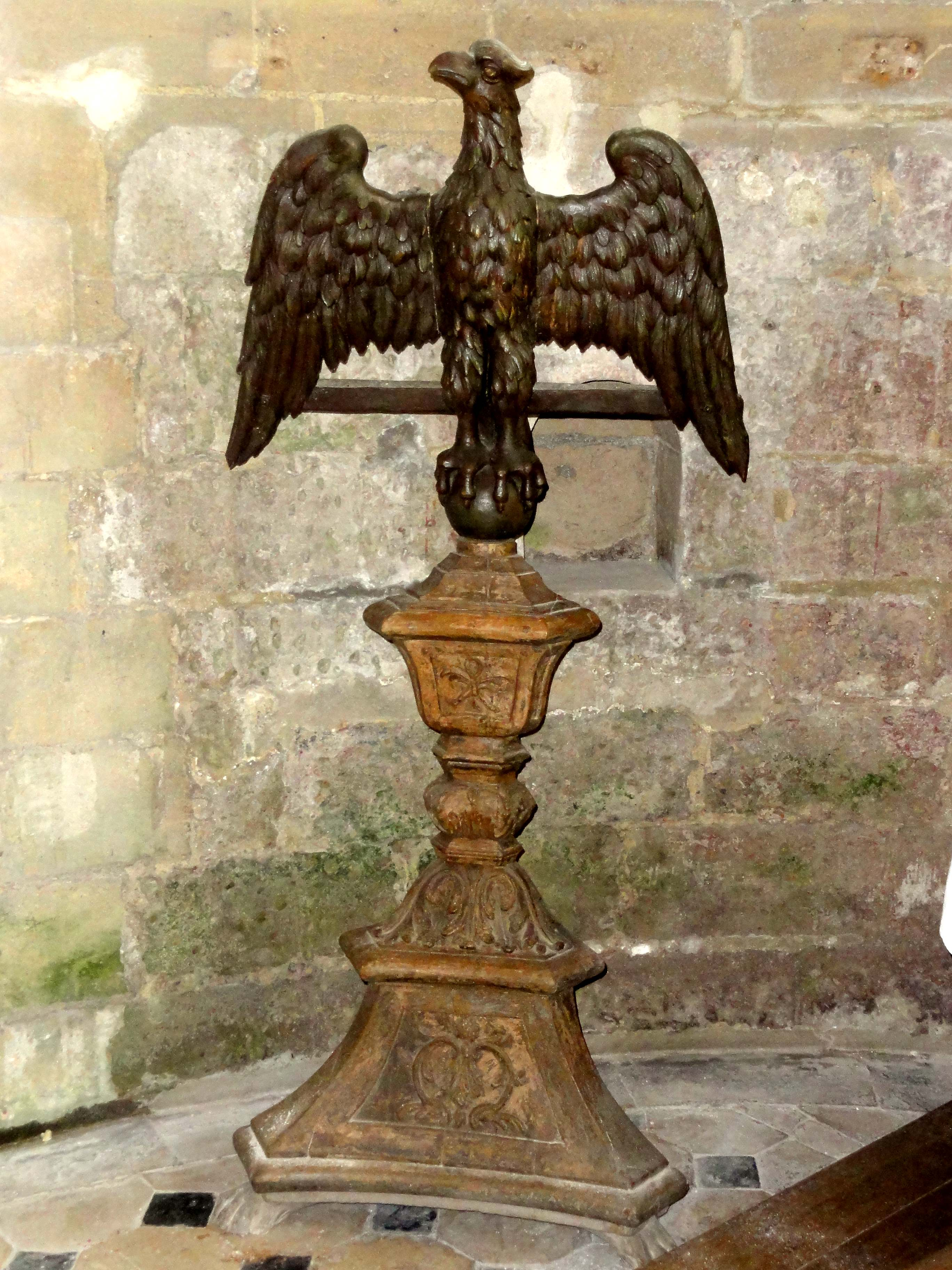
Aigle-lutrin.

- Le retable du maître-autel, l'autel lui-même et son tabernacle sont de style baroque, et datent du XVIIe siècle. Les gradins de l'autel datent de la même époque. L'ensemble a été remonté au XIXe siècle, et la table d'autel et l'antependium ont alors été remplacés. L'inscription de l'ensemble date de 1998[22].
- La statue en bois polychrome de saint Sébastien mesure 145 cm de hauteur, et date du XVIIIe siècle. Les flèches manquent. L'œuvre est inscrite depuis 1998[23].
- L'autel de l'absidiole sud et son antependium datent seulement du XVIIIe siècle, mais le retable et le tabernacle remontent eux aussi au XVIIe siècle. Certains éléments décoratifs ont été refaits au XIXe siècle. Les gradins datent de l'époque de la Restauration. Cet ensemble a lui aussi été inscrit en 1998[24].
- Un total de huit lustres en laiton doré, orné de pampilles en verre taillé, sont inscrits depuis 1998. Ils appartiennent à trois types différents, et diffèrent par leur style, mais datent tous du XIXe siècle. Quatre sont du premier quart du XIXe siècle, et mesurent environ 100 cm de hauteur[25]. Deux sont du milieu du XIXe siècle, et mesurent environ 80 cm de hauteur[26]. Deux autres datent du Second Empire, mais affichent le style Louis XV[27].
- Le tableau représentant saint Michel terrassant le démon est peint à l'huile sur bois, et mesure 62 cm de hauteur pour 48 cm de largeur. Il date probablement du XVIIe siècle. Son inscription, qui inclut le cadre, date de 1998[28]. Ce tableau ne se trouve plus dans l'église.

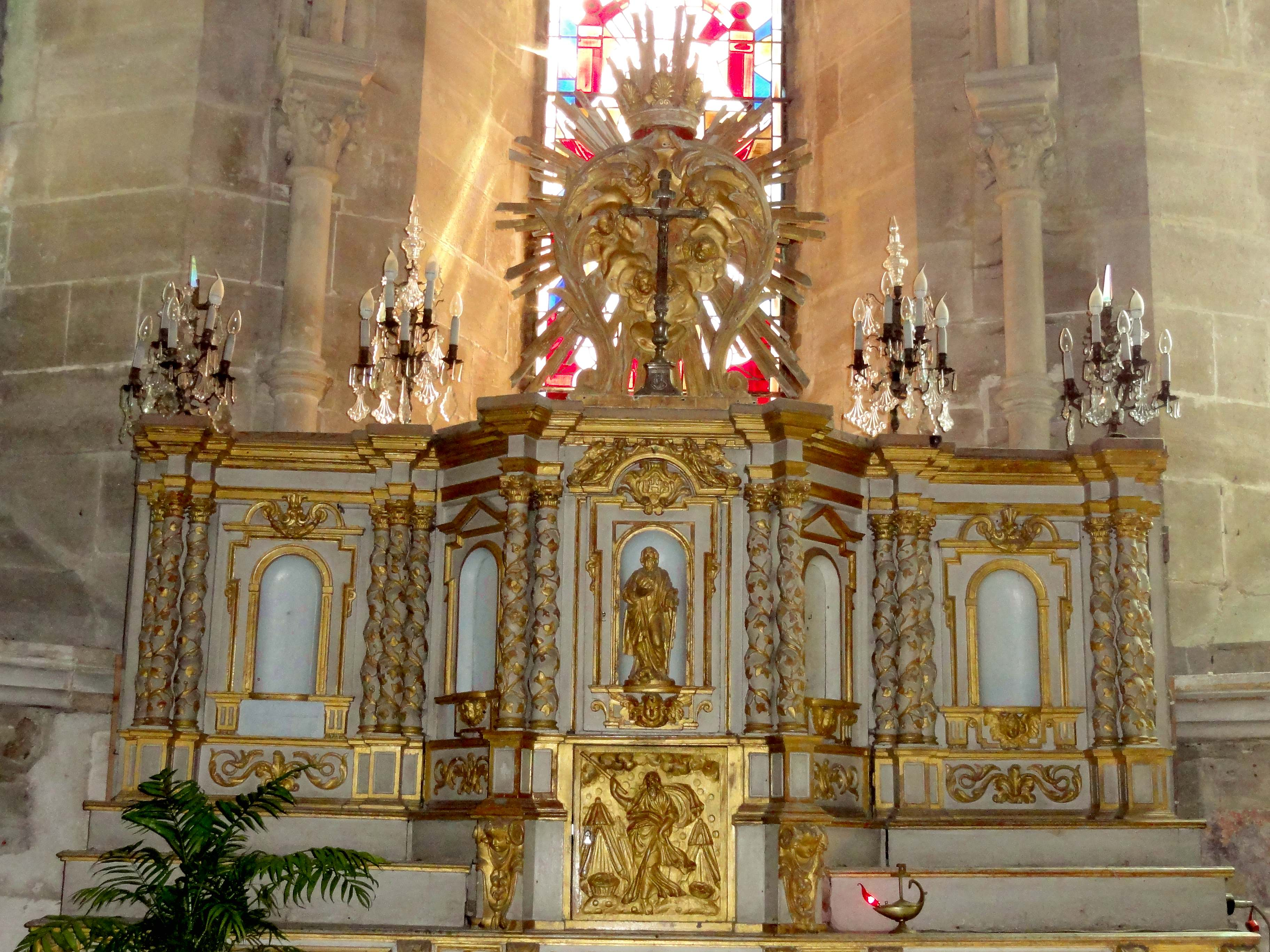
Retable du maître-autel.
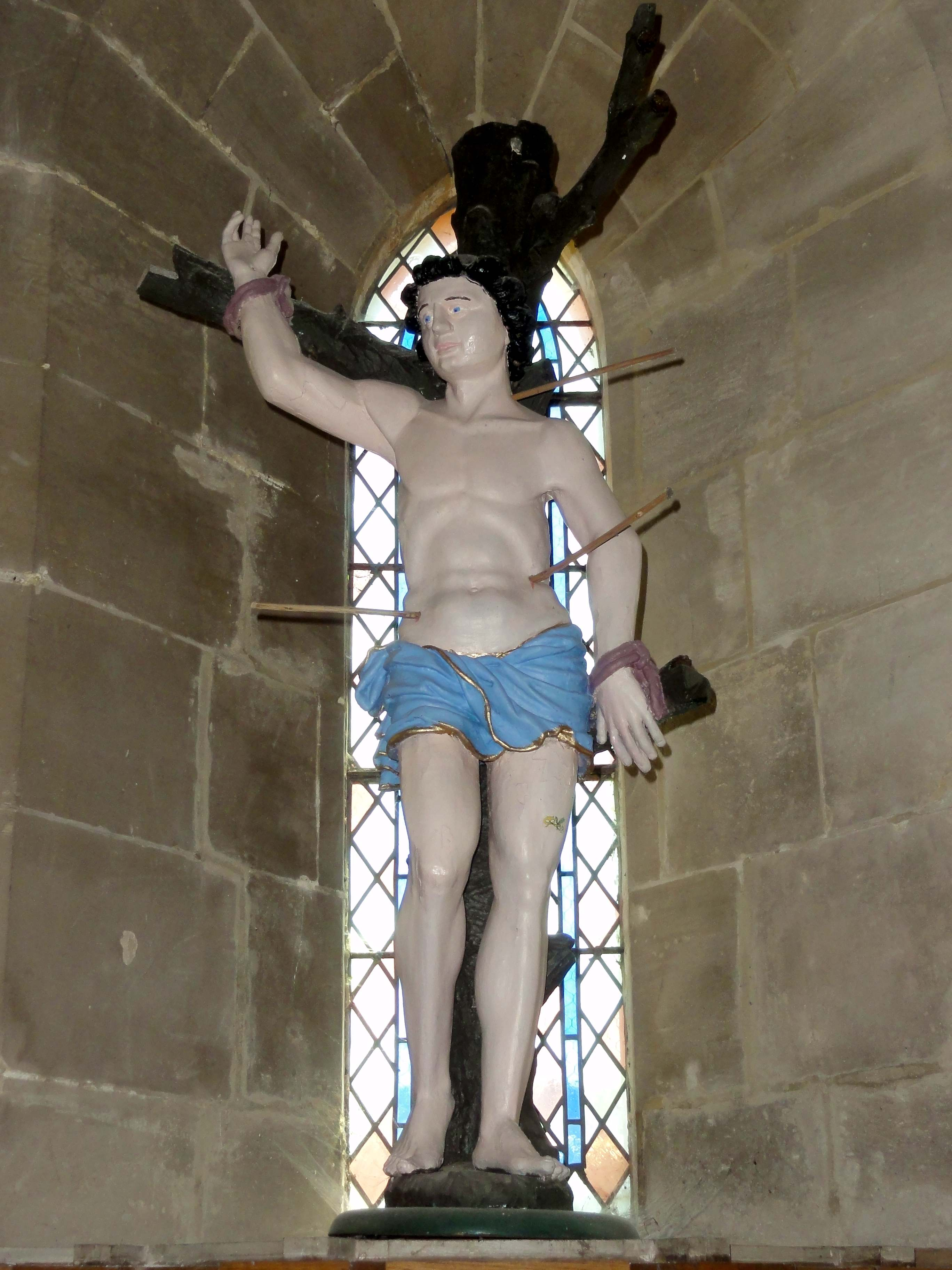
Statue de saint Sébastien.
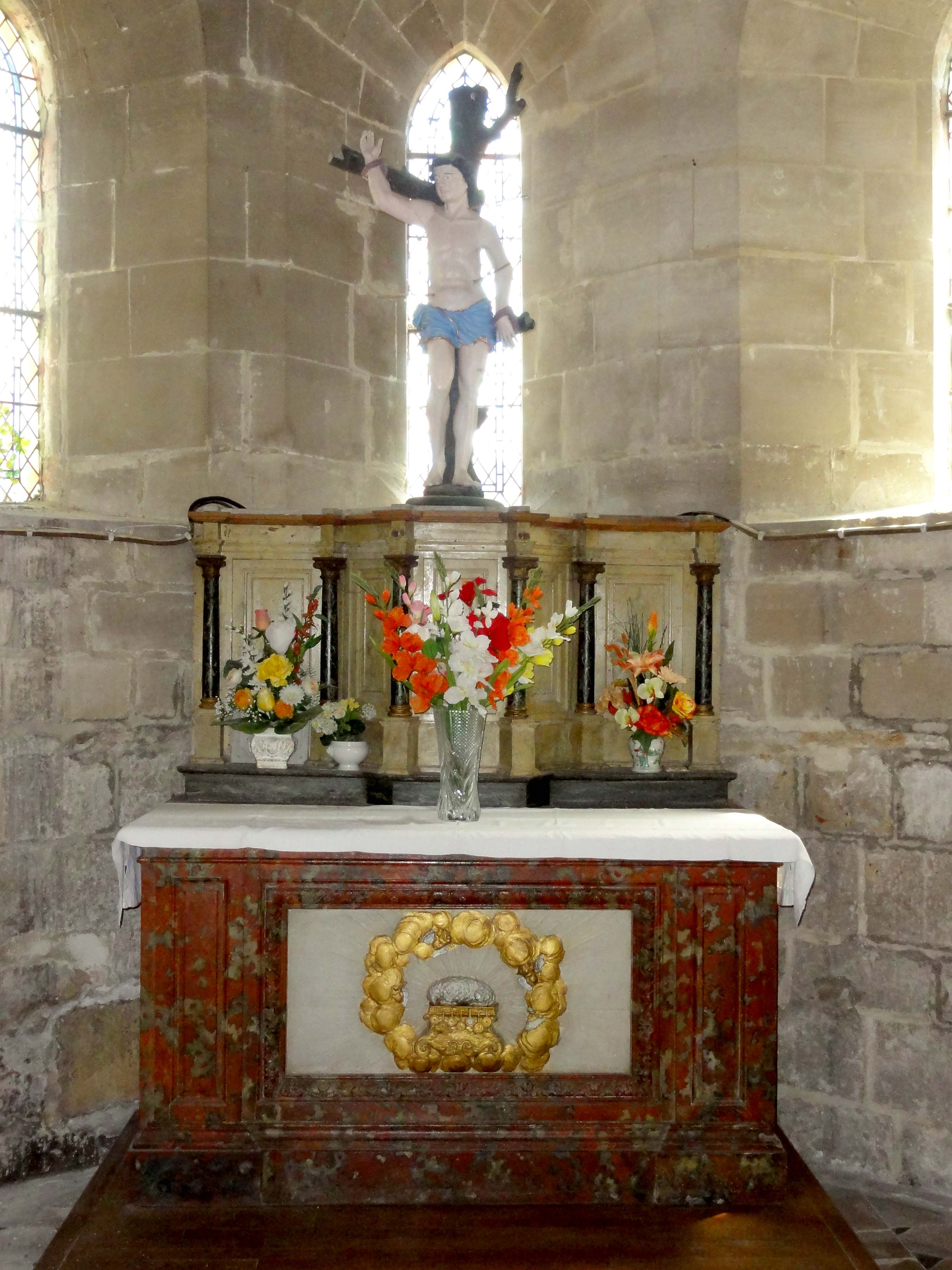
Autel de l'absidiole sud.
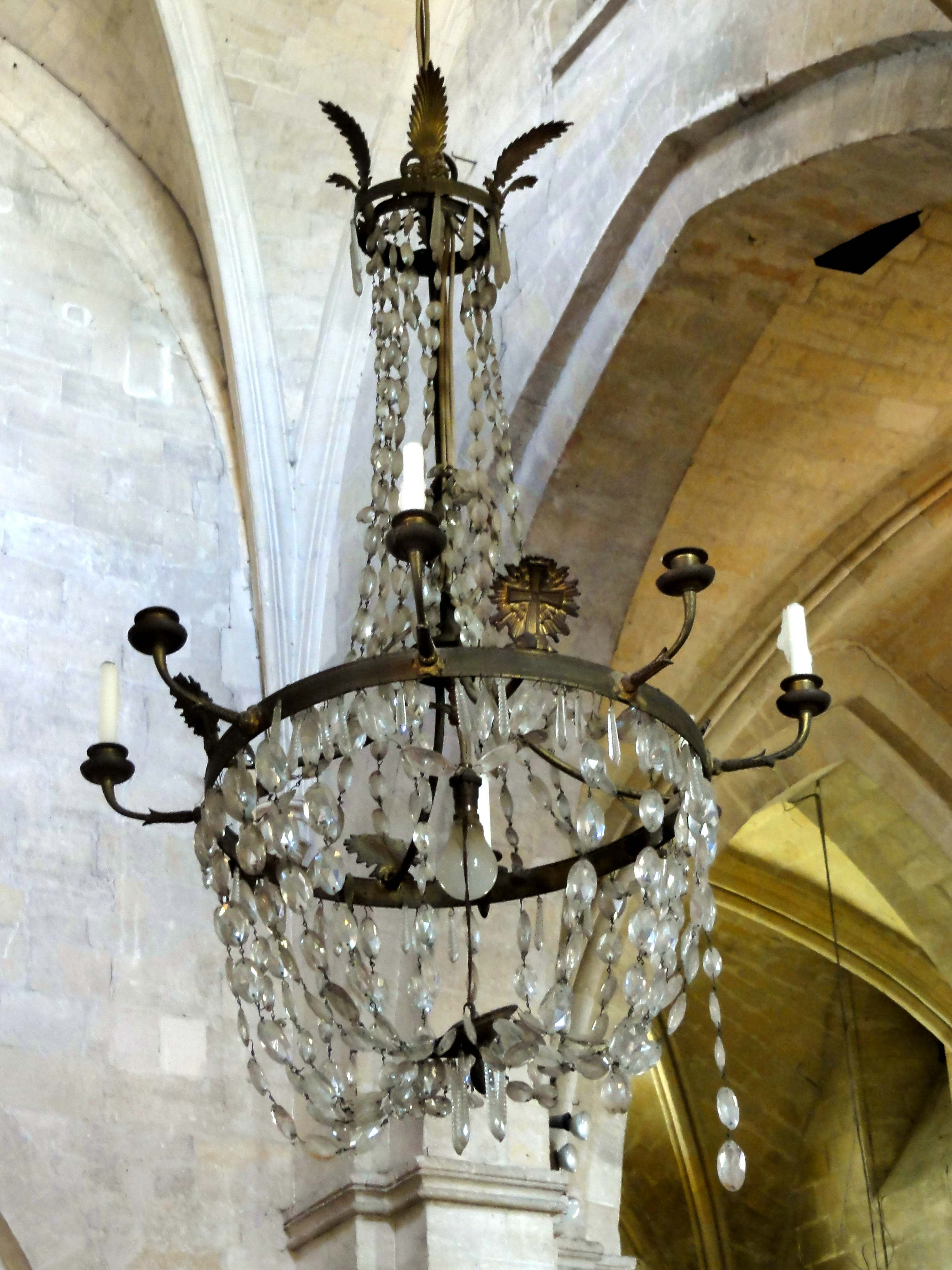
Lustre du 1er quart du XIXe siècle.
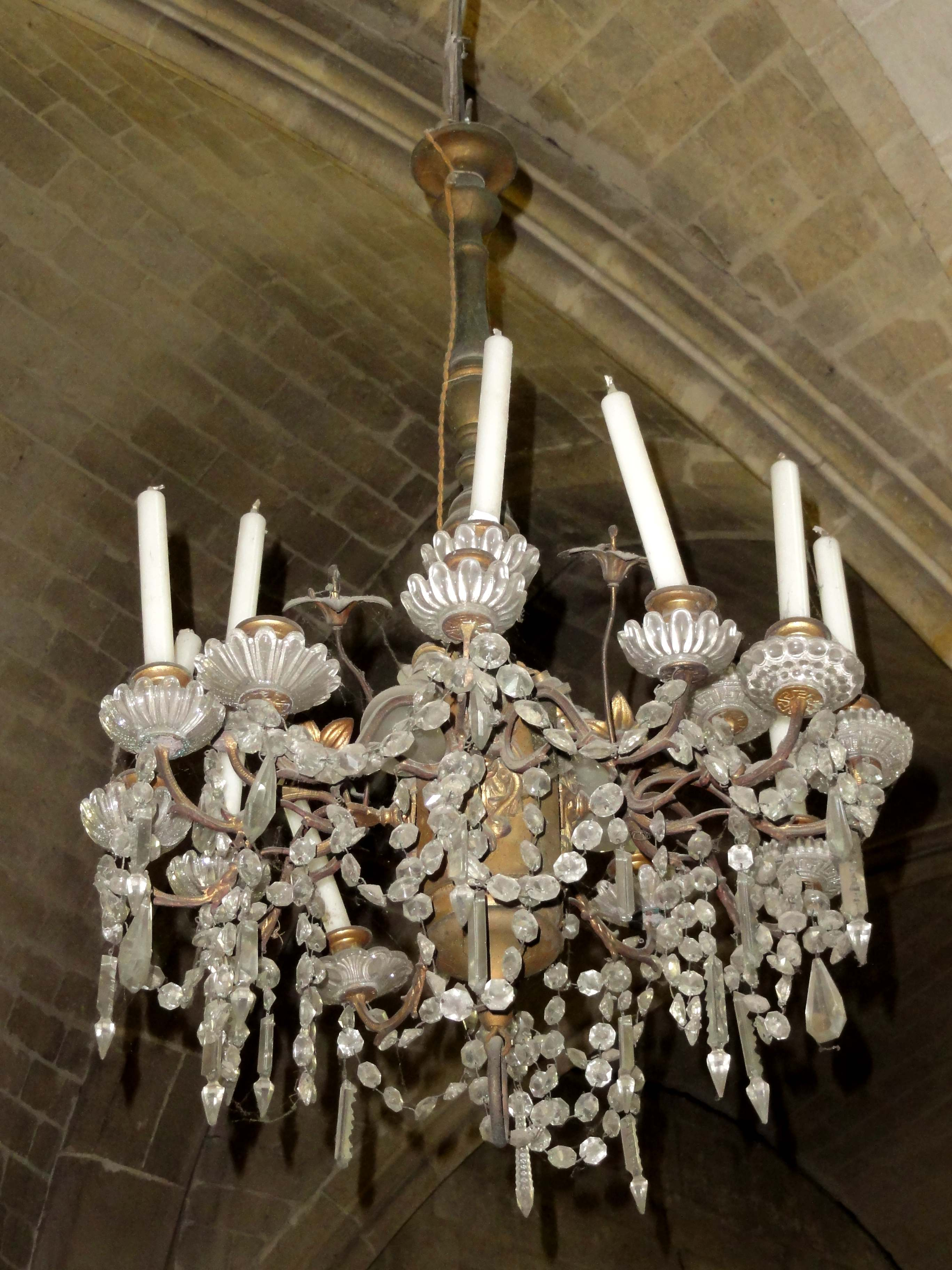
Lustre du milieu du XIXe siècle.
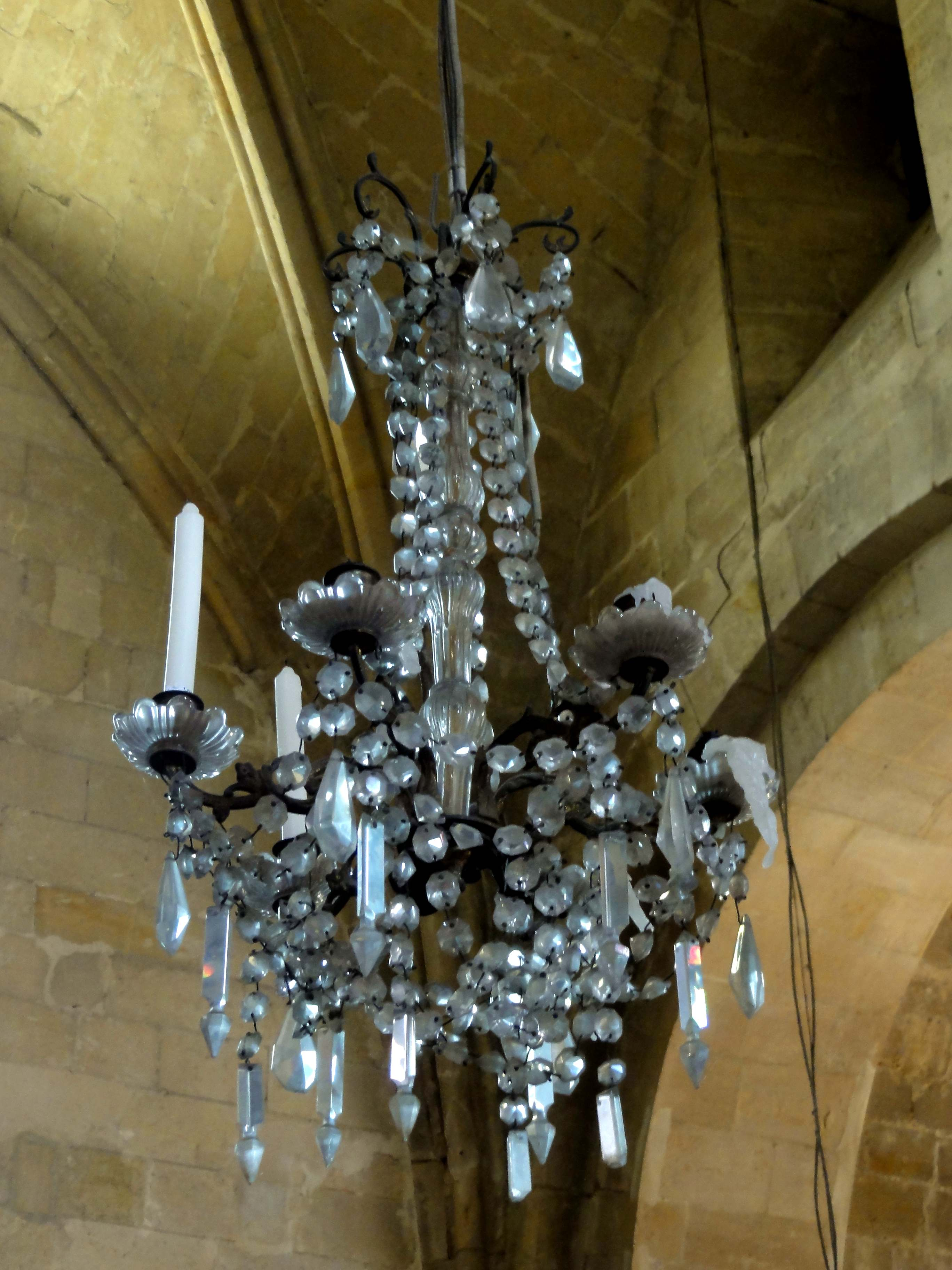
Lustre du 3e quart du XIXe siècle.